# Liste der Biografien/Zo
Liste der Biografien |
Portal Biografien |
Personensuche
# |
A |
B |
C |
D |
E |
F |
G |
H |
I |
J |
K |
L |
M |
N |
O |
P |
Q |
R |
S |
T |
U |
V |
W |
X |
Y |
Z |
?
 
Za |
Zb |
Zc |
Zd |
Ze |
Zf |
Zg |
Zh |
Zi |
Zj |
Zk |
Zl |
Zm |
Zn |
Zo |
Zr |
Zs |
Zu |
Zv |
Zw |
Zy |
Zz
Die Liste der Biografien führt alle Personen auf, die in der deutschsprachigen Wikipedia einen Artikel haben. Dieses ist eine Teilliste mit 1051 Einträgen von Personen, deren Namen mit den Buchstaben „Zo“ beginnt.

## Zo
- Zo, Jean Baptiste Achille (1826–1901), französischer Kunstmaler
- Zo, Mat (* 1990), britischer DJ und Musikproduzent

### Zoa
- Zoa, Christophe (* 1961), kamerunischer Priester, Bischof von Sangmélima
- Zoa, Jean (1924–1998), kamerunischer römisch-katholischer Geistlicher, Erzbischof von Yaoundé

### Zob
- Zoback, Mark (* 1948), US-amerikanischer Geophysiker
- Zoback, Mary Lou (* 1952), US-amerikanische Geophysikerin und Geologin
- Zobek, Drahomír (* 1952), slowakischer Bildhauer und Medailleur
- Zobel von Giebelstadt, Johann Georg I. († 1580), Bischof von Bamberg (1577–1580)
- Zobel von Giebelstadt, Melchior (1505–1558), Fürstbischof von Würzburg
- Zobel, Alfons (1889–1970), deutscher Maler
- Zobel, Alfred (1865–1943), deutscher Pfarrer, Kirchenhistoriker und Autor
- Zobel, Andreas (1953–2009), deutscher Botschafter in Serbien und Montenegro
- Zobel, Benjamin (1762–1831), deutscher Maler
- Zobel, Charlotte Elisabethe (1774–1806), Heilbronner Kaufmannstochter, wurde als Vorbild für Kleists Käthchen von Heilbronn diskutiert
- Zobel, Christoph (1499–1560), deutscher Jurist
- Zobel, Craig (* 1975), amerikanischer Filmproduzent, Regisseur und DrehbuchautorCraig Zobel (* 1975)

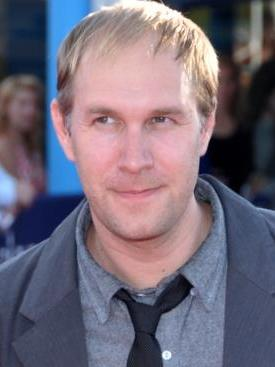
Craig Zobel (* 1975)

- Zobel, Dagmar (* 1956), evangelische Pfarrerin, Prälatin der Evangelischen Landeskirche in Baden
- Zobel, Daniel (1563–1639), deutscher Unternehmer
- Zobel, David (* 1996), deutscher Biathlet
- Zobel, Eberhard (1757–1837), österreichischer Benediktiner, Maler, Kunstsammler und Lehrer
- Zobel, Enoch (1653–1697), deutscher evangelischer Theologe und Hochschullehrer
- Zobel, Fanny (1872–1958), deutsche Kommunalpolitikerin
- Zobel, Felix von (* 1992), deutscher Agronom, Biohofbetreiber und Politiker (Freie Wähler), MdL
- Zobel, Franz (1889–1963), deutscher Stadtschulrat, Kulturdezernent und Heimatforscher
- Zobel, Georg von (1853–1921), sächsischer Generalleutnant
- Zobel, Georg Wolf von (1885–1977), deutscher Amtshauptmann
- Zobel, Hans-Jürgen (1928–2000), deutscher Theologe, Hochschullehrer und Politiker (CDU), MdL
- Zobel, Heinrich, deutscher Kaufmann, Bauherr, Ratsherr und Bürgermeister in Bremen
- Zobel, Henriette (* 1813), hessische Bürgerin, verurteilte Mordbeteiligte
- Zobel, Johann († 1631), hessen-kasselischer Rat, Bremer Bürgermeister, dänischer Diplomat
- Zobel, Johann Baptist (1760–1826), österreichischer Architekt
- Zobel, Johann Gottlob (1748–1816), deutscher Historiker, Richter, Konsul und zweiter Bürgermeister
- Zobel, Johann Karl Heinrich von (1773–1849), deutscher lutherischer Theologe und Ehrenbürger von Borna
- Zobel, Johann Peter Wilhelm (1814–1896), Ingenieur und Eisenbahndirektor
- Zobel, Johann Philipp (1794–1840), deutscher Postexpediteur, Bürgermeister, Landtagsabgeordneter Waldeck
- Zobel, Joseph (1915–2006), französischer Schriftsteller
- Zobel, Lothar (1885–1975), deutscher Wirtschaftsmanager
- Zobel, Louis (1870–1964), deutscher Kommunalpolitiker
- Zobel, Otto Julius (1887–1970), US-amerikanischer Elektrotechniker
- Zobel, Paul (1891–1945), deutscher Widerstandskämpfer
- Zobel, Rainer (* 1948), deutscher Fußballspieler und -trainerRainer Zobel (* 1948)

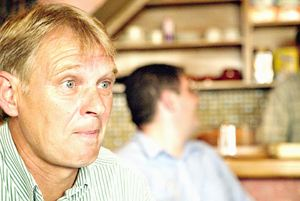
Rainer Zobel (* 1948)

- Zobel, Sebastian Friedrich (1617–1671), deutscher Jurist, Staatsbeamter und Komitialgesandter
- Zobel, Thomas Friedrich von (1799–1869), österreichischer Feldmarschall-Leutnant
- Zobel, Vanessa-Kim (* 1988), deutsche Politikerin (CDU), Bundestagsabgeordnete
- Zobel, Veronika (* 1994), deutsche Skispringerin
- Zobel, Wilhelm (1888–1946), Landtagsabgeordneter Waldeck
- Zobel, Wolfgang (1523–1563), deutscher Benediktinerabt
- Zöbeley, Hans Rudolf (1931–2007), deutscher Chordirigent und Kirchenmusiker
- Zöbeley, Rudolf (1901–1991), deutscher evangelischer Pfarrer und Kirchenliedkomponist
- Zobelt, Roswietha (* 1954), deutsche Ruderin und Olympiasiegerin
- Zobeltitz, Fedor von (1857–1934), deutscher Schriftsteller und Journalist
- Zobeltitz, Gerda von (1891–1963), deutsche Damenschneiderin und Transperson
- Zobeltitz, Hanns von (1853–1918), deutscher Schriftsteller, Redakteur und Herausgeber
- Zobeltitz, Hans-Caspar von (1883–1940), deutscher Schriftsteller und Herausgeber
- Zobeltitz, Heinz von (1890–1936), deutscher Maler und Zeichner
- Zobeltitz, Louis-Ferdinand von (* 1945), deutscher evangelischer TheologeLouis-Ferdinand von Zobeltitz (* 1945)

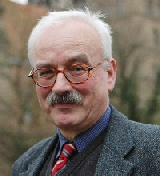
Louis-Ferdinand von Zobeltitz (* 1945)

- Zober, Ernst Heinrich (1799–1869), deutscher evangelischer Theologe, Historiker, Pädagoge und Bibliothekar
- Zober, Hannelore (* 1946), deutsche Handballspielerin
- Zoberbier, Adolf († 1924), deutscher Verleger in Berlin
- Zöberlein, Hans (1895–1964), deutscher nationalsozialistischer Schriftsteller
- Zobernig, Heimo (* 1958), österreichischer KünstlerHeimo Zobernig (* 1958)

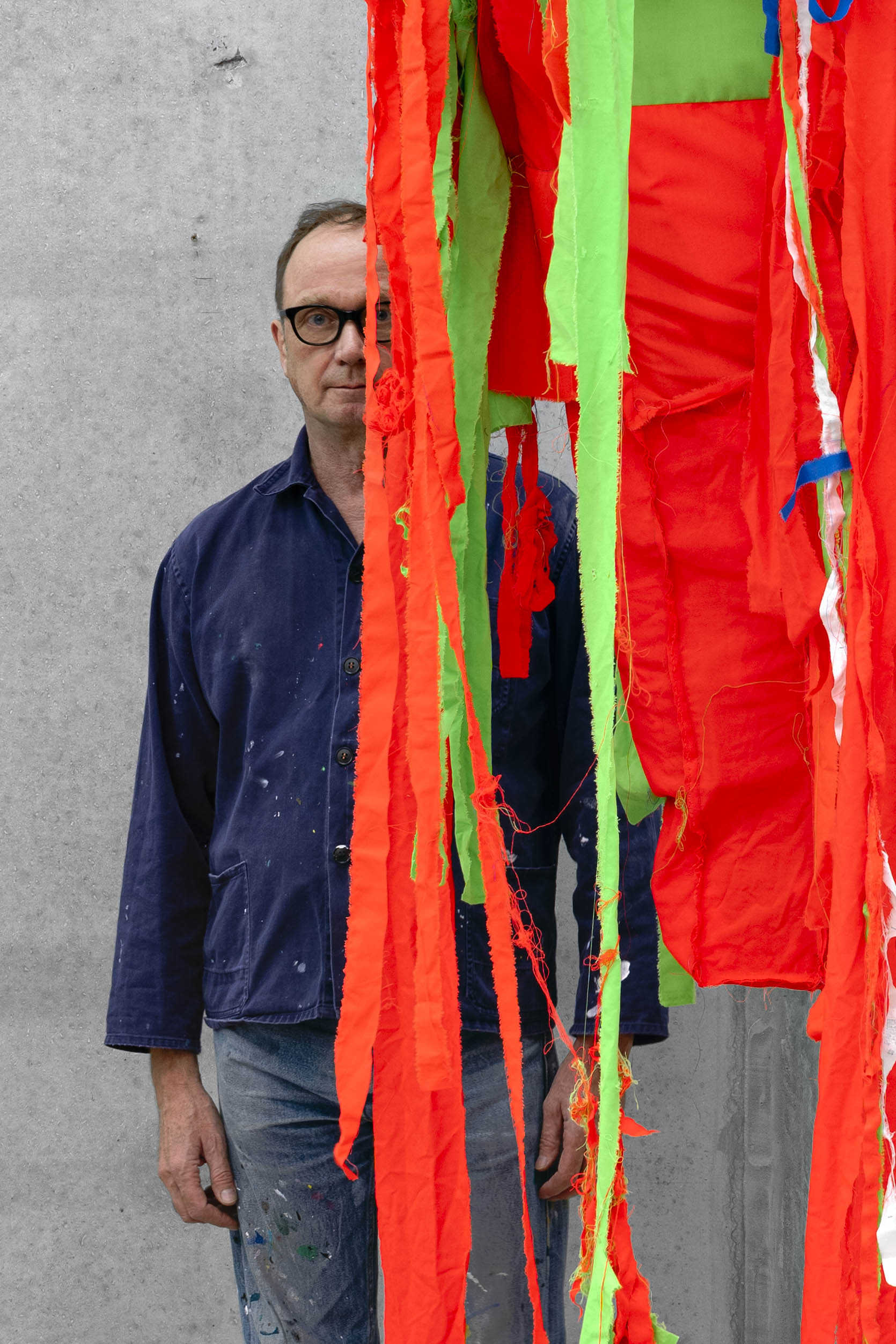
Heimo Zobernig (* 1958)

- Zobetz, Erika (1926–1999), österreichische Schauspielerin
- Zobl, Beatrix (* 1970), österreichische Künstlerin
- Zobl, Dieter (* 1944), Schweizer Rechtswissenschafter, Hochschullehrer
- Zobl, Helmut (* 1941), österreichischer Medailleur, Graveur und bildender Künstler
- Zobl, Johann Nepomuk (1822–1907), Kirchenhistoriker, Weihbischof in Brixen, Generalvikar in Feldkirch
- Zobl, Wilhelm (1950–1991), österreichischer Komponist, Musikkritiker, Übersetzer
- Zoboli, Omar (* 1953), italienischer Oboist
- Zobrekis, Klaus (* 1970), deutscher Billardspieler und Junioren-Europameister 1987/1988
- Zobrist Rentenaar, Anja (* 1969), Schweizer Diplomatin
- Zobrist, Albert L. (* 1942), US-amerikanischer Mathematiker und Wissenschaftler
- Zobrist, Olivier (* 1973), Schweizer Filmproduzent
- Zobrys, Benjamin (* 1976), deutscher Schauspieler
- Zobrys, Mike (* 1981), deutscher Filmschauspieler
- Zobus, Wilhelm (1831–1869), deutscher Landschafts- und Genremaler sowie Lithograf

### Zoc
- Zocca, Greta (* 1974), italienische Radrennfahrerin
- Zocchi von Morecci, Joseph (1787–1880), österreichischer Generalmajor
- Zocchi, Giuseppe (1716–1767), italienischer Maler, Zeichner und Kupferstecher
- Zocchi, Lou, US-amerikanischer Würfeldesigner
- Zoccolan, Marco (* 1986), italienischer Skeletonsportler
- Zoccoletti, Laurent (* 1999), schweizerisch-italienischer Basketballspieler
- Zoch, André (* 1969), deutscher Film- und Fernsehproduzent
- Zöch, Clemens (* 2002), österreichischer Fußballspieler
- Zoch, Georg (1902–1944), deutscher Drehbuchautor, Filmregisseur und Autor von Bühnenstücken
- Zoch, Ivan Branislav (1843–1921), slowakischer Pädagoge und kroatischer Enzyklopädist
- Zoch, Jacqueline (* 1949), US-amerikanische Ruderin
- Zoch, Joachim Friedrich (1750–1833), deutscher Jurist und Bürgermeister von Rostock
- Zoch, Klaus (* 1953), deutscher Spieleautor und Unternehmer
- Zoch, Laurentius (1477–1533), deutscher Jurist und Rechtswissenschaftler
- Zoch, Philipp (1892–1949), deutscher Offizier, Generalleutnant (Luftwaffe)
- Zoch, Samuel (1882–1928), slowakischer evangelischer Pfarrer und Politiker
- Zoch, Thaynara (* 2000), bolivianische Leichtathletin
- Zoch-Westphal, Gisela (1930–2023), deutsch-schweizerische Schauspielerin, Rezitatorin, Autorin und Herausgeberin
- Zocha, Carl Friedrich von (1683–1749), Obristbaudirektor, Geheimrat und Minister des Markgraftums Brandenburg-Ansbach
- Zocha, Jan (* 1967), deutscher Schwerverbrecher
- Zöchbauer, Simon (* 1988), österreichischer Trompeter, Komponist, Improvisator, Sänger und ZitherspielerSimon Zöchbauer (* 1988)

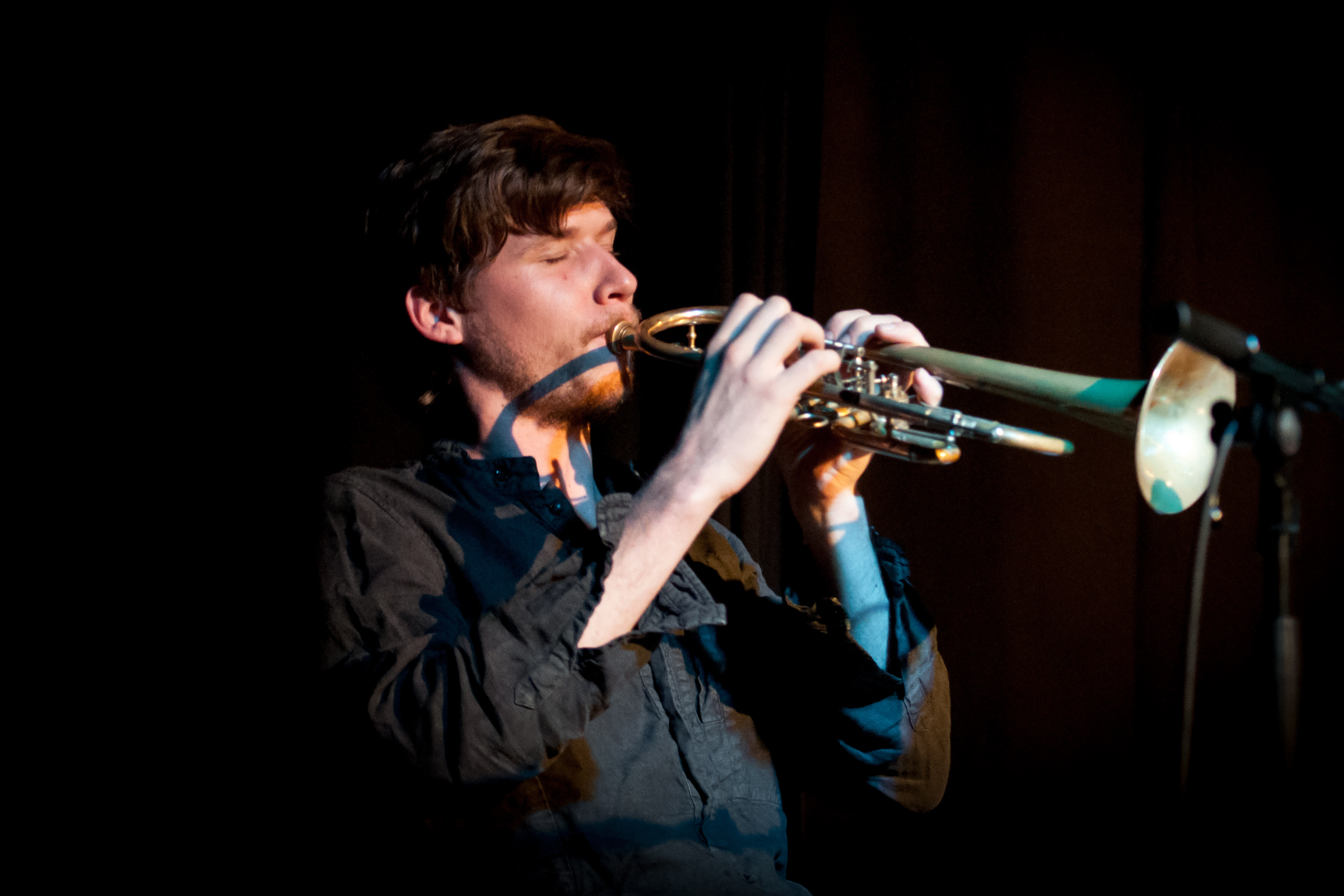
Simon Zöchbauer (* 1988)

- Zoche, Hermann-Josef (* 1958), deutscher Ordensgeistlicher, Theologe, Philosoph und Managementberater
- Zoche, Stefanie (* 1965), deutsche Künstlerin
- Zocher, Jan David (1791–1870), niederländischer Architekt, Städtebauer und Landschaftsarchitekt
- Zocher, Johann Ernst Wilhelm (1812–1881), deutscher Architekt des Historismus mit Schwerpunkt Kirchenbau und Hochschullehrer
- Zocher, Louis Paul (1820–1915), niederländischer Landschaftsarchitekt
- Zocher, Mario (* 1998), österreichischer Fußballspieler
- Zocher, Rudolf (1887–1976), deutscher Philosoph
- Zocher, Wolfgang (* 1944), deutscher Bestattungsunternehmer
- Zöchling, Christa (* 1959), österreichische Journalistin und Publizistin
- Zöchling, Christopher (* 1988), österreichischer Automobilrennfahrer
- Zöchling, Sepp (1914–1989), österreichischer Maler
- Zöchling-Jud, Brigitta (* 1972), österreichische Rechtswissenschaftlerin
- Zochow, Michael (1954–1992), tschechisch-schweizerischer Dramatiker, Dramaturg, Hörspielautor und Drehbuchautor
- Zock, Christian (* 1994), kamerunischer Fußballspieler
- Zöckler, Billie (1949–2019), deutsche Schauspielerin
- Zöckler, Otto (1833–1906), deutscher evangelischer Theologe
- Zöckler, Theodor (1867–1949), deutscher evangelischer Pfarrer
- Zoco, Ignacio (1939–2015), spanischer Fußballspieler

### Zod
- Zodda, Giuseppe (1877–1968), italienischer Botaniker
- Zoddel, Erich (1913–1945), deutscher Lagerältester im KZ Bergen-BelsenErich Zoddel (1913–1945)

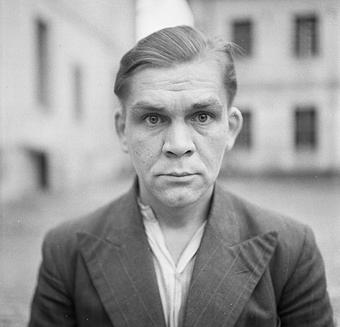
Erich Zoddel (1913–1945)

- Zodel, Chrysostomus (1920–1998), deutscher Journalist
- Zoder, Raimund (1882–1963), österreichischer Volkskundeforscher und Volksbildner
- Zoder, Rudolf (1899–1981), deutscher Historiker und Archivar
- Zoderer, Beat (* 1955), Schweizer Künstler
- Zoderer, Joseph (1935–2022), italienischer Schriftsteller
- Zodhiates, Argos (1913–1979), griechischer evangelischer Pastor und Missionar
- Zodhiates, Spiros (1922–2009), griechisch-amerikanischer Theologe, Autor und Missionar
- Zodi, Ikhia (1919–1996), nigrischer Politiker
- Zodiac-Killer, Serienmörder in den USAZodiac-Killer

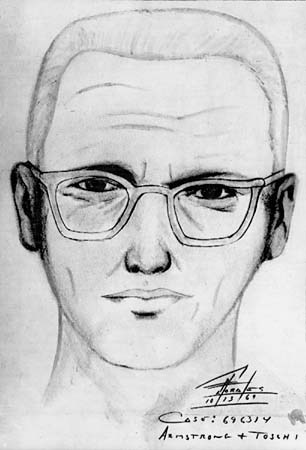
Zodiac-Killer

- Zodl, Ernst (1924–2001), österreichischer Beamter und Politiker (SPÖ), Abgeordneter zum Nationalrat
- Zodl, Franz (1944–2010), österreichischer Koch, Gastronomielehrer, Schuldirektor und Botschafter der österreichischen Küche
- Zodrow-Wenke, Bianca (* 1979), deutsche Minigolferin und Offizier in der Luftwaffe der Bundeswehr
- Żodzik, Maria (* 1997), belarussisch-polnische Hochspringerin

### Zoe
- Zoë, englische Popsängerin
- Zoë, christliche Märtyrerin, Heilige
- Zoe († 1050), byzantinische Kaiserin
- Zoe Karbonopsina, vierte Ehefrau des byzantinischen Kaisers Leo VI. und Mutter von Konstantin VII.
- Zoe Magdalena (* 1994), deutsche Autorin und Poetry-Slammerin
- Zoë Më (* 2000), Schweizer Sängerin
- Zoë Tauran (* 1997), niederländische Sängerin
- Zoe, Deborah (* 1972), US-amerikanische Schauspielerin
- Zoe, Layla, kanadische Blues- und Bluesrock-Sängerin und Songwriterin
- Zoe, Muriel (* 1969), deutsche Singer-Songwriterin und Malerin
- Zoe, Rachel (* 1971), US-amerikanische StylistinRachel Zoe (* 1971)

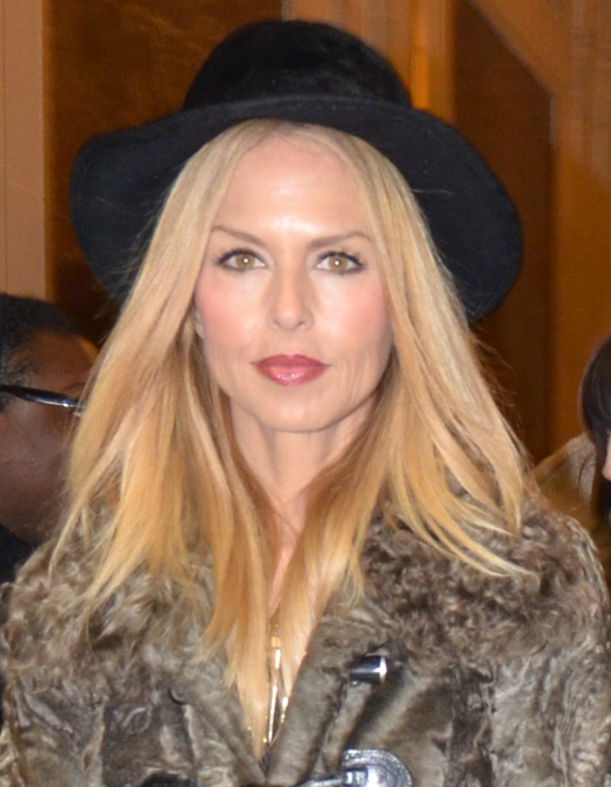
Rachel Zoe (* 1971)

- Zoebeli, Margherita (1912–1996), Schweizer Frauenrechtlerin, Flüchtlingshelferin und humanitäre Aktivistin
- Zoecke, Markus (* 1968), deutscher Tennisspieler
- Zoedler, Dietmar (1921–2018), deutscher Mediziner, Urologe, Glassammler und Autor
- Zoëga, Georg (1755–1809), dänischer Antiquar, Archäologe und Generalkonsul im Vatikan
- Zoëga, Johan (1742–1788), dänischer Botaniker, Entomologe und Nationalökonom
- Zoege von Manteuffel, Claus (1926–2009), deutscher Kunsthistoriker
- Zoege von Manteuffel, Kurt (1881–1941), deutscher Kunsthistoriker
- Zoege von Manteuffel, Otto (1822–1889), deutschbaltischer Porträt-, Genre- und Landschaftsmaler
- Zoege von Manteuffel, Otto Jacob (1718–1796), schwedischer Diplomat und General
- Zoege von Manteuffel, Ursula (1850–1910), deutsche Schriftstellerin
- Zoege von Manteuffel, Werner (1857–1926), deutsch-baltischer medizinischer Chirurg
- Zoeggeler, Oswald (* 1944), italienischer Architekt
- Zoeke, Barbara, deutsche Psychologin und Schriftstellerin
- Zoellé, Jean-Marie (1944–2020), französischer Kommunalpolitiker
- Zoeller, Fuzzy (* 1951), US-amerikanischer Golfer
- Zoeller, Guido (* 1962), deutscher Bankmanager
- Zoeller, Karlheinz (1928–2005), deutscher Musiker, Hochschullehrer
- Zoeller, Otto (* 1872), deutscher Reichsgerichtsrat
- Zoeller, R. Thomas, Biologe
- Zoeller-Lionheart, Charlotte (1843–1913), deutsche Schriftstellerin
- Zoellick, Robert (* 1953), US-amerikanischer Politiker (Republikanische Partei)
- Zoellner, Eugen von (1866–1945), bayerischer Generalleutnant
- Zoellner, Pamela (* 1977), deutsche Eisschnellläuferin
- Zoellner, Wilhelm (1860–1937), westfälischer Generalsuperintendent und Vorsitzender des Reichskirchenausschusses der Deutschen Evangelischen Kirche
- Zoelly, Heinrich (1862–1937), Schweizer Ingenieur
- Zoelly, Paul (1896–1971), Schweizer Maler, Zeichner, Illustrator, Bildhauer und Schriftsteller
- Zoelly, Pierre (1923–2003), Schweizer Architekt
- Zoepf, Joachim (* 1955), deutscher Improvisationsmusiker
- Zoepf, Ludwig (1880–1966), deutscher Bibliothekar und Schriftsteller
- Zoepf, Wilhelm (1908–1980), deutscher Jurist und NS-VerbrecherWilhelm Zoepf (1908–1980)

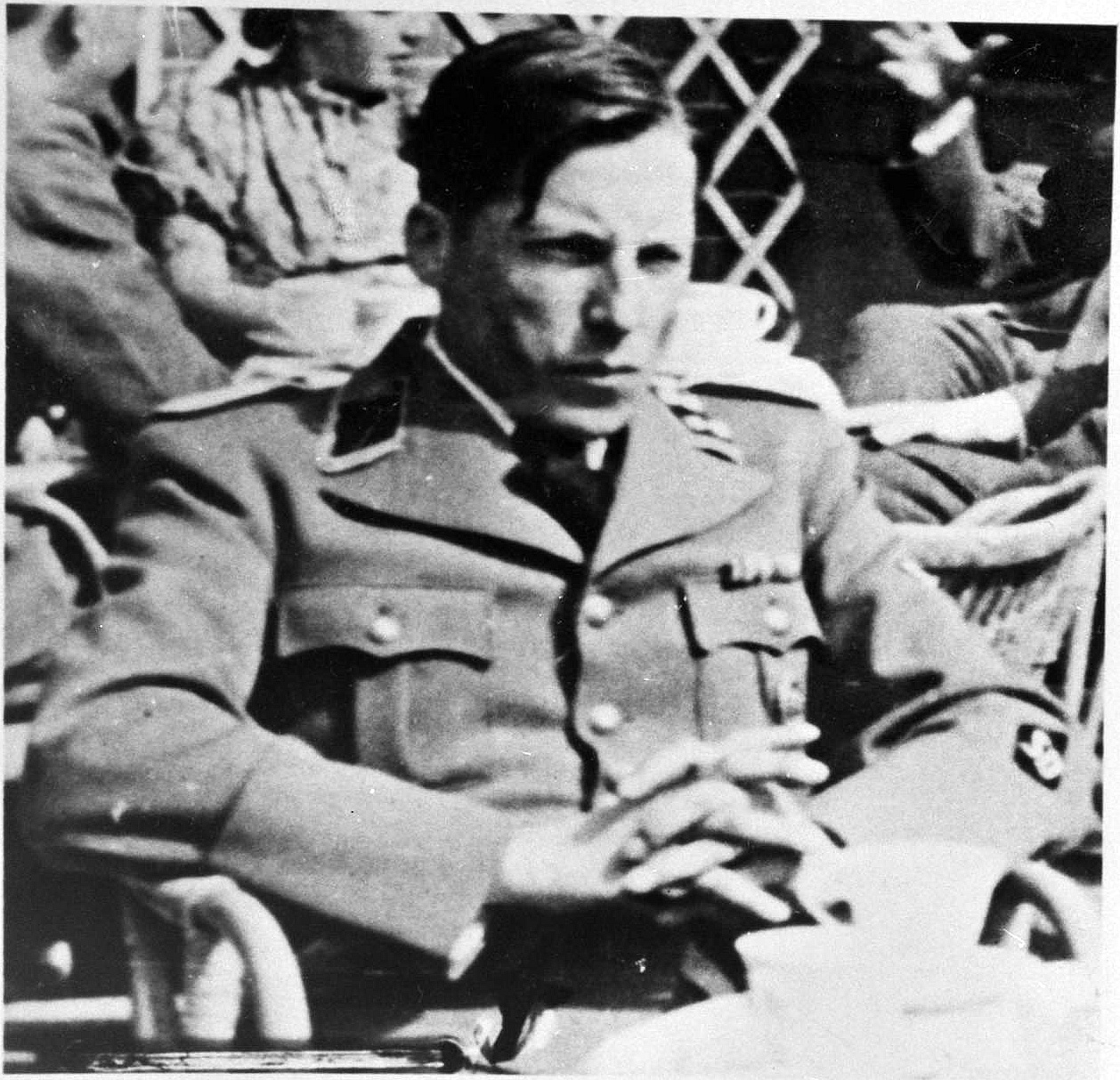
Wilhelm Zoepf (1908–1980)

- Zoepffel, Carl (1784–1846), preußischer Landrat des Kreises Monschau
- Zoepffel, Renate (1934–2024), deutsche Althistorikerin
- Zoepffel, Richard Otto (1843–1891), deutscher evangelischer Kirchenhistoriker
- Zoepfl, Friedrich (1885–1973), deutscher Historiker und römisch-katholischer Priester
- Zoephel, Klaus (1929–2017), deutscher Komponist und Dirigent
- Zoeppritz, Adolf (1855–1939), deutscher Ingenieur
- Zoeppritz, Karl Bernhard (1881–1908), deutscher Geophysiker und Seismologe
- Zoer, Albert (* 1975), niederländischer Springreiter
- Zoern, Brad (* 1970), kanadischer Mischtonmeister
- Zoern, Dieter (1930–2017), deutscher Pelzdesigner
- Zoerner-Erb, Jochen (* 1943), deutscher Theaterregisseur, Intendant und Spielleiter
- Zoernig, Lawrence (1960–2017), US-amerikanischer Cellist und Komponist
- Zoernikav, Adam (* 1652), deutscher evangelischer, später orthodoxer Theologe und Jurist
- Zoernsch, Karl (1833–1896), preußischer Bürgermeister und 1870 auftragsweise Landrat des Landkreises Essen
- Zoestius, Hermann, Gelehrter und Mönch des Klosters Marienfeld
- Zoet, Bart (1942–1992), niederländischer Radrennfahrer und Olympiasieger
- Zoet, Jeroen (* 1991), niederländischer Fußballtorhüter
- Zoete, Mylène de (* 1999), niederländische Radsportlerin
- Zoete, Piet de (1943–2023), niederländischer Fußballspieler
- Zoete, Willem de (1565–1637), niederländischer Admiral
- Zoetebier, Edwin (* 1970), niederländischer Fußballtorhüter
- Zoetelief Tromp, Jan (1872–1947), niederländischer Maler
- Zoetemelk, Joop (* 1946), niederländischer RadrennfahrerJoop Zoetemelk (* 1946)

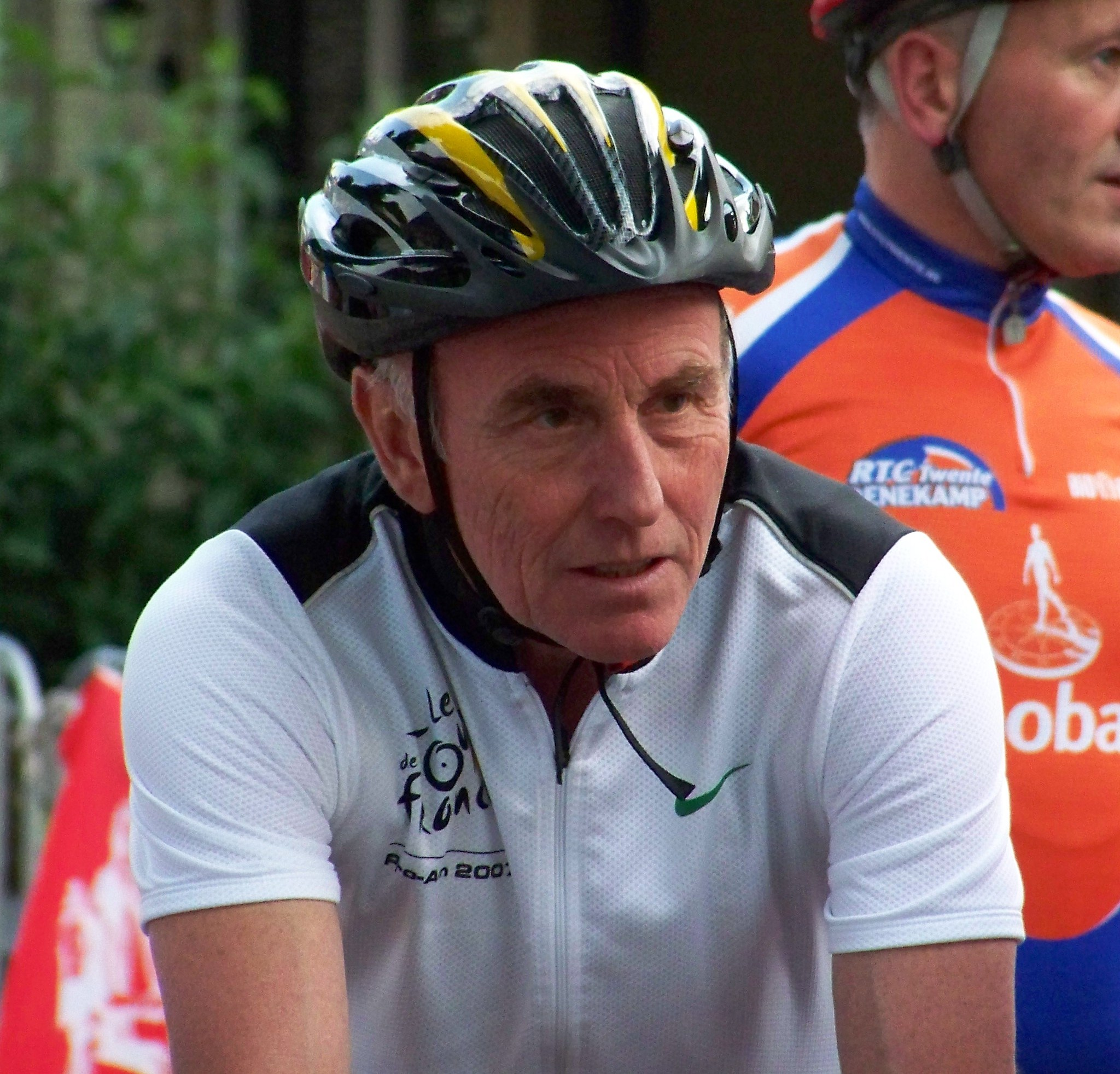
Joop Zoetemelk (* 1946)

### Zof
- Zofairi, Ebrahim al (* 1989), kuwaitischer Mittelstreckenläufer
- Žofčák, Igor (* 1983), slowakischer Fußballspieler
- Zöfel, Katrin (* 1976), deutsche Biologin, Wissenschafts- und Hörfunkjournalistin
- Zoff, Alfred (1852–1927), österreichischer Landschaftsmaler
- Zoff, Dino (* 1942), italienischer FußballtorwartDino Zoff (* 1942)

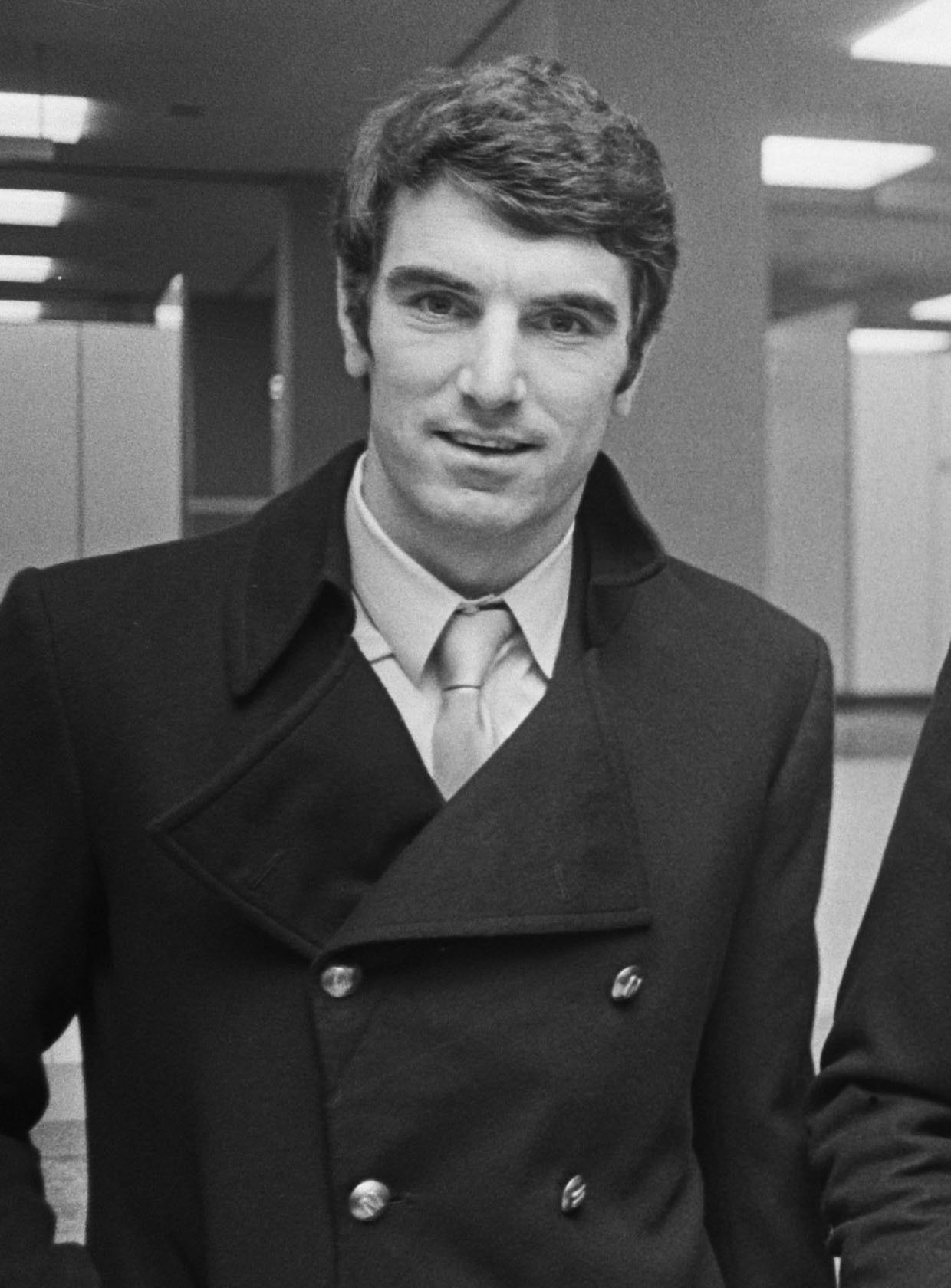
Dino Zoff (* 1942)

- Zoff, Jutta (1928–2019), deutsche Harfenistin
- Zoff, Marianne (1893–1984), österreichische Schauspielerin und Opernsängerin (Mezzosopran)
- Zoff, Otto (1890–1963), österreichischer Schriftsteller
- Zoff, Stefano (* 1966), italienischer Boxer im Leichtgewicht
- Zoffany, Johann (1733–1810), britischer Maler deutscher Herkunft
- Zöffel, Roland (* 1938), Schweizer Radrennfahrer
- Zoffoli, Enrico (1915–1996), italienischer Passionisten-Pater und Theologe
- Zoffoli, Roberto (* 1964), italienischer Politiker

### Zog
- Zogaj, Altin (* 1993), kosovo-albanischer Boxsportler
- Zogaj, Anton, albanischer römisch-katholischer Priester und Märtyrer
- Zogaj, Bekim (* 1979), Schweizer Fußballschiedsrichterassistent
- Zogbaum, Adolf (1883–1950), deutscher Maler
- Zogbe, Anderson Gbayoro (* 1995), ivorischer Fußballspieler
- Zogbé, Luck (* 2005), ivorischer Fußballspieler
- Zogbi, Luciana (* 1994), brasilianisch-libanesische Sängerin, Songwriterin und Musikerin
- Zogbo, Aristide (* 1981), ivorischer Fußballtorhüter
- Zöger, Heinz (1915–2000), deutscher Journalist
- Zögernitz, Werner (* 1943), österreichischer Jurist und Politiker
- Zogg, Andrea (* 1957), Schweizer Schauspieler und Theaterregisseur
- Zogg, David (1902–1977), Schweizer Skifahrer
- Zogg, Florian (1900–1993), Schweizer Skisportler
- Zogg, Julie (* 1992), Schweizer Snowboarderin
- Zogg, Mathias (* 1939), Schweizer Sänger, Jodler, Dirigent, Lehrer, Komponist für Volksmusik
- Zogg, Onyinyechi (* 1997), schweizerisch-nigerianische Fußballspielerin
- Zöggeler, Armin (* 1974), italienischer RodlerArmin Zöggeler (* 1974)

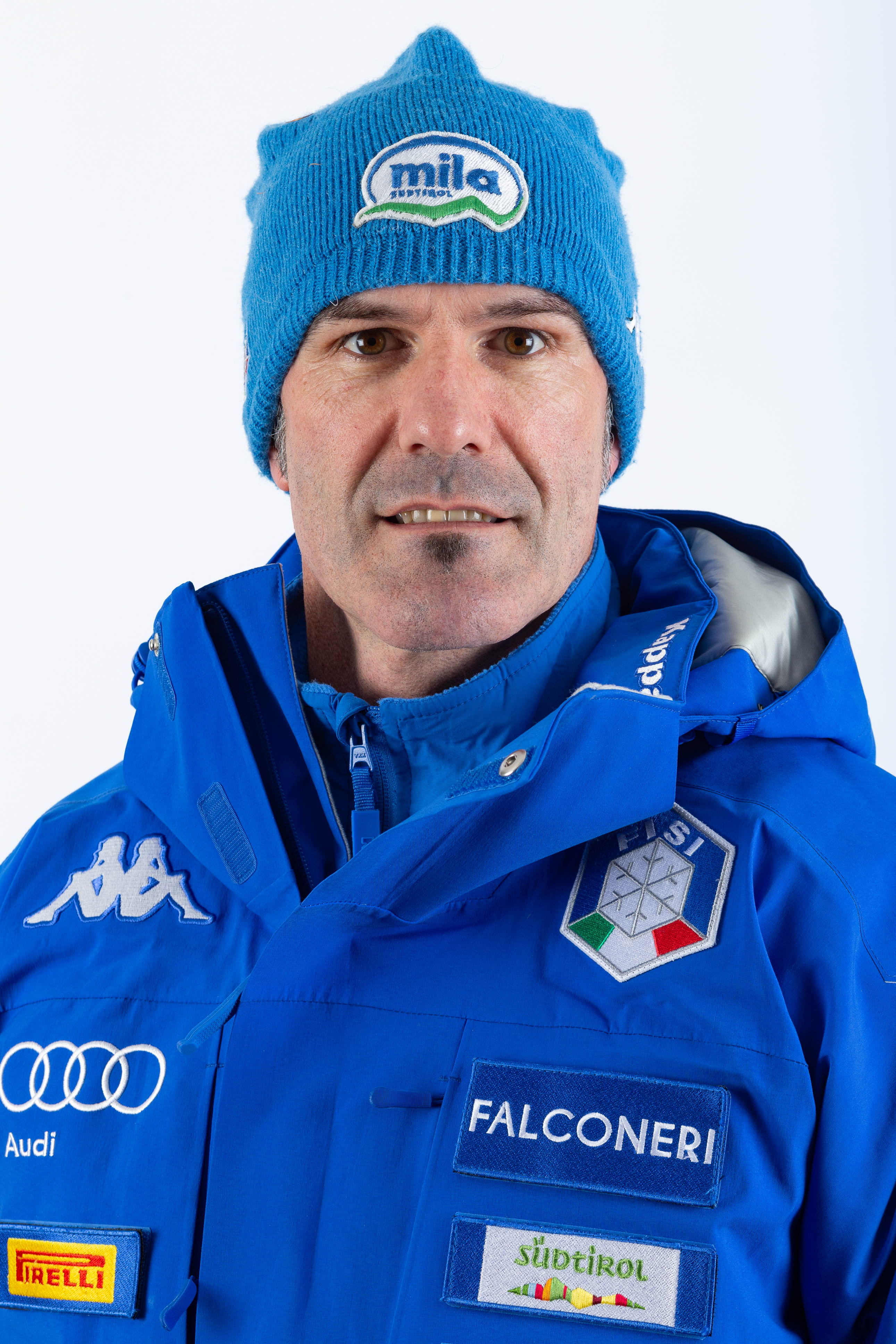
Armin Zöggeler (* 1974)

- Zöggeler, Nina (* 2001), italienische Rennrodlerin
- Zoghbi, Elias (1912–2008), ägyptischer römisch-katholischer Erzbischof von Baalbek der Melkiten
- Zoghbi, Huda (* 1954), libanesisch-US-amerikanische Neurologin
- Zoghlami, Ala (* 1994), italienischer Leichtathlet tunesischer Herkunft
- Zoghlami, Osama (* 1994), italienischer Leichtathlet tunesischer Herkunft
- Zogholy, Andre (* 1975), österreichischer Soziologe, Künstler und Musiker
- Zoglauer, Nora (* 1977), österreichische Fernsehjournalistin
- Zoglauer, Thomas (* 1960), deutscher Philosoph
- Zoglio, Giulio Cesare (1733–1795), Titularerzbischof der Römisch-katholischen Kirche und der erste Apostolischer Nuntius der Apostolischen Nuntiatur in München
- Zoglmann, Siegfried (1913–2007), deutscher Politiker (FDP, CSU), MdL, MdBSiegfried Zoglmann (1913–2007)

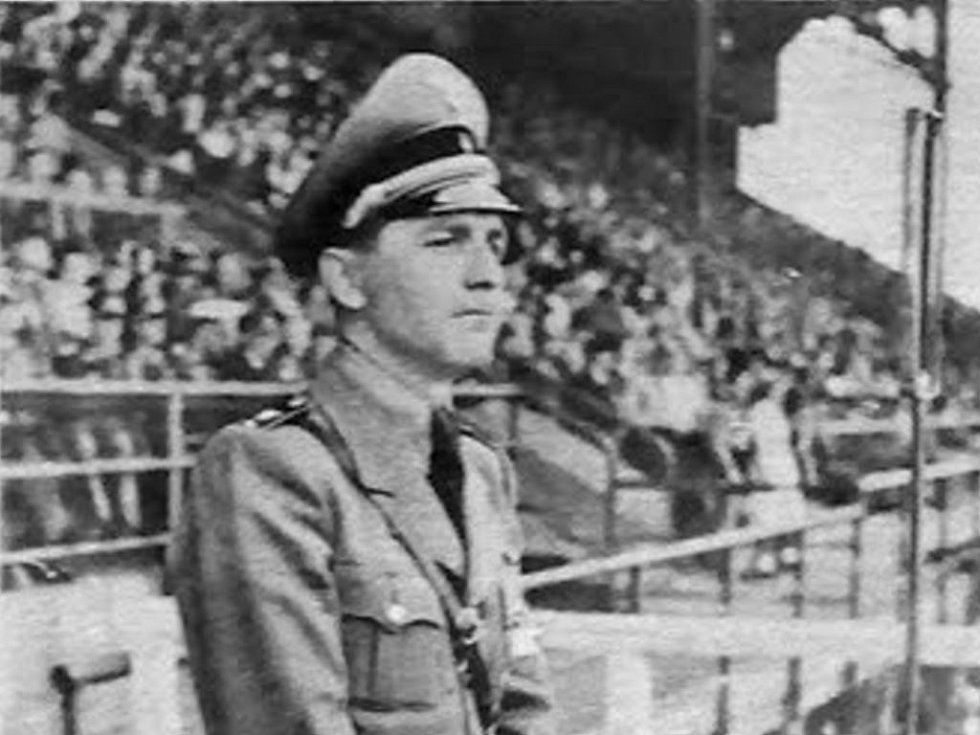
Siegfried Zoglmann (1913–2007)

- Zogmayer, Leo (* 1949), österreichischer Künstler
- Zögner, Lothar (1935–2018), deutscher Geograf, Kartograf und Bibliothekar
- Zogolli, Xhelal Pascha, Gouverneur von Mat und Großvater des albanischen Königs Zog I. aus dem Haus Zogu
- Zogolli, Xhemal Pascha (1860–1911), Erblicher Gouverneur von Mat
- Zograf, Aleksandar (* 1963), serbischer Comiczeichner und Autor
- Zografakis, Nikos (* 1999), deutsch-griechischer Fußballspieler
- Zografos, Panagiotis, griechischer Maler
- Zografos, Panagiotis (* 1954), griechischer Diplomat
- Zografou, Evgenia (1878–1963), griechische Schriftstellerin und Journalistin
- Zografou, Lily (1922–1998), griechische Journalistin und Schriftstellerin
- Zographos, Nicos (* 1931), griechischer Designer
- Zogu Reza, Leka Anwar (* 1982), albanischer Thronprätendent
- Zogu, Ahmet (1895–1961), König der AlbanerAhmet Zogu (1895–1961)

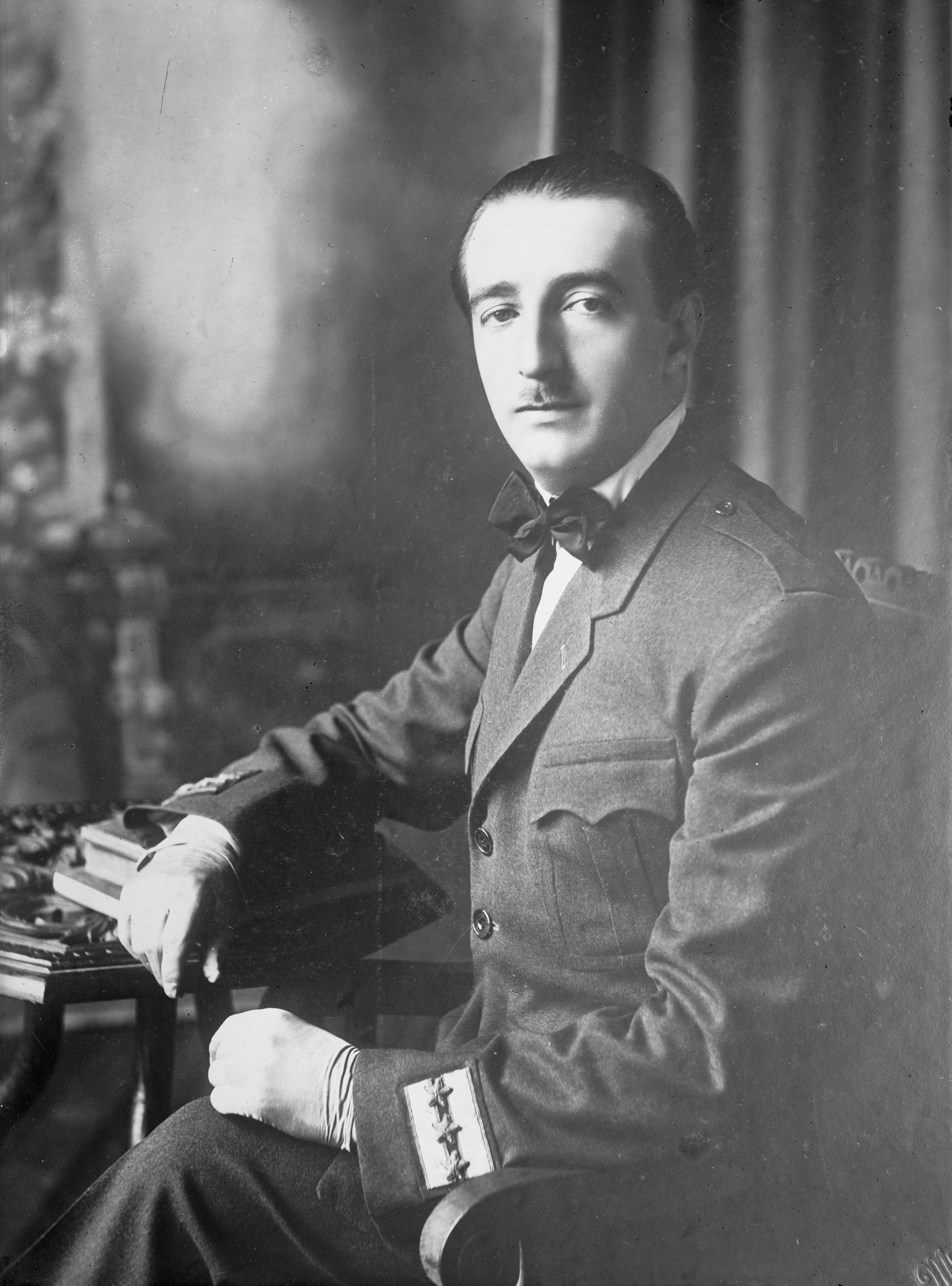
Ahmet Zogu (1895–1961)

- Zogu, Leka (1939–2011), albanischer Königssohn
- Zogu, Xhelal Bey (1881–1944), albanischer Prinz und Staatsanwalt

### Zoh
- Zohar, Miki (* 1980), israelischer Politiker
- Zohar, Ouriel (* 1952), israelisch-französischer Theaterregisseur, Theaterschriftsteller und Übersetzer
- Zohar, Rivka (* 1948), israelische Sängerin
- Zohar, Uri (1935–2022), israelischer Filmregisseur, Schauspieler und Rabbiner
- Zohary, Michael (1898–1983), israelischer Botaniker
- Zöhl, Werner (1926–2012), deutscher Maler des Expressionismus
- Zohlnhöfer, Reimut (* 1972), deutscher Politikwissenschaftler und Hochschullehrer
- Zohlnhöfer, Werner (* 1934), deutscher Wirtschaftswissenschaftler
- Zohm, Hartmut (* 1962), deutscher Plasmaphysiker
- Zohn, Alejandro (1930–2000), mexikanischer Architekt
- Zohn, Harry (1923–2001), austroamerikanischer Literarhistoriker, Essayist und Übersetzer
- Zohn, Steven D. (* 1966), US-amerikanischer Musikwissenschaftler und Musiker
- Zohner, Markus (* 1963), Schweizer Schauspieler, Regisseur und Theaterpädagoge
- Zohore, Jonas (* 1991), dänischer Basketballspieler
- Zohoré, Kenneth (* 1994), dänischer FußballspielerKenneth Zohoré (* 1994)

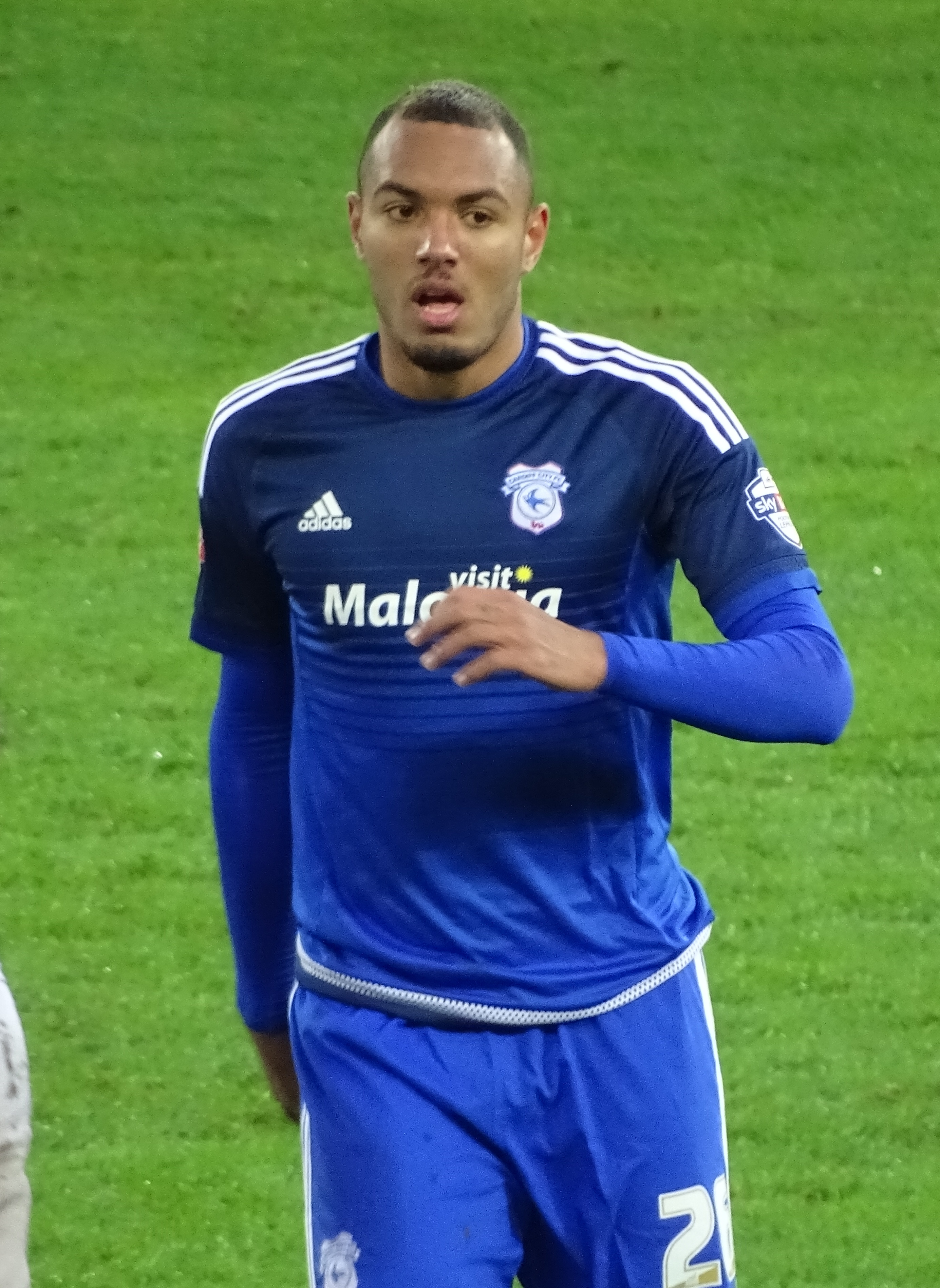
Kenneth Zohoré (* 1994)

- Zohorna, Hynek (* 1990), tschechischer Eishockeyspieler
- Zohorna, Radim (* 1996), tschechischer Eishockeyspieler
- Zohorna, Tomáš (* 1988), tschechischer Eishockeyspieler
- Zohouri, Armel (* 2001), ivorischer Fußballspieler
- Zohrab, Krikor (1861–1915), armenischer Jurist und Politiker
- Zohrabian, Guregh Hovhannes (1881–1972), Weihbischof der Armenisch-katholischen Kirche
- Zöhren, Dionysius (1903–1943), deutscher Kapuziner und NS-Opfer
- Zöhrer, August (1888–1971), österreichischer Heimatkundler, Schriftsteller, Philosoph und Kulturamtsleiter der Stadt Linz
- Zöhrer, Gert (* 1975), österreichischer Fußballspieler und Trainer
- Zöhrer, Rudolf (1911–2000), österreichischer Fußballspieler
- Zöhrer, Wilhelm (1871–1936), österreichischer Benediktiner und Abt
- Zöhrer, Wolfgang (1944–2013), österreichischer Kunstpädagoge, Maler und Grafiker
- Zohri, Lalu Muhammad (* 2000), indonesischer Sprinter
- Zohsel, Fritz (1879–1952), deutscher Turner und Opernsänger (Tenor)

### Zoi
- Zoi, Alexei (* 1977), kasachischer Arzt und Politiker
- Zoi, Anita Sergejewna (* 1971), russische Sängerin
- Zoi, Ramina, kirgisische Fußballschiedsrichterassistentin
- Zoi, Walerija (* 1988), kasachische Snowboarderin
- Zoi, Wiktor Robertowitsch (1962–1990), russischer RocksängerWiktor Robertowitsch Zoi (1962–1990)

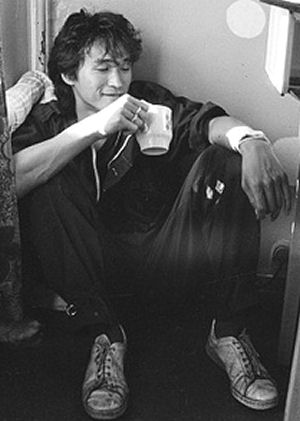
Wiktor Robertowitsch Zoi (1962–1990)

- Zoid, Karen (* 1978), südafrikanische Sängerin und Komponistin
- Zoidl, Helmut M. (1934–2013), österreichischer Unternehmer und Kunstsammler
- Zoidl, Riccardo (* 1988), österreichischer Radrennfahrer
- Zoilos, griechischer Münzstempelschneider
- Zoilos, Tyrann in Dora und Stratonsturm
- Zoilos, griechischer Bildhauer
- Zoilos der Jüngere, griechischer Bronzebildhauer
- Zoilos I., indischer König
- Zoilos II., indischer König
- Zoilos von Amphipolis, kynischer Redner und Sophist
- Zoilus Agrippianus, antiker römischer Geschirrwart
- Zoilus von Córdoba, Märtyrer und Heiliger
- Zoirov, Shahobiddin (* 1993), usbekischer Boxer
- Zois von Edelstein, Sigmund (1747–1819), Unternehmer, Gelehrter, Schriftsteller und Mäzen
- Zois, Hans von (1861–1924), österreichischer Komponist
- Zois, Michelangelo von (1874–1945), österreichischer Jurist und Schriftsteller
- Zoisl, Peter (1931–2003), österreichischer Bergmann, Betriebsrat, Gewerkschafter und Politiker (SPÖ), Landtagsabgeordneter der Steiermark
- Zoitakis, Georgios (1910–1996), griechischer Offizier und Politiker
- Zoitl, Moira (* 1968), österreichische Graphikerin und Videokünstlerin

### Zoj
- Zojer, Manfred (* 1939), österreichischer Eisschnellläufer

### Zok
- Żok, Łukasz (* 2001), polnischer Sprinter
- Zok, Malwin (* 2003), deutscher Fußballspieler
- Zok, René (* 1967), deutscher Kommunalpolitiker (parteilos), Oberbürgermeister von Staßfurt
- Zokew, Christo (1847–1883), bulgarischer Maler
- Zokirov, Botir (1936–1985), usbekisch-sowjetischer Sänger, Schriftsteller, Dichter, Maler und Schauspieler
- Zokirov, Botir (* 1963), usbekischer Politiker
- Zokora, Didier (* 1980), ivorischer Fußballspieler
- Zokow, Oleg Jurjewitsch (1971–2023), russischer Generalleutnant

### Zol

#### Zola
- Zola (* 1999), französischer Rapper
- Zola, Arlette (* 1949), Schweizer Sängerin
- Zola, Distel (* 1989), französisch-kongolesischer Fußballspieler
- Zola, Émile (1840–1902), französischer Schriftsteller und JournalistÉmile Zola (1840–1902)

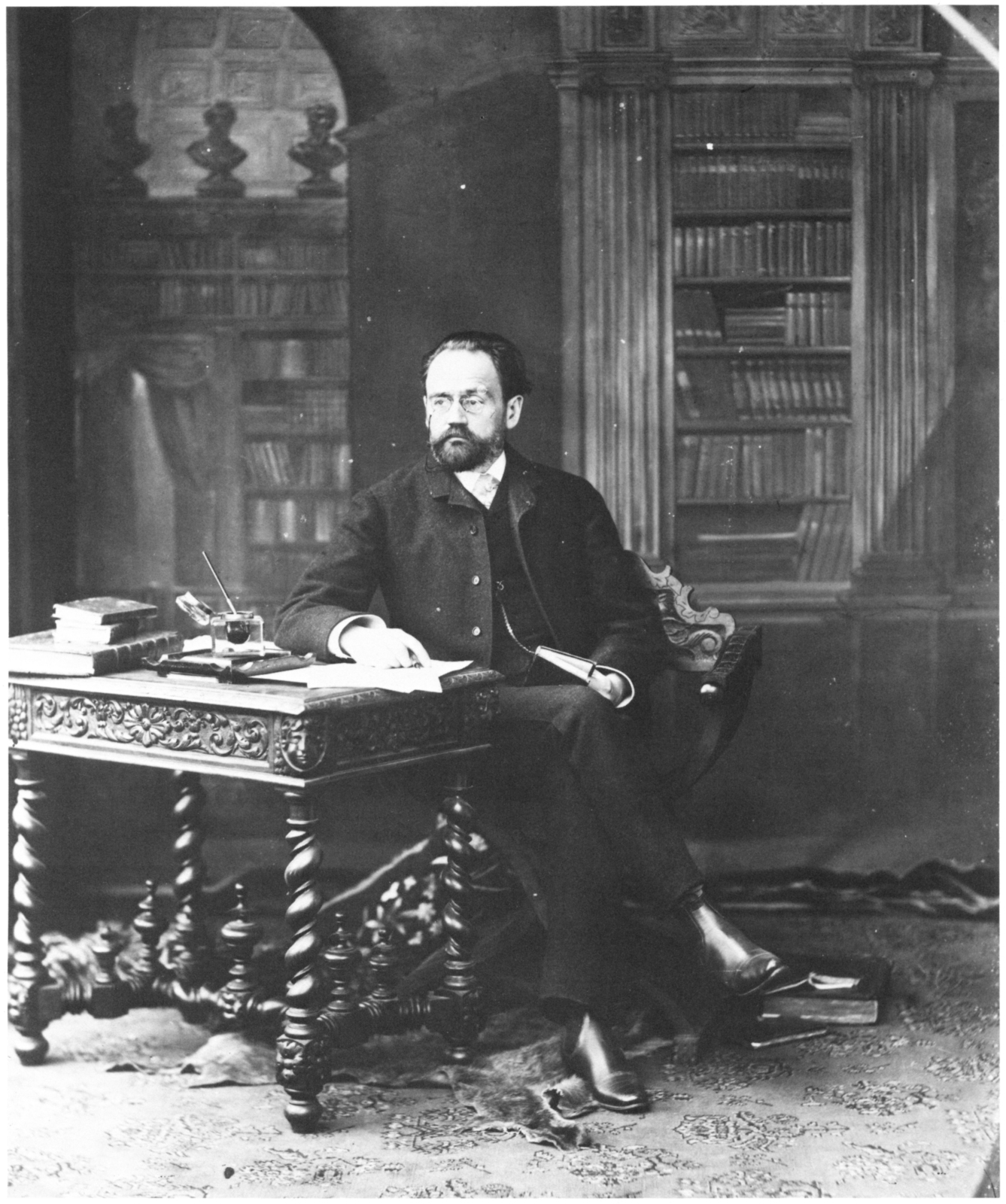
Émile Zola (1840–1902)

- Zola, François († 1847), französischer Ingenieur
- Zola, Gianfranco (* 1966), italienischer Fußballspieler und -trainerGianfranco Zola (* 1966)

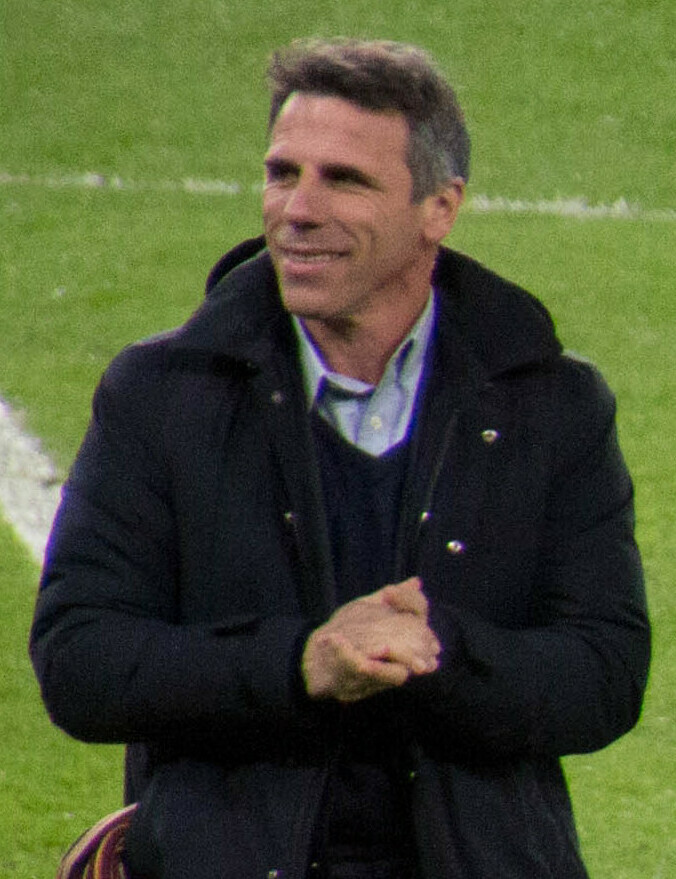
Gianfranco Zola (* 1966)

- Zola, Irving Kenneth (1935–1994), US-amerikanischer Aktivist und Autor im Bereich Medizinsoziologie und der Behindertenbewegung
- Zola, Jean-Pierre (1916–1979), österreichisch-ungarisch-französischer Schauspieler
- Zola, Salvatore Luigi (1822–1898), italienischer römisch-katholischer Geistlicher und Bischof von Lecce
- Zola, Tom (* 1988), deutscher Military-Fiction-Autor
- Żołądek, Piotr (* 1981), polnischer Badmintonspieler

#### Zolc
- Zölch, Elisabeth (* 1951), Schweizer Politikerin, Regierungsrätin des Kantons Bern
- Zölch, Franz A. (* 1949), Schweizer Medienjurist und Eishockeyfunktionär
- Zölch, Marcus (* 1978), deutscher Marketing-Manager und Schauspieler
- Zölch, Melasia (1902–1944), deutsche Steyler Missionsschwester und Märtyrin

#### Zold
- Zöld, Sándor (1913–1951), ungarischer Arzt, Politiker, Innenminister und Politbüromitglied
- Zoldan, Emmanuelle (* 1977), französische Metal-Sängerin

#### Zole
- Żołędziowski, Grzegorz (* 1980), polnischer Radrennfahrer
- Zolezzi, Óscar (1925–2019), argentinischer Ruderer

#### Zolf
- Zölffel, Bernhard (1853–1906), deutscher Architekt und Regierungsbaumeister
- Zölfl, Gotthard (1950–2007), deutscher Fußballspieler der DDR
- Zolfo, Victor J., US-amerikanischer Artdirector und Szenenbildner
- Zolfonoun, Jalal (1938–2012), iranischer Tar- und Setarspieler, Komponist und Musikpädagoge

#### Zolg
- Zolgar, Lucas (* 1984), österreichischer Schauspieler
- Žolger, Ivan (1867–1925), k.k. Minister und Diplomat des SKS-Staates

#### Zoli
- Zoli, Adone (1887–1960), italienischer Politiker, Ministerpräsident von Italien (1957–1958)
- Zoli, Winter Ave (* 1980), US-amerikanische Schauspielerin und ModelWinter Ave Zoli (* 1980)

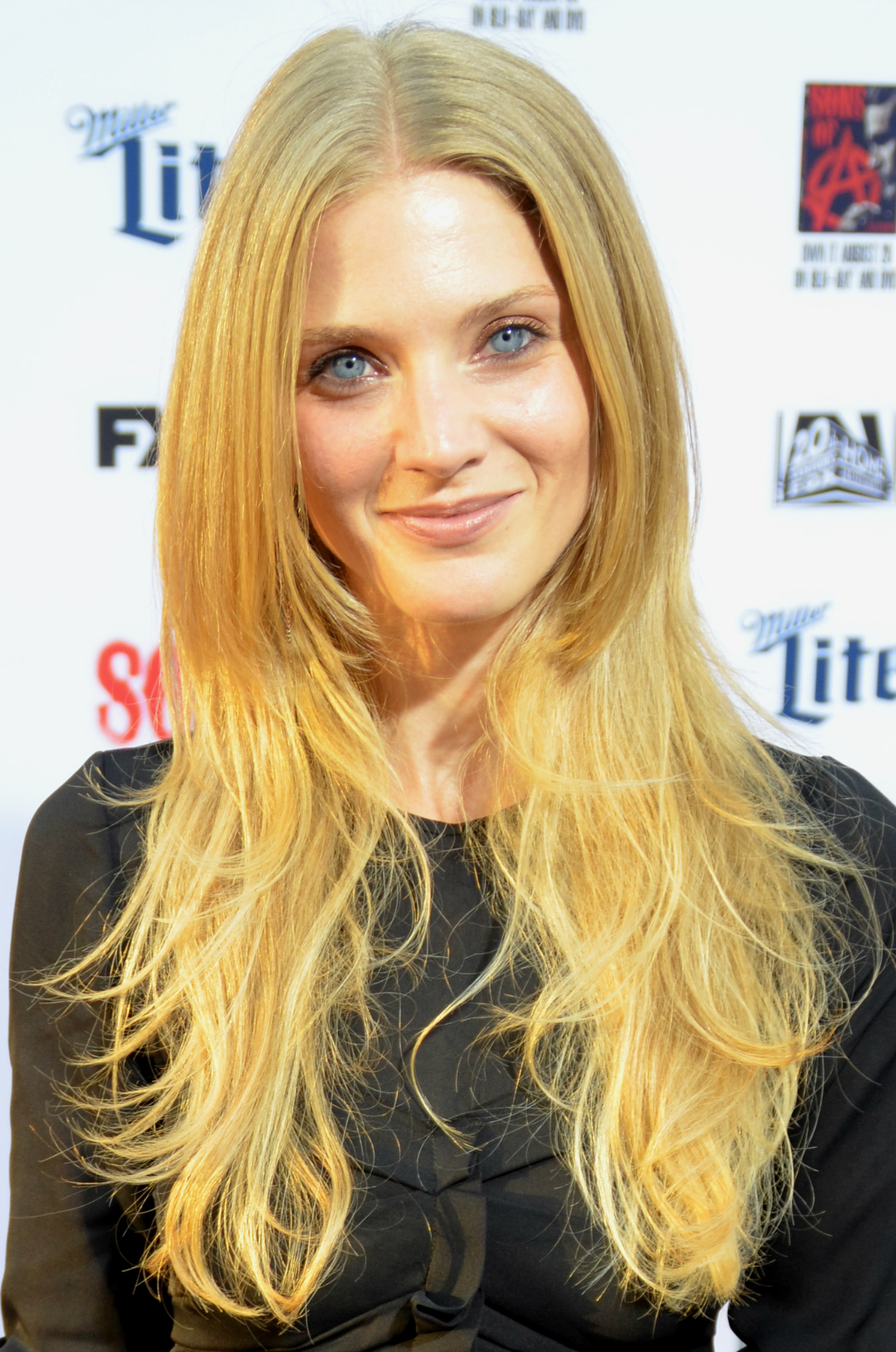
Winter Ave Zoli (* 1980)

- Zoline, Pamela (* 1941), US-amerikanische bildende Künstlerin und Science-Fiction-Autorin
- Zolinski, Ben (* 1992), deutscher Fußballspieler
- Zolitschka, Bernd (* 1959), deutscher Geograph und Hochschullehrer

#### Zolk
- Zolkefli, Muhammad Ziyad (* 1990), malaysischer paralympischer Kugelstoßer
- Żółkiewski, Stanisław (1547–1620), polnischer königlicher Landeshauptmann

#### Zoll
- Zoll, Alfred (1905–1982), deutscher Zoodirektor, Journalist und Autor
- Zoll, Andrzej (* 1942), polnischer Jurist, Doktor der Rechtswissenschaft und Verfassungsrichter
- Zoll, Aqueela (* 1988), US-amerikanische Schauspielerin, Filmschaffende und Model
- Zoll, Armin (* 1934), deutscher Gebrauchsgrafiker und Illustrator
- Zöll, Carina (* 1990), deutsche Triathletin
- Zoll, Christian (1941–2017), deutscher Kommunalpolitiker
- Zoll, Christian (* 1993), österreichischer Politiker (ÖVP)
- Zoll, Franz Joseph (1770–1833), deutscher Maler
- Zoll, Heinz (* 1926), deutscher Radrennfahrer
- Zoll, Hermann (1643–1725), deutscher Jurist
- Zoll, Irmgard (* 1938), deutsche Grafikerin und Illustratorin
- Zoll, Karl-Hermann (* 1948), deutscher Richter am Bundesgerichtshof
- Zoll, Kilian (1818–1860), schwedischer Maler der Düsseldorfer Schule
- Zöll, Klaus (* 1944), deutscher Handballspieler und -trainer
- Zoll, Michael (* 1972), deutscher Fußballspieler
- Zoll, Patrick (* 1977), deutscher Philosoph
- Zoll, Paul (1907–1978), deutscher Komponist, Pianist und Musikpädagoge
- Zoll, Paul Maurice (1911–1999), US-amerikanischer Kardiologe
- Zoll, Rainer (1934–2010), deutscher Soziologe mit dem Schwerpunkt Gewerkschaftssoziologie
- Zoll, Ralf (* 1939), deutscher Soziologe, Friedens- und Konfliktforscher
- Zollar, James (* 1959), amerikanischer Jazztrompeter und Flügelhornist
- Zoller, Alfred Hans (1928–2006), deutscher Komponist, Jazz-Pianist, Kantor und Organist
- Zoller, Anton (1695–1768), österreichischer Barockmaler
- Zoller, Arnold (1882–1934), Schweizer Ingenieur
- Zoller, Attila (1927–1998), ungarischer Jazzmusiker
- Zoller, August (1804–1856), deutscher Übersetzer, Schriftsteller und Journalist
- Zöller, Constantin (* 1987), deutscher HörfunkmoderatorConstantin Zöller (* 1987)

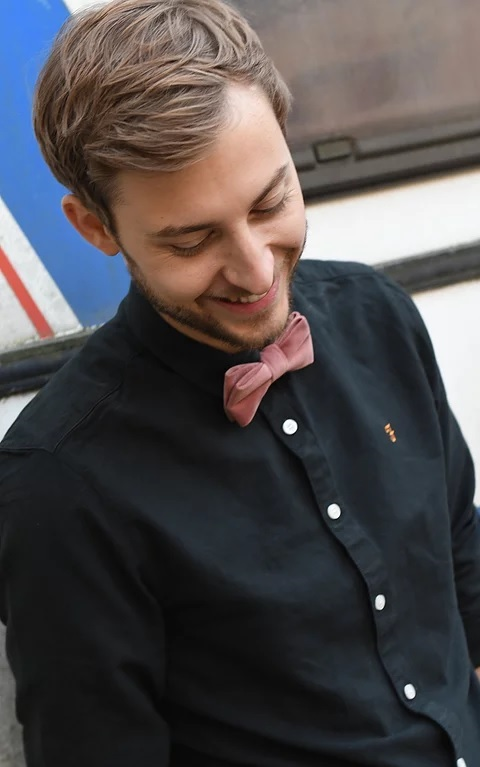
Constantin Zöller (* 1987)

- Zoller, Dave (1941–2020), US-amerikanischer Jazzmusiker (Piano, Arrangement, Komposition)
- Zoller, Dieter (1921–1993), deutscher Prähistoriker
- Zoller, Edgar (* 1958), deutscher Fußballspieler
- Zoller, Edmund von (1822–1902), deutscher Bibliothekar und Redakteur
- Zöller, Elisabeth (* 1945), deutsche Kinder- und Jugendbuchautorin
- Zoller, Franz (1726–1778), österreichischer Barockmaler
- Zoller, Franz (1912–2002), österreichischer Politiker, Vorarlberger Landtagsabgeordneter (SPÖ)
- Zoller, Franz Karl (1748–1829), österreichischer Kupferstecher, Maler, Topograph und Dichter
- Zoller, Friedrich Gottlieb (1717–1782), deutscher Rechtswissenschaftler
- Zoller, Friedrich von (1762–1821), bayerischer Generalleutnant
- Zoller, Friedrich von (1843–1900), bayerischer Generalleutnant und Generaladjutant
- Zoller, Georg (1852–1941), deutscher Organist, Komponist und Chorleiter
- Zöller, Günter (* 1948), deutscher Eiskunstläufer
- Zöller, Günter (* 1954), deutscher Philosoph
- Zöller, Günther (1908–2002), deutscher Major in der Zeit des Nationalsozialismus
- Zoller, Heinrich (1923–2009), Schweizer Botaniker und Hochschullehrer
- Zöller, Hugo (1852–1933), deutscher Forschungsreisender und Journalist
- Zöller, Joachim E. (* 1953), deutscher Mund-, Kiefer- und Gesichtschirurg und Hochschullehrer
- Zoller, Josef Anton (1730–1791), österreichischer Barockmaler
- Zöller, Jürgen (* 1947), deutscher Musiker, Schlagzeuger der Kölsch-Rock-Band BAPJürgen Zöller (* 1947)

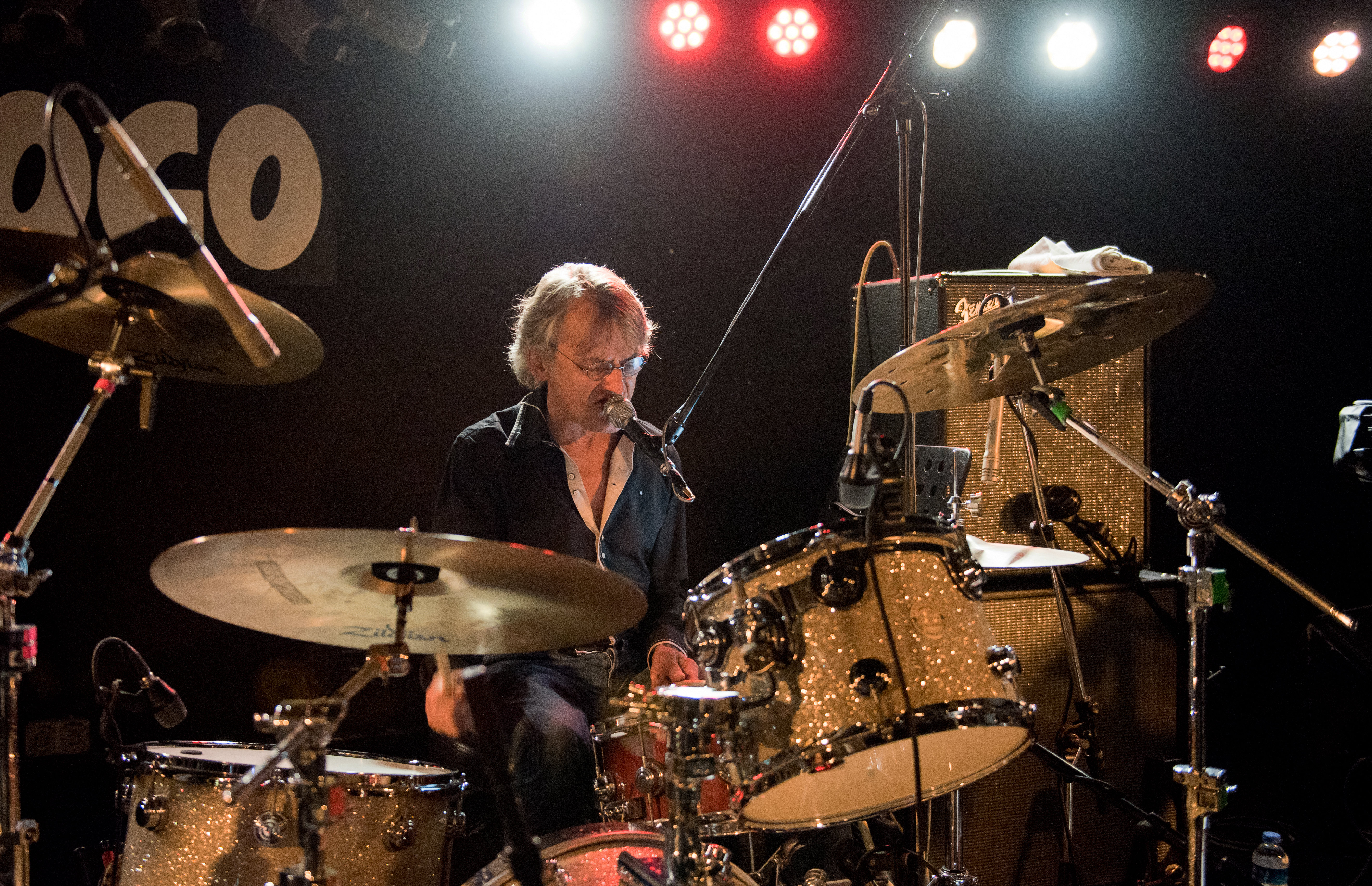
Jürgen Zöller (* 1947)

- Zoller, Karl August Christoph Friedrich (1773–1858), deutscher Pfarrer, Pädagoge und Autor
- Zoller, Klaus (1943–2015), deutscher Wirtschaftswissenschaftler
- Zoller, Lothar (* 1931), deutscher Eishockeyspieler und Sportjournalist
- Zöller, Lothar (* 1955), deutscher Arzt, Sanitätsoffizier und Hochschullehrer
- Zöller, Ludwig (* 1953), deutscher Geograph
- Zöller, Ludwig von (1831–1897), deutscher Jurist
- Zoller, Manfred (* 1947), deutscher Maler, Bildhauer, Anatom
- Zoller, Marion (* 1968), deutsche Schwimmerin
- Zöller, Mark Alexander (* 1973), deutscher Rechtswissenschaftler und Hochschullehrer
- Zöller, Martin (* 1921), deutscher Fußballspieler und Hochschullehrer
- Zöller, Michael (* 1946), deutscher Soziologe
- Zoller, Oskar von (1809–1866), bayerischer Generalleutnant
- Zoller, Otto (1864–1940), Schweizer Jurist, Journalist und Politiker
- Zoller, Peter (* 1952), österreichischer theoretischer PhysikerPeter Zoller (* 1952)

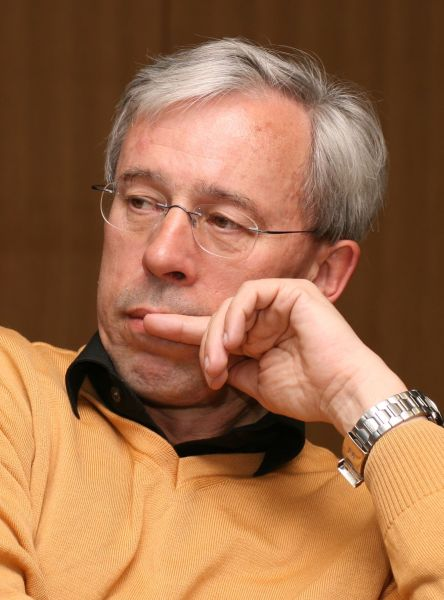
Peter Zoller (* 1952)

- Zöller, Philipp (1832–1885), deutsch-österreichischer Agrikulturchemiker
- Zöller, Richard (1905–1961), deutscher Richter und Herausgeber eines Gesetzeskommentars zur deutschen Zivilprozessordnung
- Zoller, Robert (* 1961), österreichischer Skirennläufer
- Zöller, Siegbert (* 1953), deutscher Fußballspieler und -trainer
- Zoller, Simon (* 1991), deutscher Fußballspieler
- Zöller, Stephan (* 1966), deutscher Theologe und Journalist
- Zoller, Thomas (* 1954), deutscher Musiker (Baritonsaxophon, Bassklarinette, Tubax, Altflöte) des Modern Jazz und Komponist
- Zöller, Thomas (* 1968), deutscher Politiker (Freie Wähler), MdL
- Zöller, Thomas (* 1977), deutscher Autor und Dudelsackspieler
- Zöller, Veit (* 1797), deutscher Revolutionär
- Zoller, Viktor (1912–1947), deutscher SS-Hauptsturmführer und Adjutant in Konzentrationslagern
- Zoller, Walter (* 1900), deutscher Architekt und Baubeamter
- Zoller, Walter (* 1972), Schweizer Pianist
- Zöller, Wolfgang (* 1942), deutscher Politiker (CSU), MdB
- Zoller, Wolfram G. (* 1956), deutscher Internist und Gastroenterologe
- Zoller-Frischauf, Patrizia (* 1959), österreichische Politikerin (ÖVP), Landesrätin in Tirol
- Zollern, Ulrich von († 1136), Abt der Reichenau
- Zolles, Helmut (1943–2024), österreichischer Ökonom und Geschäftsführer
- Zollfrank, Bruno (* 1955), deutscher Radrennfahrer
- Zollfrank, Henrike (* 1988), deutsche Fußballspielerin
- Zolli, Eugenio (1881–1956), Großrabbiner von Rom, Überlebender des Holocaust
- Zolli, Paolo (1941–1989), italienischer Romanist, Linguist, Dialektologe und Lexikograf
- Zöllick, Guido (* 1970), deutscher Gastgewerbe-Manager
- Zöllick, Wolfgang (* 1946), deutscher Kommunalpolitiker (CDU) und Sportfunktionär
- Zollicoffer, Felix (1812–1862), US-amerikanischer Politiker, Offizier der Konföderierten im Bürgerkrieg
- Zöllig, Anna (* 1991), Schweizer TV- und Radiomoderatorin
- Zöllig, Gregor (* 1965), Schweizer Tänzer und Choreograf
- Zöllig, Karl (1880–1955), deutscher Politiker (USPD, SPD), MdL
- Zöllig, Wilhelm (1874–1962), deutscher Politiker (SPD)
- Zolliker, Cyril (* 1994), Schweizer Unihockeyspieler
- Zollikofer, Caspar Tobias (1774–1843), Schweizer Pharmazeut und Naturforscher
- Zollikofer, Clara (1881–1975), Schweizer Botanikerin
- Zollikofer, Edzard (1906–1986), Schweizer Agrarwissenschaftler
- Zollikofer, Ernst Heinrich (1859–1930), Schweizer Ornithologe und Präparator
- Zollikofer, Fred von (1898–1937), deutscher Dichter, Schriftsteller, Dramaturg und Kritiker
- Zollikofer, Friedrich Heinrich Wilhelm von (1737–1798), preußischer Generalmajor
- Zollikofer, Georg Joachim (1730–1788), schweizerisch-deutscher Kirchenliederdichter
- Zollikofer, Georg Ruprecht (1802–1874), russischer Architekt schweizerischer Herkunft
- Zollikofer, Joachim (1547–1631), Schweizer Bürgermeister
- Zollikofer, Johannes (1633–1692), Schweizer Pfarrer
- Zollikofer, Julius Hieronymus (1713–1802), Schweizer Bürgermeister
- Zollikofer, Leonhart (1529–1587), Schweizer Kaufmann und Politiker
- Zollikofer, Ludger (1893–1944), deutscher KPD-Funktionär und Widerstandskämpfer gegen den Nationalsozialismus
- Zollikofer, Theobald von (1828–1862), Schweizer Geologe
- Zollikofer, Wilhelm Ludwig von (1783–1868), preußischer General der Kavallerie
- Zollin, Walter (* 1918), Schweizer Filmarchitekt
- Zolling, Hermann (1924–1971), deutscher Journalist
- Zolling, Theophil (1849–1901), deutscher Journalist, Herausgeber, Literaturkritiker und Romancier
- Zollinger, Albin (1895–1941), Schweizer Schriftsteller
- Zollinger, Christoph (* 1939), Schweizer Publizist, Gesellschaftskritiker und Lokalpolitiker
- Zollinger, Friedrich (1880–1945), deutscher Architekt, Stadtplaner und kommunaler Baubeamter
- Zollinger, Fritz (* 1949), Schweizer Kulturingenieur
- Zollinger, Hans Ulrich (1912–1989), Schweizer Pathologe
- Zollinger, Heinrich (1818–1859), Schweizer Botaniker
- Zollinger, Heinrich (1919–2005), Schweizer Chemiker
- Zollinger, Jakob (1931–2010), Schweizer Volkskundler und Autor
- Zollinger, Johann Kaspar (1820–1882), Schweizer reformierter Geistlicher und Politiker
- Zollinger, Otto (1886–1970), Schweizer Architekt
- Zollinger, Paul (* 1944), Schweizer Radrennfahrer
- Zollinger, Robert (1858–1939), Schweizer Architekt
- Zollinger, Ruedi (* 1944), Schweizer Radrennfahrer
- Zollinger, Sabrina (* 1993), Schweizer Eishockeyspielerin
- Zollitsch, Jonas (* 1998), deutscher Handballschiedsrichter, -spieler und -trainer sowie Beachhandballspieler
- Zollitsch, Robert (* 1938), deutscher Geistlicher, 14. Erzbischof der Erzdiözese FreiburgRobert Zollitsch (* 1938)

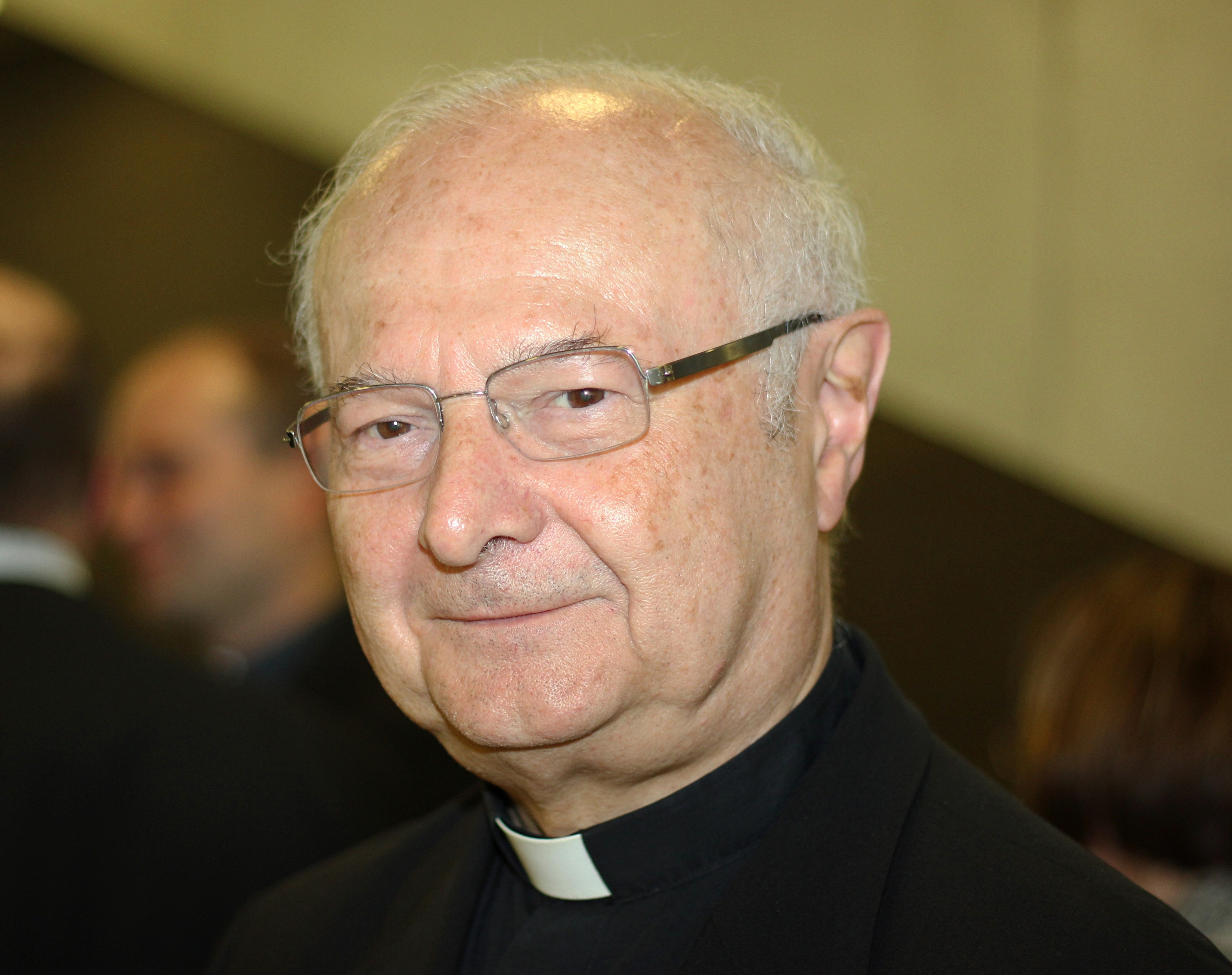
Robert Zollitsch (* 1938)

- Zöllkau, Helge (* 1961), deutscher Leichtathletiktrainer
- Zollmann, Carl (* 1795), Weinhändler, Landtagsabgeordneter des Herzogtums Nassau
- Zollmann, Ernst-Adolf (1943–1990), deutscher Politiker (CDU), MdBB
- Zollmann, Friedrich (1690–1762), deutscher Archivar, Historiker und Kartograf
- Zollmann, Johann Wilhelm (1697–1749), deutscher Kartograf und Geodät
- Zollmann, Philipp Heinrich († 1748), deutscher Kartograf und Wissenschaftler
- Zöllmer, Manfred (* 1950), deutscher Politiker (SPD), MdB
- Zollna, Isabel (* 1956), deutsche Romanistin
- Zöllner Schorr, Otto (1909–2007), deutscher Lehrer, Botaniker sowie Universitäts-Professor in Chile
- Zöllner, Angelika (* 1948), deutsche Schriftstellerin
- Zollner, Anian (* 1969), deutscher Schauspieler und Synchronsprecher
- Zöllner, Carl Friedrich (1800–1860), deutscher Musiklehrer, Komponist und Chorleiter
- Zöllner, Carl Heinrich (1792–1836), deutscher Pianist, Organist und Komponist
- Zöllner, Christian (* 1939), deutscher Politiker (CDU)
- Zöllner, Crisjan (* 1970), deutscher Schauspieler
- Zöllner, Dagmar (* 1965), deutsche Handballspielerin
- Zöllner, Daniel (1544–1618), deutscher Jurist
- Zöllner, Dirk (* 1962), deutscher Sänger, Songtexter, Komponist und MusicaldarstellerDirk Zöllner (* 1962)

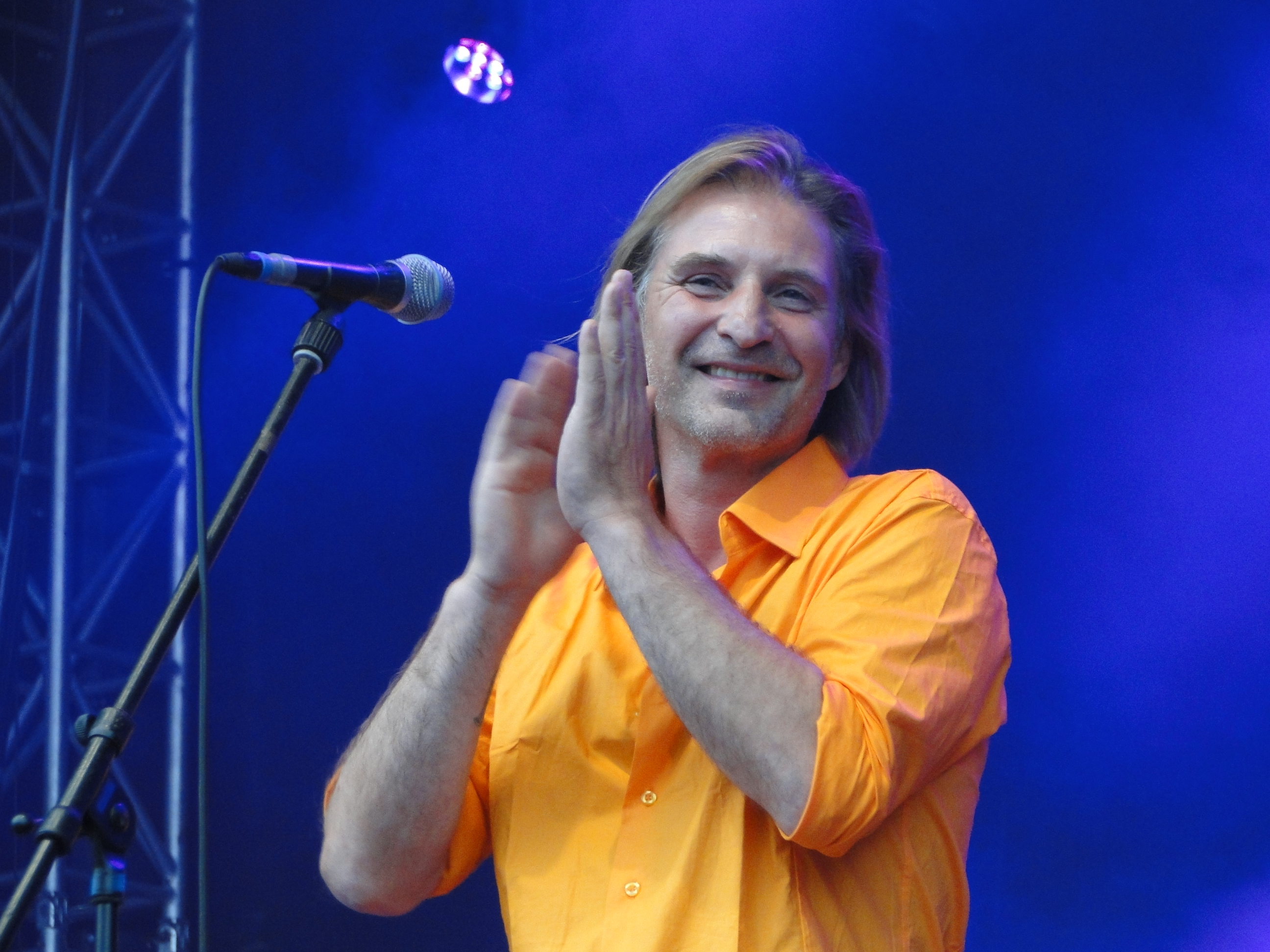
Dirk Zöllner (* 1962)

- Zöllner, Elise (1810–1862), österreichische Schauspielerin und Sängerin
- Zöllner, Emil (1879–1948), deutscher Lehrer und Schriftsteller
- Zöllner, Emma (1827–1910), österreichische Lokalsängerin und Soubrette
- Zöllner, Erich (1916–1996), österreichischer Historiker
- Zöllner, Ernst (1902–1967), deutscher KPD- und FDGB-Funktionär
- Zöllner, Eva (* 1978), deutsche Musikerin (Akkordeon)
- Zöllner, Frank (* 1956), deutscher Kunsthistoriker
- Zollner, Fred (1901–1982), US-amerikanischer Eigentümer der Zollner Pistons in der National Basketball League
- Zollner, Gudrun (* 1960), deutsche Politikerin (CSU), MdB
- Zöllner, Günther (* 1925), deutscher Fußballspieler
- Zollner, Hans (1921–2001), deutscher Geschäftsführer und Funktionär
- Zollner, Hans (* 1966), deutscher Ordenspriester, Theologe, Psychologe und Hochschullehrer
- Zöllner, Hans-Martin (* 1947), Schweizer Psychologe und Sachbuchautor
- Zöllner, Heinrich (1854–1941), deutscher Komponist, Dirigent und Librettist
- Zöllner, Helga (1941–1983), ungarische Eiskunstläuferin
- Zöllner, Helmut (* 1949), deutscher Fußballspieler
- Zollner, Hildebrand († 1414), deutscher Benediktinerabt
- Zöllner, Jacob (* 1956), deutscher Bildhauer
- Zöllner, Johann Friedrich (1753–1804), deutscher Pfarrer
- Zöllner, Johann Georg Friedlieb (1750–1826), deutscher Orgelbauer
- Zollner, Johannes († 1545), Propst des Stiftes Griffen, Abt des Stiftes Rein und Weihbischof in Regensburg
- Zöllner, Jürgen (* 1945), deutscher Mediziner und Politiker (SPD)Jürgen Zöllner (* 1945)

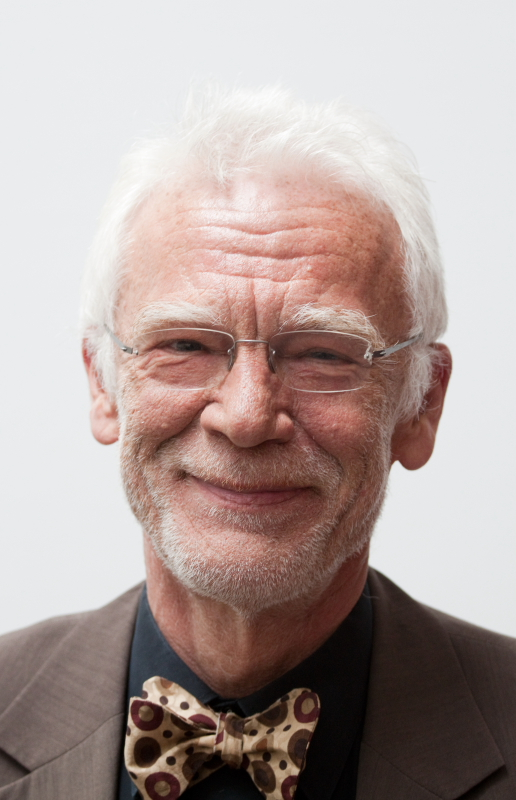
Jürgen Zöllner (* 1945)

- Zöllner, Karl Friedrich (1834–1882), deutscher Physiker und Astronom
- Zöllner, Karl-Heinz (* 1953), österreichischer Fußballspieler
- Zöllner, Karoline von (1795–1868), deutsche Schriftstellerin
- Zöllner, Kirsten (* 1981), deutscher Basketballspieler
- Zöllner, Lothar (* 1931), deutscher Diplomat
- Zöllner, Ludwig Theodor (1796–1860), deutscher Zeichner und Lithograf
- Zollner, Manfred (* 1940), deutscher UnternehmerManfred Zollner (* 1940)

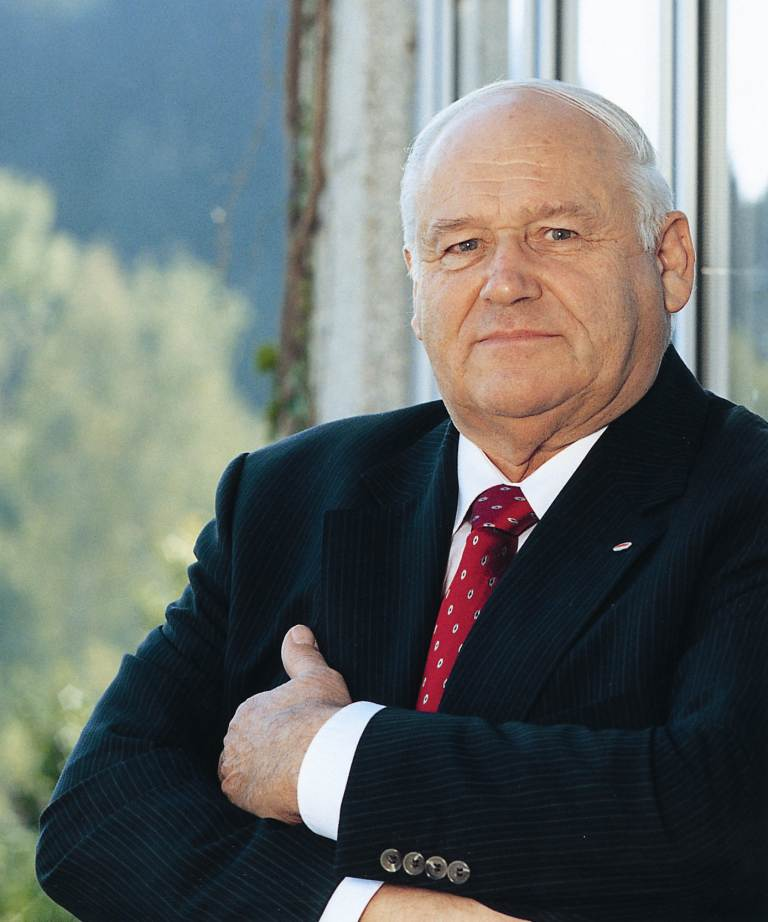
Manfred Zollner (* 1940)

- Zollner, Marianne (* 1956), deutsche Politikerin (SPD), Bürgermeister von Mühldorf
- Zöllner, Martina (* 1961), deutsche Journalistin, Schriftstellerin, Fernsehredakteurin und -produzentin
- Zollner, Matthias (* 1981), deutscher Basketballtrainer
- Zöllner, Michael (* 1969), deutscher Verleger und Übersetzer
- Zöllner, Nepomuk (1923–2017), deutscher Internist
- Zöllner, Oliver (* 1968), deutscher Kommunikations- und Medienwissenschaftler
- Zöllner, Reinhard (* 1961), deutscher Historiker
- Zollner, Rolf (1970–2021), deutscher Kabarettist und Musiker
- Zöllner, Ulrike (* 1947), deutsch-schweizerische Psychologin und Hochschullehrerin
- Zöllner, Walter (1932–2011), deutscher Historiker
- Zöllner, Wilhelm August (1807–1868), deutscher Kaufmann und Politiker
- Zöllner, Wolfgang (* 1928), deutscher Rechtswissenschaftler
- Zollo, Frederick (* 1953), US-amerikanischer Film- und TheaterproduzentFrederick Zollo (* 1953)

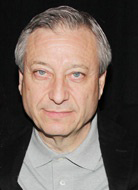
Frederick Zollo (* 1953)

- Zölls, Doris (* 1954), evangelische Theologin und Zenmeisterin
- Zollschan, Ignaz (1877–1948), österreichisch-britischer Arzt und Anthropologe
- Zöllter, Jürgen (* 1951), deutscher Journalist
- Zölly, Hans (1880–1950), Schweizer Geodät

#### Zoln
- Zölner, Johannes (1548–1628), deutscher Rhetoriker
- Žolnerovičs, Valērijs (* 1985), lettischer Hindernis- und Langstreckenläufer
- Zolnhofer, Fritz (1896–1965), deutscher Maler
- Zolnierczyk, Harry (* 1987), kanadischer Eishockeyspieler
- Žolnir, Urška (* 1981), slowenische Judoka

#### Zolo
- Zolotas, Georgios Ioannou (1845–1906), Lehrer und Direktor des Gymnasiums der Stadt Chios und Historiker von Chios
- Zolotas, Kostas (1934–2021), griechischer Bergführer
- Zolotas, Xenophon (1904–2004), griechischer Volkswirt und 1989 kurzzeitig parteiloser Ministerpräsident Griechenlands
- Zolotic, Anastasija (* 2002), US-amerikanische Taekwondoin
- Zolotin, Adam (* 1983), US-amerikanischer Schauspieler
- Zolotov, Vitaliy (* 1980), ukrainischer Jazzmusiker
- Zolotow, Charlotte (1915–2013), amerikanische Kinderbuchautorin
- Zolotow, Steve (* 1945), US-amerikanischer Pokerspieler
- Zolow, Tano (1918–1990), bulgarischer Politiker

#### Zolp
- Zolper, Heinz (* 1949), deutscher Künstler
- Zolper, Karl (1901–1990), deutscher Fußballtorhüter
- Zolper, Laura (* 2001), deutsche BasketballspielerinLaura Zolper (* 2001)

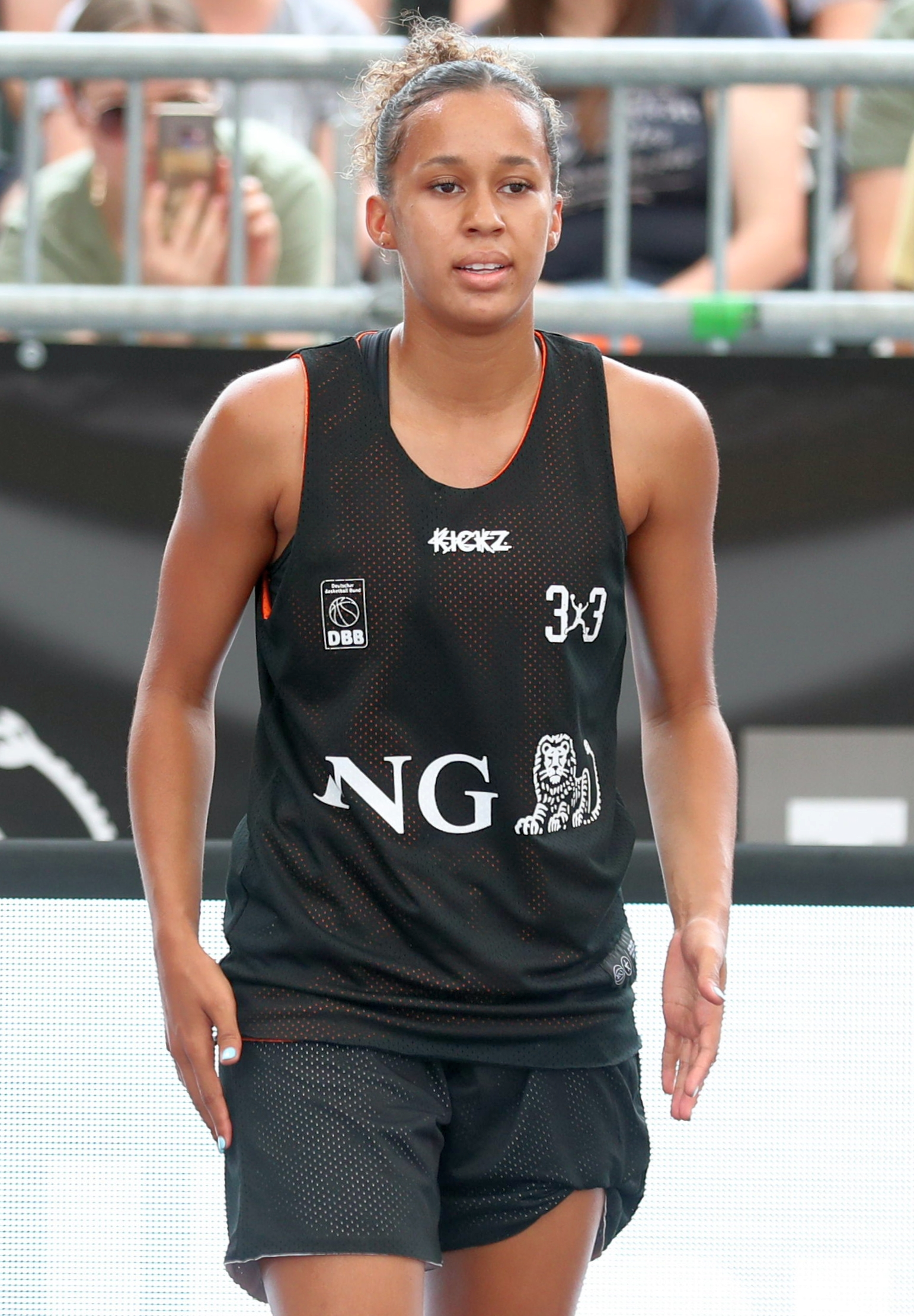
Laura Zolper (* 2001)

#### Zols
- Zölß, Bonifaz (1875–1956), österreichischer Geistlicher und Abt von Admont
- Zölss, Romano H. (1940–2016), österreichischer Orgel- und Tamburicabauer

#### Zolt
- Żółtak, Daniel (* 1984), polnischer Handballspieler und -trainer
- Zoltán, Béla (1865–1929), ungarischer Jurist, Richter und Minister
- Żółtańska, Zofia, polnische Badmintonspielerin
- Żółtek, Stanisław (* 1956), polnischer Politiker
- Zoltobrocki, Josefa (1923–1995), deutsche Psychologin und Hochschullehrerin
- Žoltoks, Sergejs (1972–2004), lettischer Eishockeyspieler
- Zoltowski, Alfred von (1841–1877), polnischer Rittergutsbesitzer und Politiker, MdR
- Zoltowski, Frank B. (* 1957), australischer Amateurastronom
- Zoltowski, Joseph von (1847–1908), polnischer Rittergutsbesitzer und Politiker, MdR
- Zoltowski, Marcell von (1812–1901), preußischer Generallandschaftsdirektor und Politiker
- Zoltowski, Marzel von (1850–1925), polnisch-deutscher Rittergutsbesitzer und Politiker, MdR
- Zoltowski, Stefan von (1839–1901), polnisch-deutscher Rittergutsbesitzer und Politiker, MdR

#### Zolu
- Zolubas, Paulius (* 1960), litauischer Forstbeamter, Forstentomologe, Verhaltensforscher und Phytopathologe, Leiter der Forstbehörde Valstybinė miškų tarnyba (VMT)

#### Zolv
- Zolviková, Lucia (* 1985), slowakische Fußballspielerin

#### Zoly
- Zolynska, Marta (* 1987), polnische Schauspielerin und Model
- Zólyom, Franciska (* 1973), ungarische Kunsthistorikerin und Kuratorin

#### Zolz
- Zölzer, Christian (1862–1925), Landtagsabgeordneter Waldeck

### Zom
- Zomack, Hubertus (1941–2019), römisch-katholischer Geistlicher, emeritierter Generalvikar und Dompropst des Bistums Görlitz
- Zombey (* 1992), deutscher Webvideoproduzent
- Zombie, Rob (* 1965), US-amerikanischer SängerRob Zombie (* 1965)

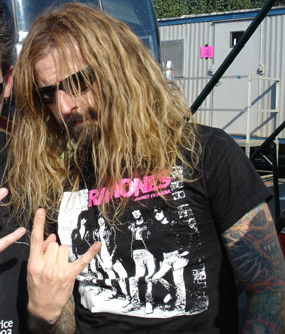
Rob Zombie (* 1965)

- Zombie, Sheri Moon (* 1970), US-amerikanische Tänzerin, Model und Schauspielerin
- Zombo, Rick (* 1963), US-amerikanischer Eishockeyspieler und -trainer
- Zombori, Benjamin (* 1981), österreichischer Musiker und Kunstproduzent
- Zombori, Ödön (1906–1989), ungarischer Ringer
- Zombori-Kún, André von (1898–1935), Kapellmeister, Komponist, Theaterkritiker, Schriftsteller
- Zombory, William (1906–1993), rumänischer Fußballspieler
- Zomer, Elyze (* 1987), niederländische Altorientalistin
- Zomeren, Koos van (* 1946), niederländischer Schriftsteller

### Zon
- Zon Moe Aung (* 1993), myanmarischer Fußballspieler
- Zon Pereira, Adolfo (* 1956), spanischer Ordensgeistlicher und römisch-katholischer Bischof von Alto Solimões
- Zon, Jacques (1872–1932), niederländischer Grafiker, Maler und Illustrator
- Zon, Kelly van (* 1987), niederländische Behindertensportlerin im Tischtennis
- Zonaras, Johannes, byzantinischer Historiker und Jurist
- Zonaro, Fausto (1854–1929), italienischer Maler
- Zonca, Erick (* 1956), französischer Filmregisseur
- Zonca, Giuseppe (1715–1772), italienischer Opernsänger (Bass) und Komponist
- Zonca, Vittorio (1568–1602), italienischer Architekt
- Zoncada, Antonio (1813–1887), italienischer Autor, Romanist, Italianist und Literarhistoriker
- Zondadari, Alessandro (1669–1745), italienischer Geistlicher und Erzbischof von Siena
- Zondadari, Antonio Felice (1665–1737), italienischer Geistlicher, päpstlicher Diplomat und Kardinal
- Zondadari, Antonio Felice (1740–1823), italienischer Kardinal und Erzbischof und Siena
- Zondadari, Marc’Antonio (1658–1722), Großmeister des Malteserorden
- Zonday, Tay (* 1982), amerikanischer MusikerTay Zonday (* 1982)

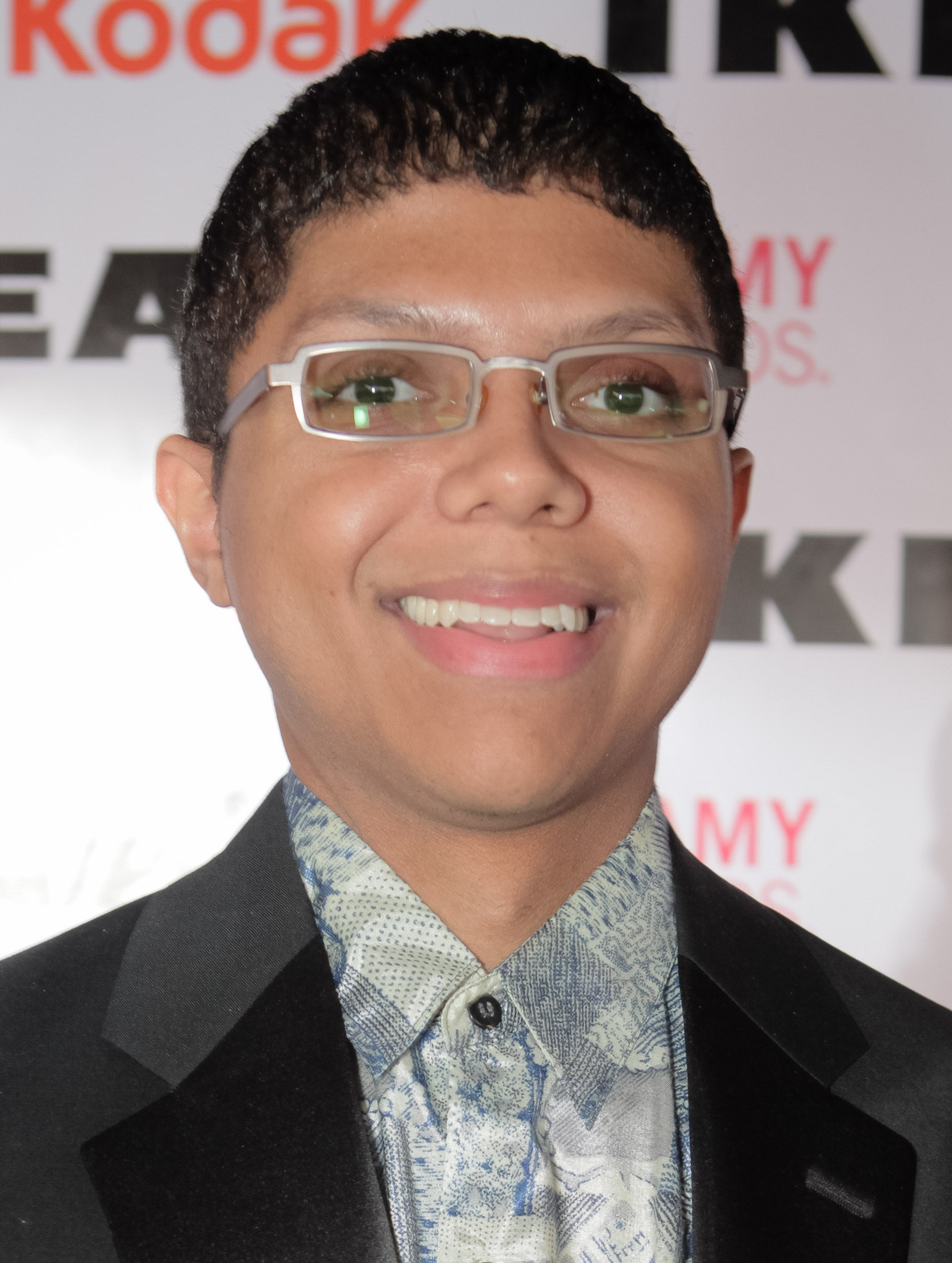
Tay Zonday (* 1982)

- Zondek, Bernhard (1891–1966), deutscher Gynäkologe
- Zondek, Hermann (1887–1979), deutscher Arzt und Hochschullehrer
- Zondergeld, Rein A. (1943–2021), niederländisch-deutscher Autor, Lektor und Herausgeber
- Zonderland, Epke (* 1986), niederländischer Geräteturner
- Zondervan, Romeo (* 1959), niederländischer Fußballspieler
- Zondi, Elias Kwenzakufani (* 1963), südafrikanischer römisch-katholischer Geistlicher, Weihbischof in Durban
- Zondi, Michael (1926–2008), südafrikanischer Holzbildhauer und Lehrer
- Zondler, Martin (* 1965), deutscher Motorsportfahrer
- Zondo, Raymond (* 1960), südafrikanischer Jurist, Richter am Verfassungsgericht der Republik Südafrika
- Zonew, Benjo (1863–1926), bulgarischer Linguist
- Zonew, Kiril (1896–1961), bulgarischer Maler
- Zonew, Nikolaj (* 1956), bulgarischer Politiker
- Zonewa, Michaela (* 2004), bulgarische Tennisspielerin
- Zong Qinghou (1945–2024), chinesischer Unternehmer
- Zong, Xiaochen (* 1998), chinesischer Dartspieler
- Zonga, Djebril (* 1981), französischer Filmschauspieler und ModelDjebril Zonga (* 1981)

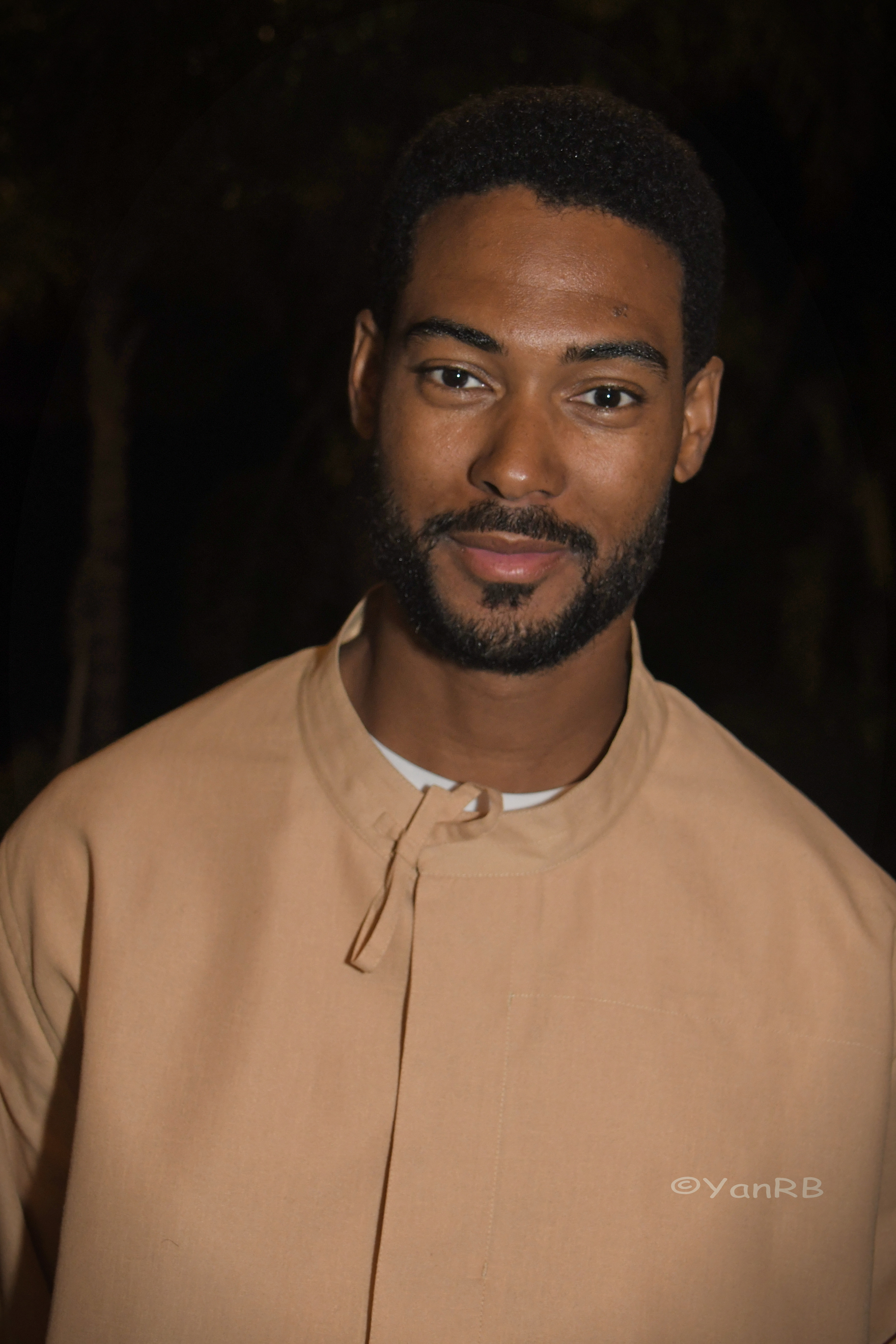
Djebril Zonga (* 1981)

- Zonghi, Giovanni Maria (1847–1941), italienischer Geistlicher, Kurienerzbischof der römisch-katholischen Kirche
- Zongo, Ernest (1964–2024), burkinesischer Radrennfahrer
- Zongo, Fortuné Gaetan, burkinischer Jurist und Menschenrechtsexperte
- Zongo, Jonathan (* 1989), burkinischer Fußballspieler
- Zongo, Justin (* 1969), ivorischer Busfahrer
- Zongo, Laurent (* 1975), burkinischer Radrennfahrer
- Zongo, Mamadou (* 1980), burkinischer Fußballspieler
- Zongo, Norbert (1949–1998), burkinischer Journalist
- Zongo, Tertius (* 1957), burkinischer Politiker, Premierminister von Burkina Faso
- Zongolopoulos, Giorgos (1901–2004), griechischer Bildhauer der Moderne
- Zoni (1967–2025), deutscher Sänger
- Zonkow, Zwetomir (* 1981), bulgarischer Fußballspieler
- Zonn, Paul Martin (1938–2000), US-amerikanischer Klarinettist, Komponist und Dirigent
- Zonneveld, Jan Isaak Samuel (1918–1995), niederländischer Geologe
- Zonneveld, Mike (* 1980), niederländischer Fußballspieler
- Zonneveld, Niels (* 1998), niederländischer Dartspieler
- Zonneveld, Reinier (* 1991), niederländischer DJ und Musikproduzent
- Zonneveld, Thijs (* 1980), niederländischer Sportjournalist und ehemaliger Radrennfahrer
- Zonová, Anna (* 1962), tschechische Schriftstellerin
- Zonow, Georgi (* 1993), bulgarischer Dreispringer
- Zonow, Iwan (* 1966), bulgarischer Ringer
- Zons, Ulrich von (* 1968), deutscher Politiker (AfD), MdB
- Zonschits, René (* 1986), österreichischer Politiker (SPÖ)
- Zonschitz, Otto (1939–2005), österreichischer Schauspieler, Regisseur und Ensemblegründer
- Zonta, María Virginia (* 1989), argentinische Beachvolleyballspielerin
- Žonta, Peter (* 1979), slowenischer Skispringer
- Zonta, Ricardo (* 1976), brasilianischer AutomobilrennfahrerRicardo Zonta (* 1976)

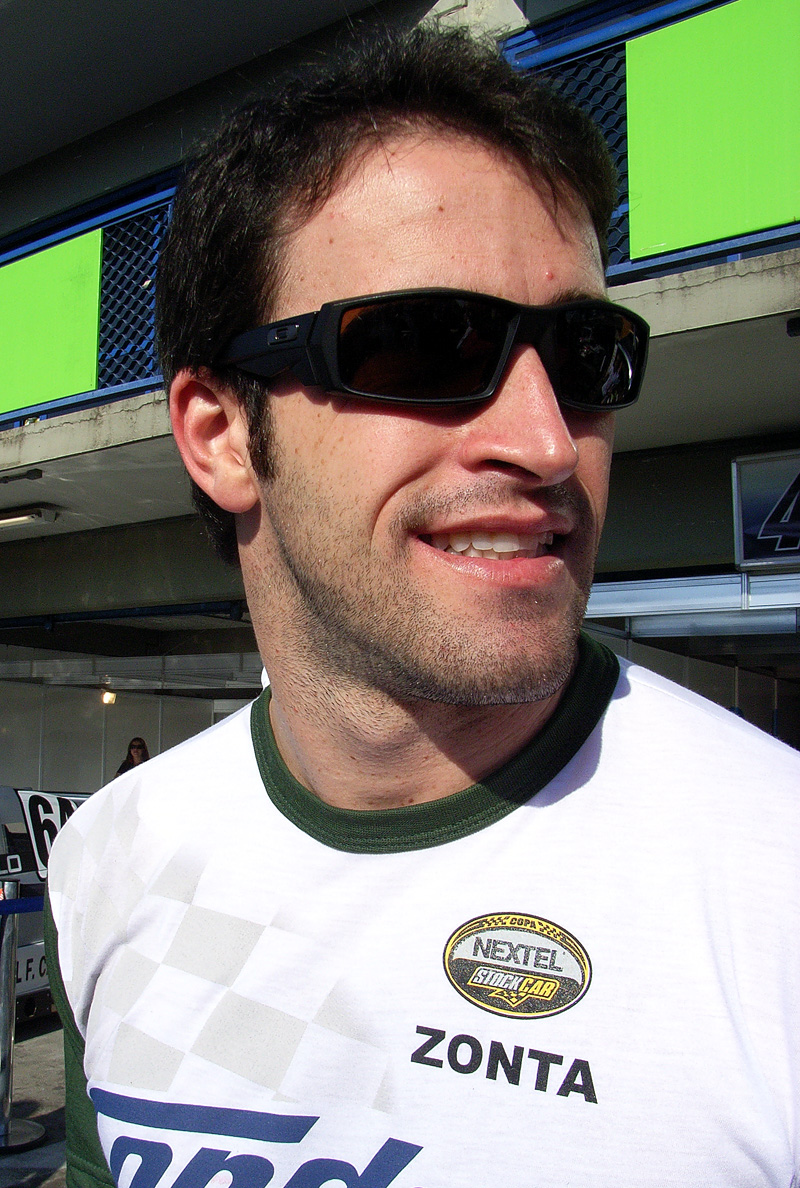
Ricardo Zonta (* 1976)

- Zontschew, Iwan (1858–1910), bulgarischer Revolutionär, Militär
- Zonzini, Emanuele (* 1994), san-marinesischer Automobilrennfahrer
- Zonzini, Maurizio (* 1962), san-marinesischer Turner
- Zonzini, Silvio (* 1959), san-marinesischer Radrennfahrer

### Zoo
- Zoób, Kati (* 1957), ungarische Modedesigner und die Gründer des Modehauses Katti Zoób
- Zoodsma, Ronald (* 1966), niederländischer Volleyballspieler
- Zoodsma, Rutger (* 1995), niederländischer Volleyballspieler
- Zook, John (1947–2020), US-amerikanischer American-Football-Spieler
- Zook, Samuel K. (1821–1863), US-amerikanischer Brigadegeneral im Sezessionskrieg
- Zoon, Jacques (* 1961), niederländischer Flötist
- Zoonen, Liesbet van (* 1959), niederländische Hochschullehrerin, Professorin für Popular Culture an der Universität Rotterdam
- Zoontjens, Cees (1944–2011), niederländischer Radrennfahrer
- Zoozmann, Richard (1863–1934), deutscher Autor, Bearbeiter und Redakteur

### Zop
- Zöpel, Christoph (* 1943), deutscher Politiker (SPD), MdL, MdBChristoph Zöpel (* 1943)

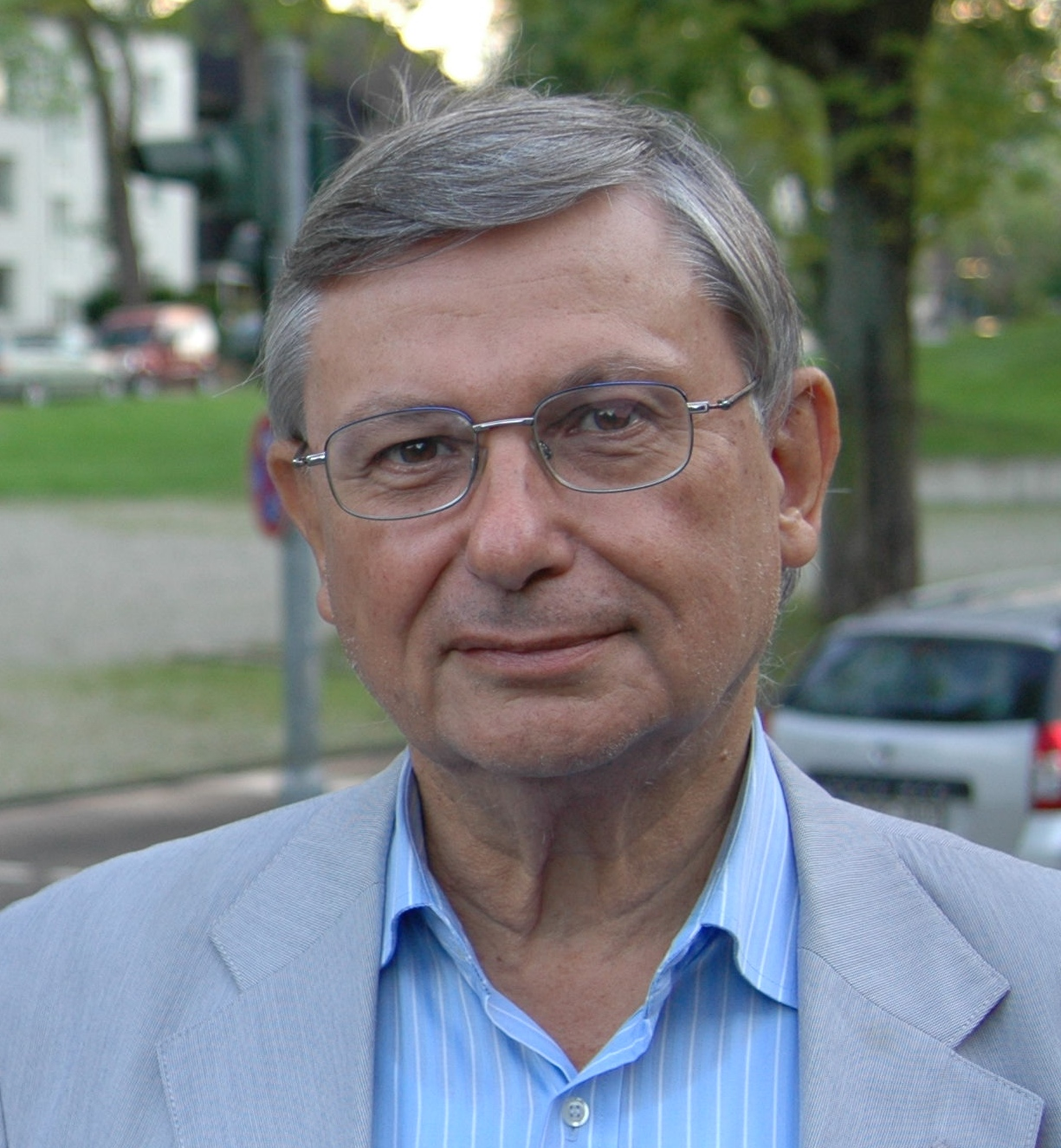
Christoph Zöpel (* 1943)

- Zöpf, Benedikt († 1769), österreichischer Stuckateur im Stil des Rokoko
- Zopf, Bettina (* 1974), österreichische Politikerin (ÖVP), Abgeordnete zum Nationalrat
- Zopf, Johann Heinrich (1691–1774), deutscher Lehrer, Geistlicher und Historiker
- Zopf, Paul († 1738), österreichischer Hofnarr, Winkeladvokat und Landfriedensbrecher
- Zöpf, Tassilo (1723–1807), deutscher Stuckateur
- Zopf, Theodor (1834–1897), deutscher Parlamentarier und Arzt im Fürstentum Reuß älterer Linie
- Zopf, Wilhelm (1846–1909), deutscher Botaniker und Biologe
- Zopf, Yurdagül (* 1974), deutsche Medizinerin und Hochschullehrerin an der Friedrich-Alexander-Universität Erlangen-Nürnberg
- Zopff, Heinrich Gottfried (1692–1755), Mediziner
- Zopff, Hermann (1826–1883), deutscher Musikwissenschaftler und Komponist
- Zopfi, Christa (* 1947), Schweizer Redakteurin und Autorin
- Zopfi, Emil (* 1943), Schweizer Schriftsteller
- Zopfi, Fritz (1910–1989), Schweizer Journalist und Ortsnamenforscher
- Zopfi, Joachim (1821–1889), Schweizer Textilunternehmer
- Zopfi, Mathias (* 1983), Schweizer Politiker
- Zopfi, Samuel (1828–1888), Schweizer Unternehmer in Redona, Provinz Bergamo, Italien
- Zöpfl, Heinrich (1807–1877), deutscher Jurist
- Zöpfl, Helmut (* 1937), deutscher Pädagoge und Professor der SchulpädagogikHelmut Zöpfl (* 1937)

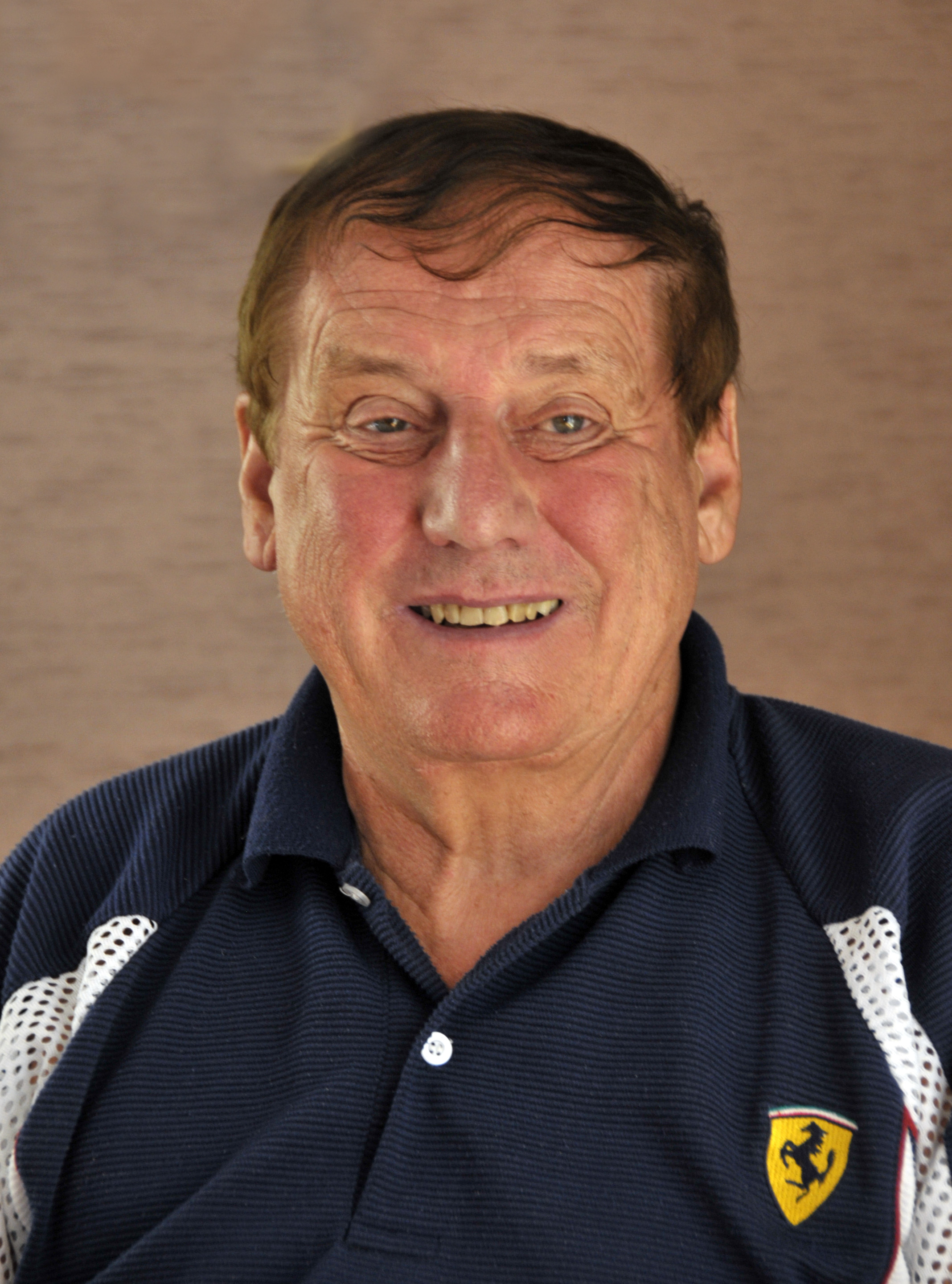
Helmut Zöpfl (* 1937)

- Zopfs, Jan (* 1964), deutscher Strafrechtler
- Zopfs, Jannpeter (1934–2020), deutscher Jurist, Richter am Bundesgerichtshof
- Zopfy, Samuel (1804–1890), Schweizer Arzt und Pionier der Homöopathie
- Zöphel, Georg (1869–1953), deutscher Politiker (Nationalliberale Partei, DDP)
- Zöphel, Jens-Uwe (* 1969), deutscher Fußballspieler
- Zophres, Mary (* 1964), US-amerikanische Kostümbildnerin
- Zopke, Johannes (1866–1918), deutscher Ingenieur und Schuldirektor
- Zopp, Jürgen (* 1988), estnischer Tennisspieler
- Zopp, Luise del (1871–1953), österreichisch-deutsche Sängerin, Schauspielerin, Drehbuchautorin und Filmdramaturgin
- Zopp, Rudolf del (1861–1927), österreichischer Opernsänger (Tenor), Schauspieler, Filmregisseur und Drehbuchautor
- Zoppi, Giuseppe (1896–1952), Schweizer Philologe und Literaturkritiker
- Zoppke, Siegfried (* 1953), deutscher Fußballspieler
- Zoppo, Marco (1433–1478), italienischer Maler und vermutlich auch Bildhauer
- Zoppoth, Josef (* 1977), österreichischer Politiker (SPÖ), Abgeordneter zum Kärntner Landtag
- Zöppritz, Andreas (1760–1826), Landtagsabgeordneter Großherzogtum Hessen
- Zöppritz, Christian (1796–1879), deutscher Unternehmer und Politiker, Landtagsabgeordneter im Großherzogtum Hessen
- Zöppritz, Karl (1812–1900), Landtagsabgeordneter Großherzogtum Hessen
- Zöppritz, Karl (1838–1885), deutscher Mathematiker, Physiker und Geograph
- Zopyrion, makedonischer Feldherr, Stratege von Thrakien
- Zopyros, antiker griechischer Toreut
- Zopyros, Mediziner der Antike
- Zopyros I., persischer Adliger und Feldherr
- Zopyros II., persischer Adliger und Feldherr

### Zoq
- Zoqbi de Paula, Darly (* 1982), brasilianisch-spanische Handballspielerin

### Zor
- Zora (* 1974), Schweizer Rapperin und Grafikerin
- Zora, Eva (* 1937), französische Filmeditorin
- Zora, Hanna (1939–2016), irakischer Geistlicher, Erzbischof ad personam von Mar Addai of Toronto
- Zora, Josef (1894–1971), tschechoslowakischer Tontechniker, Schauspieler, Rezitator und Theaterregisseur
- Zorach, Marguerite (1887–1968), US-amerikanische Malerin, Textilkünstlerin und Grafikdesignerin
- Zorach, William (1889–1966), US-amerikanischer Bildhauer, Maler, Grafiker und Schriftsteller
- Zoramthanga (* 1944), indischer Politiker
- Zoranić, Petar (* 1508), kroatischer Schriftsteller der Renaissance
- Zoras, Georgios Theodorou (1908–1982), griechischer Neogräzist
- Zoras, Leonidas (1905–1987), griechischer Komponist
- Żorawski, Kazimierz (1866–1953), polnischer Mathematiker
- Zörb, Christian (* 1966), deutscher Agrarwissenschaftler und Hochschullehrer
- Zörb, Moritz (* 1995), deutscher Handballspieler
- Zorba, Furkan (* 1998), türkisch-deutscher Fußballspieler
- Zorba, Marianna (* 1967), griechische Sängerin
- Zorba, Süleyman (* 1993), österreichischer Politiker (Grüne), Abgeordneter zum Nationalrat
- Zorbas, Christos, griechischer Fechter
- Zorbas, Nikolaos (1844–1920), griechischer Offizier und Putschist
- Zorbaugh, Harvey Warren (1896–1965), US-amerikanischer Soziologe
- Zorc, Boris (* 1985), deutscher Florettfechter
- Zorc, Dieter (1939–2007), deutscher Fußballspieler
- Zorč, Kaja (* 2003), slowenische Biathletin
- Zorc, Michael (* 1962), deutscher FußballspielerMichael Zorc (* 1962)

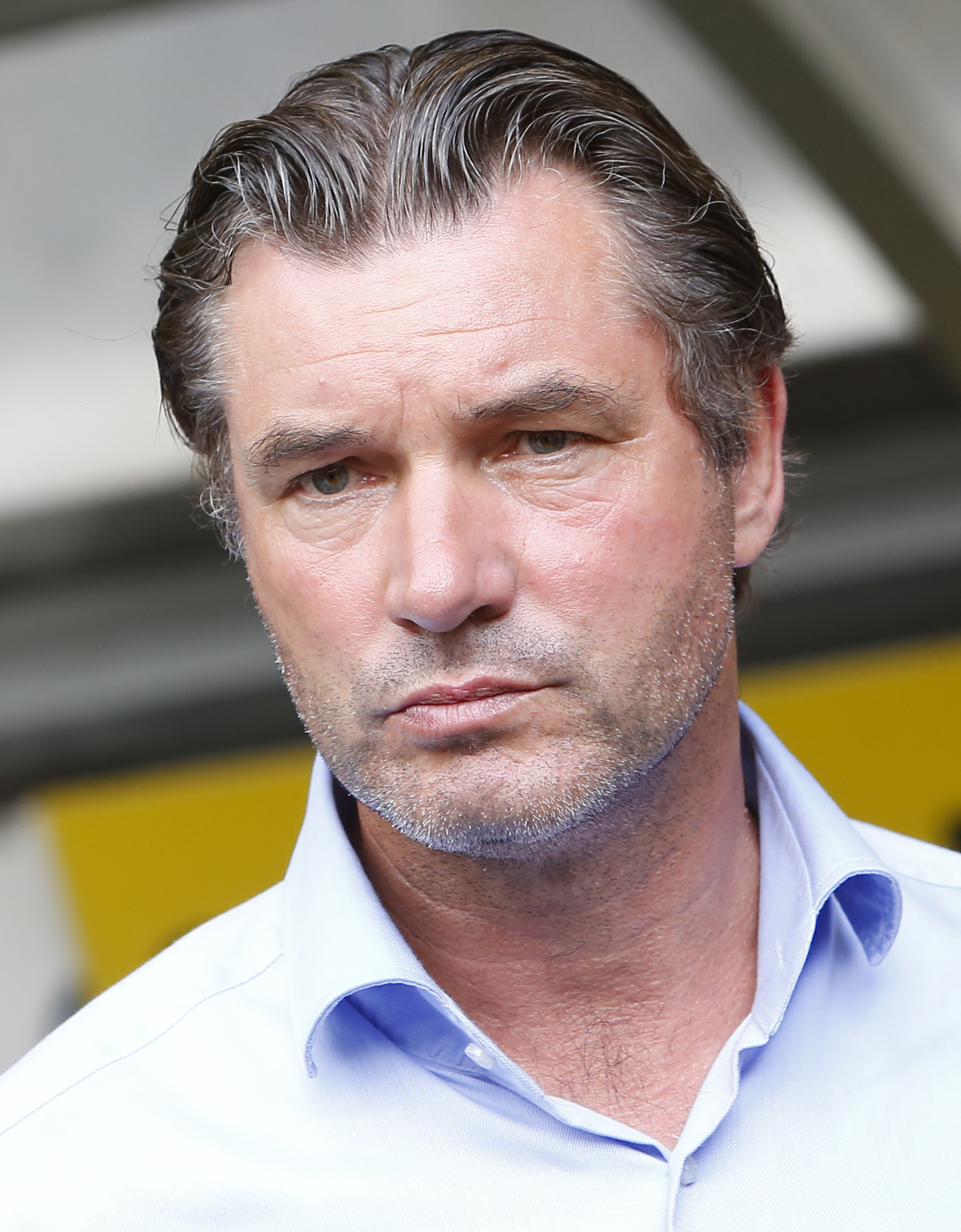
Michael Zorc (* 1962)

- Zordán, Héctor Luis (* 1956), argentinischer Ordensgeistlicher, römisch-katholischer Bischof von Gualeguaychú
- Zordo, Matthias de (* 1988), deutscher Speerwerfer
- Zore, Franz (* 1958), österreichischer Fußballspieler
- Zoré, Ingrid (* 1936), deutsche Kostümbildnerin
- Zore, Stanislav (* 1958), slowenischer Geistlicher und römisch-katholischer Erzbischof von Ljubljana
- Zorea, Meir (1923–1995), israelischer General und Politiker
- Zorec, Marco (* 1990), österreichischer Eishockeyspieler
- Zoref, Ernestine (1896–1934), österreichisches NS-Opfer
- Zorell, Elisabeth (1896–1993), deutsche Pädagogin, Erziehungswissenschaftlerin und Schuldirektorin
- Zorell, Franz (1863–1947), deutscher Exegetet und Lexikograph
- Zorell, Franz (1898–1956), deutscher Meereskundler
- Zorer, Friedrich (1855–1935), württembergischer Oberamtmann
- Zoretti, Ludovic (1880–1948), französischer Mathematiker
- Zorgane, Adem (* 2000), algerischer Fußballspieler
- Zörgiebel, Florian (* 1965), deutscher Curler
- Zörgiebel, Karl (1878–1961), deutscher Politiker (SPD), MdR
- Zorić, Aleksandar (1925–2000), jugoslawischer Radrennfahrer, nationaler Meister im Radsport
- Žorić, Luka (* 1984), kroatischer Basketballspieler
- Zorić, Milenko (* 1989), serbischer Kanute
- Zorić, Nataša (* 1989), serbische Tennisspielerin
- Zorich, Anton (* 1962), russischer Mathematiker
- Zorich, Louis (1924–2018), US-amerikanischer Schauspieler
- Zoričić, Milovan (1884–1971), kroatischer beziehungsweise jugoslawischer Jurist und Fußballfunktionär
- Zoricic, Nick (1983–2012), kanadischer Freestyle-Skisportler
- Zoricich, Chris (* 1969), neuseeländischer Fußballspieler
- Zorina, Roni (* 1989), deutsche Schauspielerin und Model estnischer Herkunft
- Zorinsky, Edward (1928–1987), US-amerikanischer Politiker (Demokraten)
- Zorio, Gilberto (* 1944), italienischer Maler und Konzeptkünstler
- Zorita, Alonso de († 1585), spanischer Chronist
- Zorita, Nicasio, spanischer Komponist
- Zoritch, George (1917–2009), russischer Tänzer
- Zorjan, Nika (* 1992), slowenische Sängerin
- Zorka von Montenegro (1864–1890), Kronprinzessin von SerbienZorka von Montenegro (1864–1890)

Zorka von Montenegro (1864–1890)

- Zörkendörfer, Karl (1864–1945), böhmischer Badearzt
- Zorko, Branko (* 1967), kroatischer Leichtathlet
- Zorko, Jasna (* 1975), kroatische Fußballspielerin
- Zorko, Zdenko (* 1950), jugoslawisch-kroatischer Handballspieler und -trainer
- Zorlu, Ahmet Nazif (* 1946), türkischer Unternehmer
- Zorlu, Ali (* 1990), türkischer Fußballspieler
- Zorlu, Fatin Rüştü (1912–1961), türkischer Diplomat, Politiker, Außenminister der Türkei (1957–1960)Fatin Rüştü Zorlu (1912–1961)

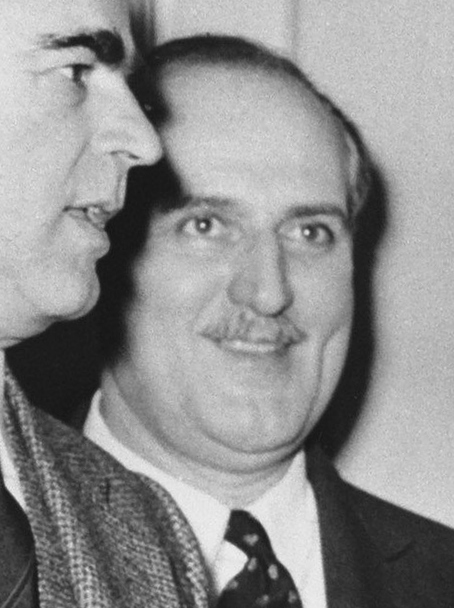
Fatin Rüştü Zorlu (1912–1961)

- Zorlu, Hacı Mehmet (1919–2005), türkischer Unternehmer
- Zorlu, Haydar (* 1967), türkisch-deutscher Schauspieler
- Zorlu, Mustafa (* 1994), türkischer Fußballspieler
- Zorlu, Yakup Ramazan (* 1991), türkischer Fußballspieler
- Zorman, Uroš (* 1980), slowenischer Handballspieler und -trainer
- Zormann, Marcelo (* 1996), brasilianischer Tennisspieler
- Zorn von Bulach, François (1828–1890), französisch-deutscher Politiker
- Zorn von Bulach, Franz (1858–1925), Weihbischof und Generalvikar von Straßburg
- Zorn von Bulach, Hugo (1851–1921), französisch-deutscher Politiker, MdR
- Zorn von Plobsheim, Wolf Christoph (1655–1721), deutscher Architekt des Barock, sachsen-gothaischer Generalmajor und Kommandant von Gotha
- Zorn, Adam (1863–1930), Bürgermeister und Abgeordneter
- Zorn, Anders (1860–1920), schwedischer Maler, Grafiker und Bildhauer
- Zorn, André (* 1963), deutscher Meteorologe und Politiker (PDS, Die Linke)
- Zorn, Anja (* 1968), deutsche Fußballspielerin
- Zorn, Armand (* 1988), deutscher Unternehmensberater und Politiker (SPD)
- Zorn, Bernd (* 1952), deutscher Unternehmer, Ingenieur und Mechanikermeister
- Zorn, Constanze (1962–2024), deutsche Malerin, Grafikerin und Buchgestalterin
- Zorn, Daniel (* 1981), deutscher Finanzwissenschaftler, Wirtschaftsjurist, Unternehmer und Hochschullehrer
- Zorn, Daniel-Pascal (* 1981), deutscher Philosoph und Publizist
- Zorn, Eberhard (* 1960), deutscher GeneralEberhard Zorn (* 1960)

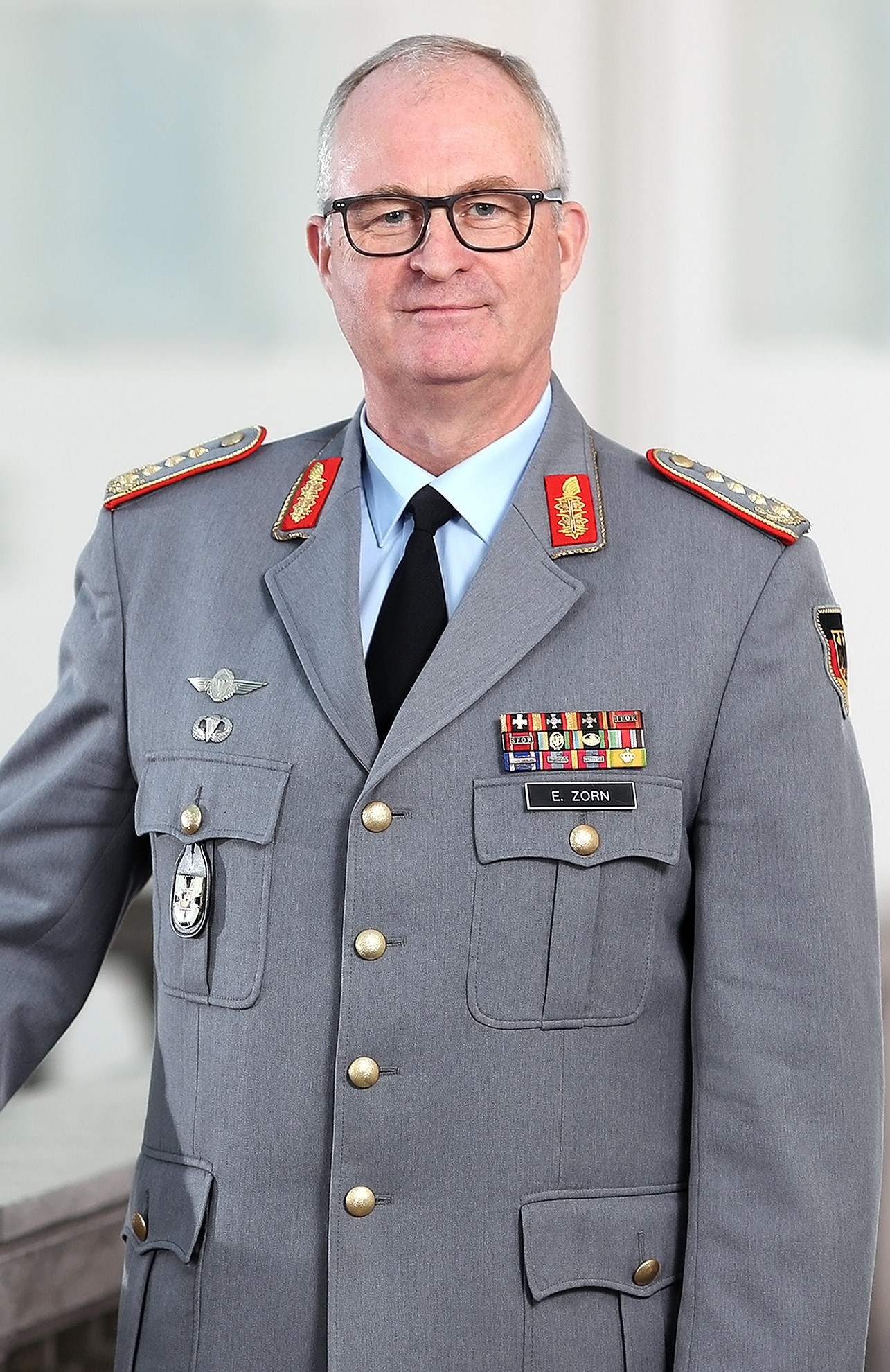
Eberhard Zorn (* 1960)

- Zorn, Eduard (1901–1945), deutscher Generalmajor
- Zorn, Elmar (* 1945), deutscher Kunstberater, Ausstellungskurator und Publizist
- Zorn, Erich (1898–1996), deutscher Ingenieur und Pionier der Schweißtechnik
- Zorn, Franz (* 1970), österreichischer Eisspeedwayfahrer
- Zorn, Friedrich (* 1538), Schulrektor und Chronist in Worms
- Zorn, Friedrich (1643–1716), Apotheker und Geschäftsmann in Berlin
- Zorn, Friedrich Albert (1816–1895), deutscher Tänzer, Choreograf und Tanz-Theoretiker
- Zorn, Fritz (1944–1976), Schweizer Schriftsteller
- Zorn, Gerda (1920–2021), deutsche Schriftstellerin, Journalistin und Zeitzeugin
- Zorn, Hans (1891–1943), deutscher General der Infanterie im Zweiten Weltkrieg
- Zorn, Hasso (1931–2016), deutscher Schauspieler und Synchronsprecher
- Zorn, Heinz-Bernhard (1912–1993), deutscher Offizier und Kampfflieger
- Zorn, Hermann (1896–1983), deutscher Chemiker
- Zorn, Holger (* 1967), deutscher Lebensmittelchemiker und Hochschullehrer
- Zorn, Jim (* 1953), US-amerikanischer American-Football-Trainer und -Spieler
- Zorn, Johann Heinrich (1698–1748), evangelischer Theologe und Ornithologe
- Zorn, John (* 1953), US-amerikanischer Komponist und BandleaderJohn Zorn (* 1953)

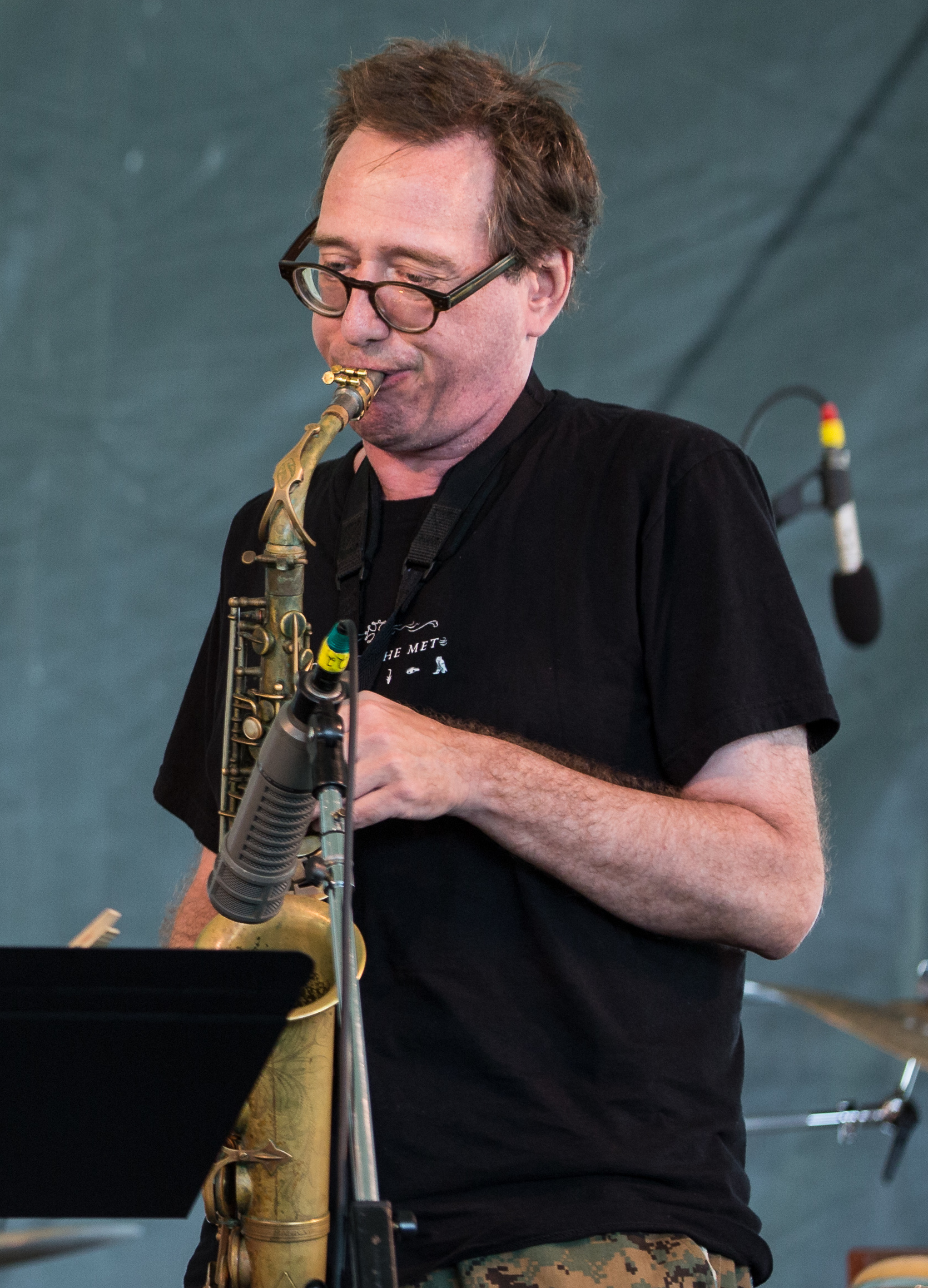
John Zorn (* 1953)

- Zorn, Josef (1885–1954), deutscher Studienrat, Landrat des Kreises Dinslaken (1945–1946) und Politiker (Zentrum), MdR
- Zorn, Julia (* 1990), deutsche Eishockeyspielerin
- Zorn, Klaus (* 1934), deutscher Diplomat, Botschafter der DDR
- Zorn, Ludwig (1865–1921), deutscher Maler
- Zorn, Magdalena (* 1984), deutsche Musikwissenschaftlerin und Hochschullehrerin
- Zorn, Margit (* 1962), deutsche Richterin, Mitglied des Bayerischen Verfassungsgerichtshofs
- Zorn, Max August (1906–1993), US-amerikanischer Mathematiker und Hochschullehrer
- Zorn, Peter (1682–1746), Bibliothekar, Philologe, Theologie-Professor in Kiel, Kirchenhistoriker
- Zorn, Philipp (1850–1928), deutscher Staatsrechtler
- Zorn, Richard (1860–1945), deutscher Pomologe, Heimatforscher und Autor von Fachbüchern
- Zorn, Rudolf (1893–1966), deutscher Jurist und Politiker (SPD); bayerischer Staatsminister
- Zorn, Timo, deutscher American-Football-Spieler und -Trainer
- Zorn, Tomas (* 1986), deutscher Fußballfunktionär, Rechtsanwalt
- Zorn, Trischa (* 1964), US-amerikanische Schwimmerin, Behindertensportlerin
- Zorn, Ursula Maria (1674–1711), deutsche Dichterin des Pietismus
- Zorn, Uwe (* 1961), deutscher Fußballspieler
- Zorn, Waldemar (1938–2008), deutscher Politiker (CSU) und Landrat
- Zorn, Waldemar (* 1950), russlanddeutscher Missionar, Leiter des Verlages Licht im Osten und Autor
- Zorn, Walter (1915–2000), deutscher Fotograf
- Zorn, Werner (* 1942), deutscher Informatiker, Professor für Kommunikationssysteme
- Zorn, Wilhelm (1884–1968), deutscher Agrarwissenschaftler und Hochschullehrer
- Zorn, Wolfgang (1922–2004), deutscher Wirtschaftshistoriker
- Zorn, Wolfgang (1929–2001), deutscher Lehrer, Kirchenlieddichter und Kirchenliedübersetzer
- Zorn, Zachary (* 1947), US-amerikanischer Schwimmer
- Zornack, Annemarie (1932–2023), deutsche Lyrikerin
- Zörnack, Harry (* 1939), deutscher Handballspieler, Handballtrainer
- Zörner, Carl (1895–1941), deutscher Fußballspieler und -funktionär
- Zörner, Ernst (* 1895), deutscher Kaufmann und Politiker (NSDAP), MdRErnst Zörner (* 1895)
- Zörner, Jonas (* 1993), deutscher Koch

Ernst Zörner (* 1895)

- Zorner, Paul (1920–2014), deutscher Luftwaffenoffizier und Nachtjagdflieger im Zweiten Weltkrieg
- Zörner, Richard (1861–1941), deutscher Bergrat
- Zörner, Rudolf Manfred (* 1938), österreichischer Maler, Grafiker und Bildhauer
- Zornig, Carsten (* 1953), deutscher Chirurg
- Zorniger, Alexander (* 1967), deutscher FußballtrainerAlexander Zorniger (* 1967)

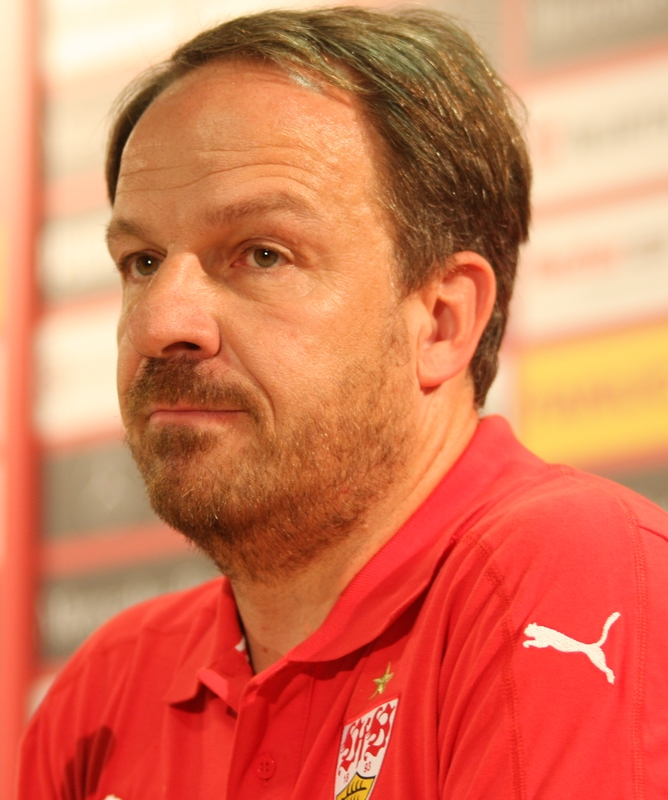
Alexander Zorniger (* 1967)

- Zornlin, Georgiana (1800–1881), englische Schriftstellerin und Malerin
- Zörnlin, Hans Jakob (1588–1659), Schweizer Offizier und Beamter
- Zornow, Heike (* 1970), deutsche Handballspielerin
- Zornoza Boy, Rafael (* 1949), spanischer Geistlicher, römisch-katholischer Bischof von Cádiz y Ceuta
- Zornoza, Claudia (* 1990), peruanische Badmintonspielerin
- Zornoza, Claudia (* 1990), spanische Fußballspielerin
- Zornoza, Luz María (* 1994), peruanische Badmintonspielerin
- Zörns, Rudi (1922–2009), deutscher Mainzer Fastnachter
- Zoro, Marco (* 1983), ivorischer Fußballspieler
- Zorr, Karl-Heinz (* 1956), deutscher Fußballspieler
- Zorreguieta, Jorge (1928–2017), argentinischer Politiker, Vater der niederländischen Königin Máxima
- Zorri, Tatiana (* 1977), italienische Fußballspielerin
- Zorrilla de San Martín, Juan (1855–1931), uruguayischer Dichter
- Zorrilla Ochoa, Luis G. (* 1930), mexikanischer Botschafter
- Zorrilla y Moral, José (1817–1893), spanischer Dichter und Dramatiker
- Zorrilla, Alberto (1906–1986), argentinischer Schwimmer
- Zorrilla, China (1922–2014), uruguayische Schauspielerin und Regisseurin
- Zorrilla, Danielito (* 1993), puerto-ricanischer Boxer
- Zorrilla, José Antonio (1915–1985), mexikanischer Komponist, Schriftsteller, Drehbuchautor und Regisseur
- Zorrilla, Juan (* 1975), paraguayischer Fußballschiedsrichterassistent
- Zorrilla, Ximena (* 2000), peruanische Hammerwerferin
- Zorrinho, Carlos (* 1959), portugiesischer Wirtschaftswissenschaftler und Politiker (PS), MdEP
- Zorwald, Karoline (1889–1966), deutsche Kommunalpolitikerin
- Zoryez, Mario (* 1950), uruguayischer Fußballspieler
- Zoryez, Stefanía (* 1983), uruguayische Leichtathletin
- Zorzi, Alvise (1922–2016), italienischer Autor
- Zorzi, Andrea (* 1965), italienischer Volleyballspieler
- Zorzi, Angelo (1890–1974), italienischer Turner
- Zorzi, Benedito (1908–1988), brasilianischer Geistlicher, römisch-katholischer Bischof von Caxias do Sul
- Zorzi, Cristian (* 1972), italienischer Skilangläufer
- Zorzi, Ettore (1885–1958), italienischer Politiker, ernannter Bürgermeister (Podestà) Venedigs (1929–1930)
- Zorzi, Franco (1923–1964), Schweizer Freidenker, Staatsanwalt, Politiker (FDP) und Tessiner Staatsrat
- Zorzi, Giuseppe (1938–2019), italienischer Radrennfahrer
- Zorzi, Juan Carlos (1935–1999), argentinischer Komponist und Dirigent
- Zorzi, Pietro Antonio (1745–1803), italienischer Ordensgeistlicher, Erzbischof von Udine und Kardinal
- Zorzi, Renzo (1946–2015), italienischer Formel-1-Pilot
- Zorzi, Roberto, italienischer Jazz- und Fusionmusiker (Gitarre)
- Zorzi, Roland (* 1985), österreichischer Grasskiläufer
- Zorzi, Silvano (1921–1994), italienischer Ingenieur und Brückenbauer
- Zorzi, Tony (* 1955), kanadischer Jazzmusiker (Gitarre)

### Zos
- Zösch, Melchior (1725–1802), Augustiner-Chorherr und der letzte Propst des Klosters Triefenstein
- Zöschinger, Ludwig (1731–1806), deutscher Geistlicher, Komponist und Organist
- Zoschke, Barbara (* 1964), deutsche Kinderbuchautorin
- Zoschke, Dagmar (* 1959), deutsche Politikerin (Die Linke), MdL
- Zoschke, Hans (1910–1944), deutscher Widerstandskämpfer gegen den NationalsozialismusHans Zoschke (1910–1944)

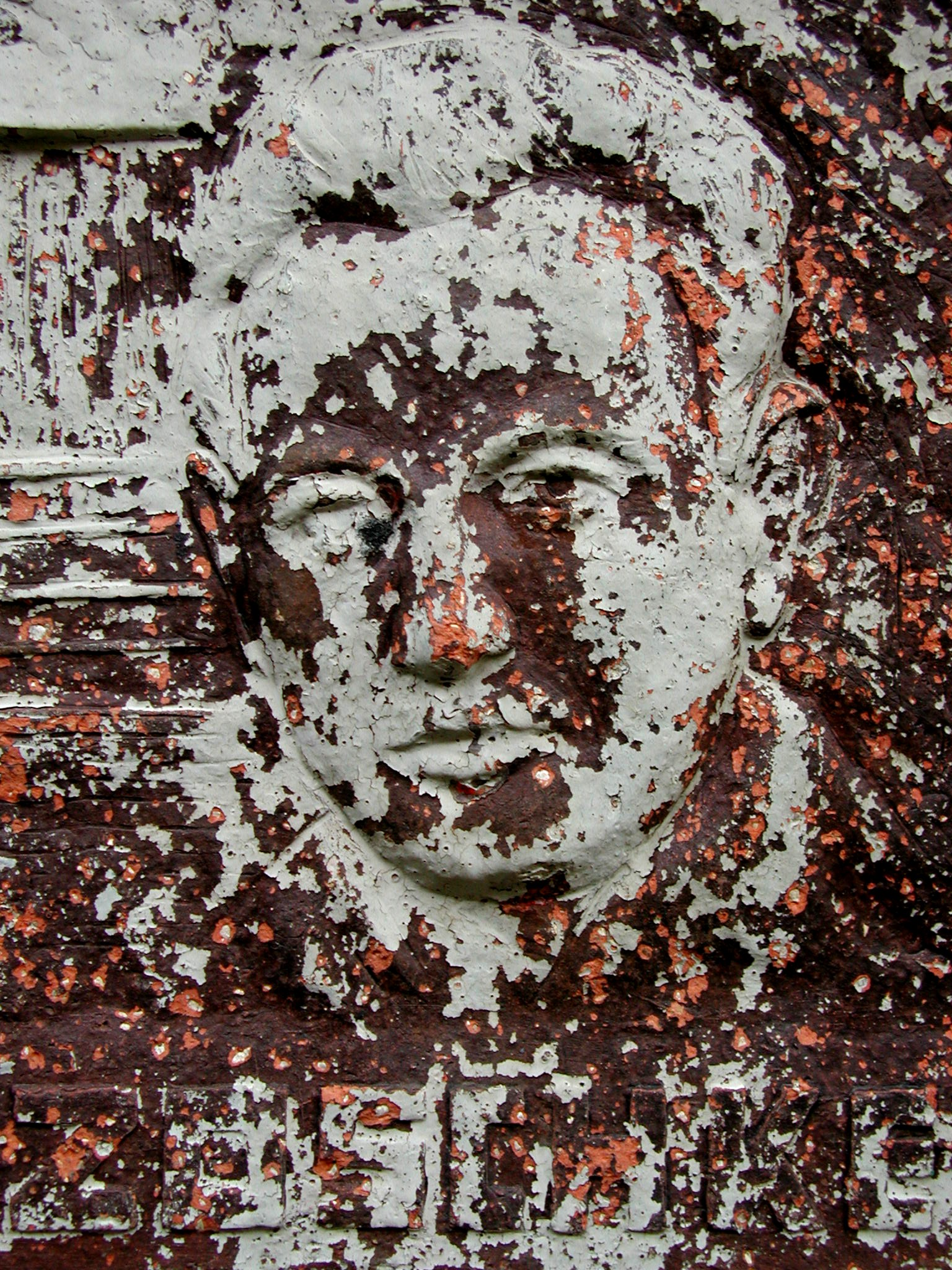
Hans Zoschke (1910–1944)

- Zoschke, Martin (1926–2020), deutscher Pflanzenbauwissenschaftler
- Zosel, Kurt (1913–1989), deutscher Chemiker
- Zosimos, spätantiker Historiker
- Zosimos († 110), Heiliger der christlichen Kirche und Märtyrer
- Zosimos aus Panopolis, griechischer Alchemist, schrieb die ältesten Bücher über Alchemie in griechischer Sprache
- Zosimus († 418), Bischof von Rom, Papst
- Zosimus, Tiberius Claudius, Freigelassener des Kaisers Claudius oder des Kaisers Nero
- Zoskales, Herrscher an der ostafrikanischen Küste
- Zoske, Robert (* 1952), deutscher Pfarrer und Historiker der Weißen Rose
- Zösmair, Josef (1845–1928), österreichischer Lehrer, Namenforscher und Historiker
- Zoss, Roland (* 1951), Schweizer Musiker und Schriftsteller
- Zossou, Aristide (* 2005), ivorisch-beninischer Fußballspieler

### Zot
- Zotadse, Liana (* 1961), sowjetische Wasserspringerin
- Zotenberg, Hermann (1834–1909), französischer Orientalist und Arabist
- Zoth, Oskar (1864–1933), österreichischer Physiologe
- Zotikos, antiker griechischer Armreifmacher
- Zötl, Aloys (1803–1887), österreichischer Maler
- Zötl, Gottlieb von (1800–1852), österreichischer Forstwissenschaftler
- Zötl, Hans (1846–1938), österreichischer Jurist und Heimatforscher
- Zotl, Peter-Rudolf (* 1944), deutscher Politiker (Die Linke), MdA
- Zotos, Jannis (* 1958), griechischstämmiger Musiker und Betreiber eines Jazzclubs
- Zotos, Kyriakos (* 1996), griechischer Kugelstoßer
- Zotow, Eugen (1881–1953), ukrainischer und russischer Maler
- Zötsch, Christa (* 1956), österreichische Fußballspielerin
- Zotschew, Lalju (* 1940), bulgarischer Radrennfahrer
- Zott, Christian (* 1960), deutscher Unternehmer und KunstsammlerChristian Zott (* 1960)

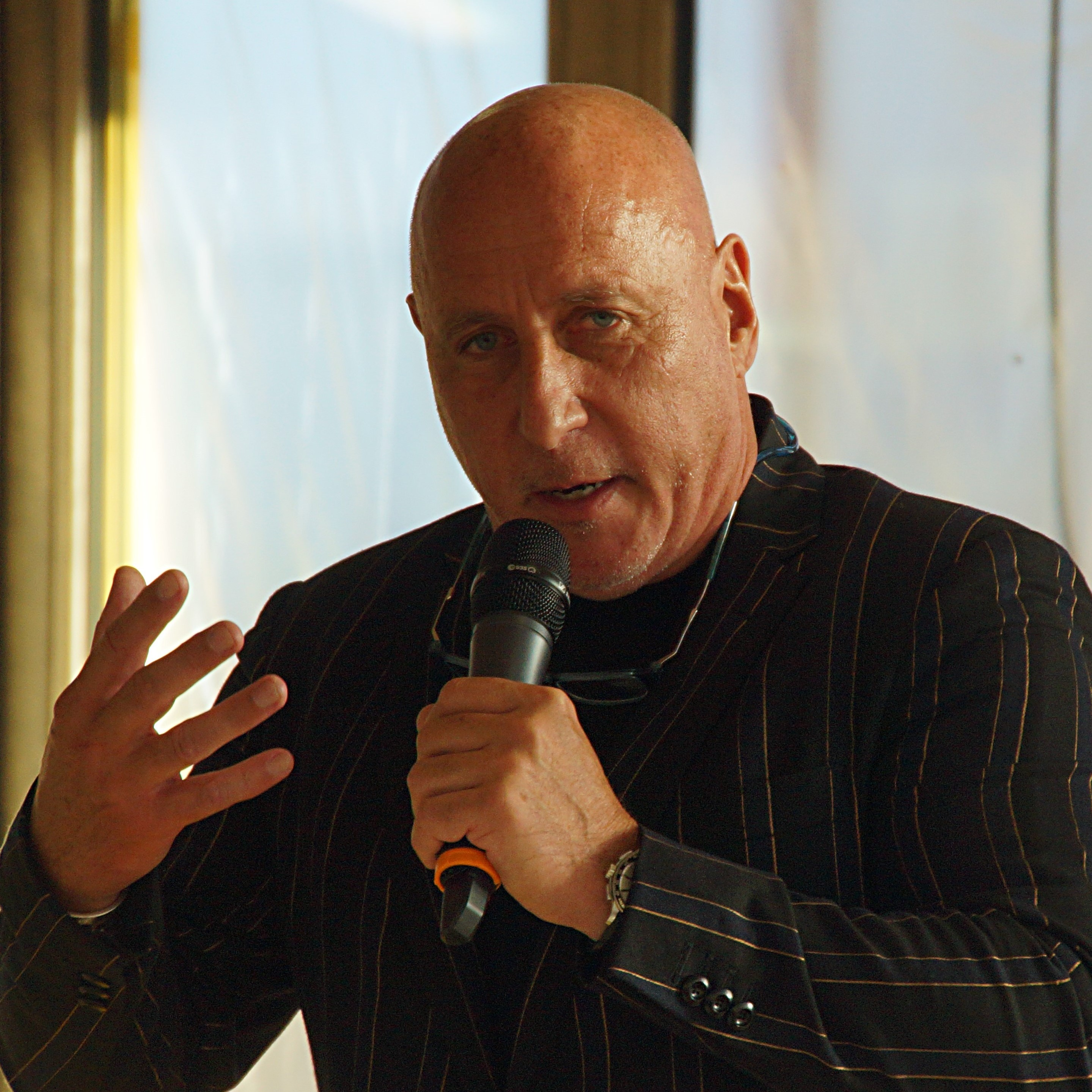
Christian Zott (* 1960)

- Zott, Georg (* 1986), österreichischer Sportschütze
- Zott, Josef (1901–1945), deutscher Widerstandskämpfer zur NS-Zeit, bayerischer Monarchist
- Zott, Martin (1841–1929), deutscher Landwirt und Politiker (Zentrum), MdR
- Zott, Regine (* 1938), deutsche Wissenschaftshistorikerin
- Zott, Wilhelm (1935–2017), deutscher Fußballspieler
- Zotta, Mario (1904–1963), italienischer Politiker, Senator und Minister
- Zotta, Salvatore (* 1938), italienischer Diplomat
- Zottele, Leonardo (* 1999), österreichischer Fußballspieler
- Zotter, Armin (* 1969), österreichischer Ballistiker
- Zotter, Eduard (1857–1938), österreichischer Architekt
- Zotter, Feri (1923–1987), österreichischer Maler
- Zotter, Friedrich (1894–1961), österreichischer Architekt
- Zotter, Gerhard (* 1941), österreichischer Judoka
- Zotter, Hans (* 1944), österreichischer Bibliothekar und Historiker
- Zotter, Josef (* 1961), österreichischer KochJosef Zotter (* 1961)

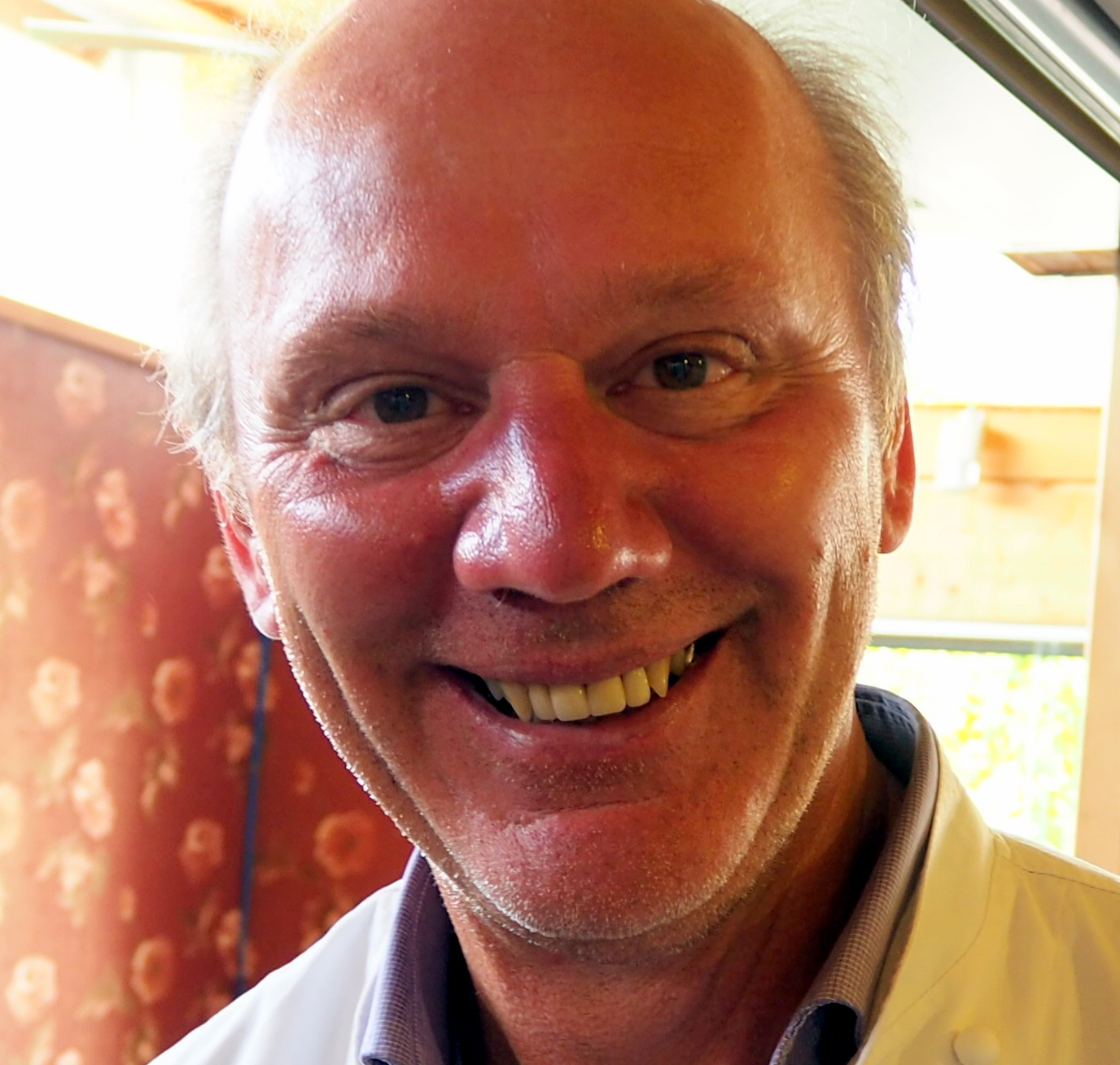
Josef Zotter (* 1961)

- Zotter, Severin (* 1982), österreichischer Extremsportler
- Zotter, Stefanie (* 1971), österreichische Leichtathletin
- Zotterman, Yngve (1898–1982), schwedischer Neurophysiologe
- Zotti, Carlo (* 1982), italienischer Fußballtorhüter
- Zotti, Josef (1882–1953), österreichischer Architekt
- Zotti, Wilhelm (1925–2013), österreichischer Kunsthistoriker, Architekt und Denkmalpfleger
- Zöttl, Alfred (1936–2020), österreichischer Bronzegießer
- Zöttl, Heinz W. (1927–2016), deutscher Bodenkundler
- Zöttl, Herwig (* 1972), österreichischer Politiker (FRITZ)
- Zöttl, Johann, bayerischer Landwirt und Politiker
- Zöttl, Joseph, deutscher Bierbrauer und Politiker (Freising)
- Zöttl, Klaus (* 1943), deutscher Künstler
- Zöttl, Wolfram (* 1969), österreichischer Filmschaffender
- Zottmann, Franz Xaver von (1826–1901), deutscher Bischof der Wolgadeutschen in Saratow
- Zottmann, Gretl (1913–1975), deutsche Schriftstellerin und Lyrikerin
- Zottmann, Maximilian von (1882–1966), deutscher Generalmajor der Polizei im Zweiten Weltkrieg
- Zottmayr, Anton Benno (1795–1865), deutscher Kunstmaler
- Zottmayr, Georg (1869–1941), deutscher Opernsänger (Bass), Gesangspädagoge und Komponist
- Zottmayr, Ludwig (1828–1899), deutscher Opernsänger (Bariton)
- Zottmayr, Max (1833–1905), deutscher Opernsänger (Tenor)
- Zottmayr-Hartmann, Nina (1836–1903), deutsche Opernsängerin (Sopran) und Gesangspädagogin
- Zotto († 591), Herzog von Benevent
- Zottola, Glenn (* 1947), US-amerikanischer Jazzmusiker
- Zottoli, Angelo (1826–1902), italienischer katholischer Priester des Jesuitenordens
- Zotz, Abby, kanadische Schauspielerin und Sängerin
- Zotz, Alois (1814–1893), US-amerikanischer Zeitungsverleger
- Zotz, Ämilian (1908–1984), österreichischer Stuckateur
- Zotz, Bertram (* 1968), österreichischer Theologe und Kirchenrechtler
- Zotz, Birgit (* 1979), österreichische Ethnologin
- Zotz, Gerhard (* 1960), deutscher Botaniker
- Zotz, Hubert (1875–1960), österreichischer Stuckateur
- Zotz, Josef (1902–1941), österreichischer Priester und Widerstandskämpfer
- Zotz, Kurt (1899–1958), deutscher Dramatiker und Lyriker, der als später Symbolist gilt
- Zotz, Lorenz der Ältere (1862–1903), österreichisch-deutscher Stuckateur
- Zotz, Lorenz der Jüngere (1902–1985), österreichischer Stuckateur
- Zotz, Lothar (1899–1967), deutscher Prähistoriker
- Zotz, Louis (1903–1989), österreichischer katholischer Theologe und Hochschulgründer
- Zotz, Rainer B. (1956–2022), deutscher Transfusionsmediziner
- Zotz, Rainer J. (* 1959), deutscher Kardiologe
- Zotz, Thomas (* 1944), deutscher Historiker
- Zotz, Thomas (* 1964), deutscher Schauspieler und Gründer eines Figurentheaters
- Zotz, Volker (* 1956), deutsch-österreichischer Philosoph
- Zotz, Werner (* 1947), brasilianischer Schriftsteller
- Zotzmann, Adolf (1912–1989), deutscher Bühnentechniker
- Zotzmann-Koch, Klaudia (* 1978), deutsche Schriftstellerin und Autorin
- Zötzsche, Uwe (* 1960), deutscher FußballspielerUwe Zötzsche (* 1960)

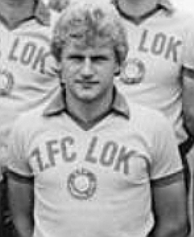
Uwe Zötzsche (* 1960)

### Zou
- Zou Lunlun, chinesische Musikerin
- Zou, Hanxun (1805–1854), chinesischer Gelehrter und Geograph
- Zou, Jiahua (1926–2025), chinesischer Politiker (Volksrepublik China)
- Zou, Jingyuan (* 1998), chinesischer Kunstturner
- Zou, Kai (* 1988), chinesischer Turner
- Zou, Rong (1885–1905), chinesischer demokratischer Revolutionär und Anarchist
- Zou, Taofen (1895–1944), chinesischer Journalist
- Zou, Yan, chinesischer Philosoph
- Zoua, Jacques (* 1991), kamerunischer Fußballspieler
- Zouabi, Hafedh (* 1961), tunesischer Handballspieler und -trainer
- Zouaghi, Chaker (* 1985), tunesischer Fußballspieler
- Zouaoui, Mohamed, tunesischer Schauspieler
- Zouaoui, Yanis (* 1998), französisch-algerischer Fußballspieler
- Zouari, Abderrahim (* 1944), tunesischer Diplomat und Politiker der Sozialistischen Destur-Partei
- Zoubeidi, Amina, kanadische Urologin und Hochschullehrerin
- Zoubek Prokš, František (* 1899), tschechischer Fußballtrainer
- Zoubek von Zdětín, Bernhard († 1541), Bischof von Olmütz
- Zoubek, David (* 1974), tschechischer Fußballspieler
- Zoubek, Philip (* 1978), österreichischer Pianist
- Zoubek, Vladimír (1903–1995), tschechischer Geologe
- Zoubek, Wolfgang (1945–2007), deutscher Komponist und Organist
- Zoubek, Wolfgang von (* 1959), österreichischer Bühnenbildner und Lichtdesigner
- Zoubi, Basheer Fawwaz H (* 1965), jordanischer Diplomat
- Zoubi, Mahmoud (1935–2000), syrischer Politiker
- Zoubkoff, Alexander (1901–1936), russischer Emigrant und Hochstapler
- Zoubkoff, Ivan (* 1977), französischer Handballspieler
- Zouboulaki, Voula (1924–2015), griechische Schauspielerin
- Zouc (* 1950), Schweizer Schauspielerin und Kabarettistin
- Zouch, Richard († 1661), englischer Richter, Politiker und Hochschullehrer
- Zouche, Alan de la († 1190), englischer Adliger
- Zouche, Alan de la (1203–1270), englischer Adliger
- Zouche, Eudo (1298–1326), englischer Adliger
- Zouche, Eudo de la († 1279), englischer Adliger
- Zouche, Hugh Mortimer de la, Condottiere und Söldnerführer
- Zouche, John († 1445), englischer Adliger und Politiker
- Zouche, William († 1352), englischer Lordsiegelbewahrer, Lord High Treasurer und Erzbischof von York
- Zouche, William la, 1. Baron Zouche of Mortimer († 1337), englischer Adliger
- Zouche, William, 1. Baron Zouche of Haryngworth († 1352), englischer Adliger
- Zouche, William, 2. Baron Zouche of Haryngworth († 1382), englischer Adliger
- Zouche, William, 3. Baron Zouche of Haryngworth († 1396), englischer Adliger
- Zouche, William, 4. Baron Zouche of Haryngworth († 1415), englischer Adliger
- Zoudé, Dennenesch (* 1966), deutsche Schauspielerin und AutorinDennenesch Zoudé (* 1966)

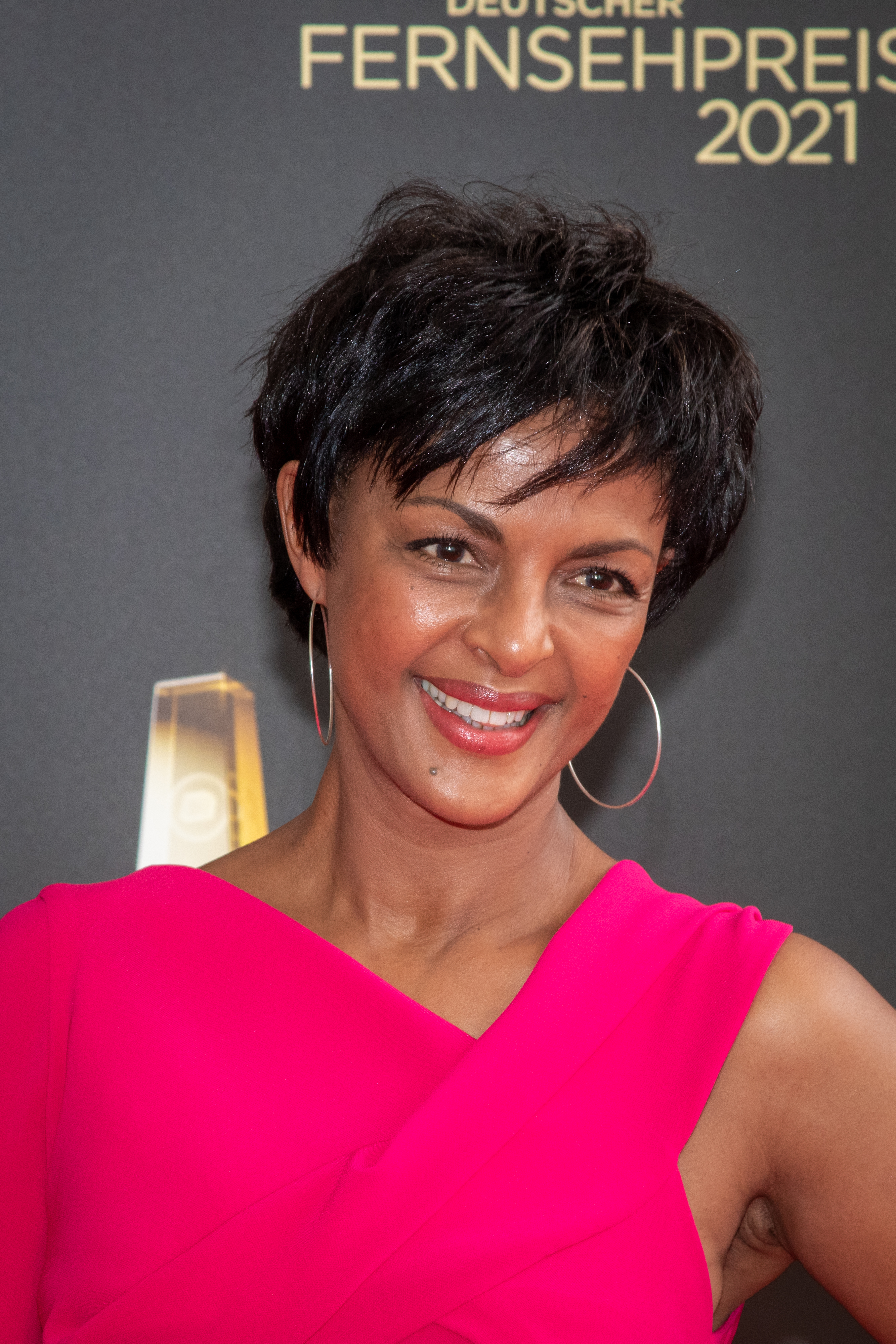
Dennenesch Zoudé (* 1966)

- Zouev, Alexei (* 1982), russischer Pianist
- Zouga, Francine (* 1987), kamerunische Fußballspielerin
- Zouganeli, Eleonora (* 1983), griechische Sängerin
- Zouhair, Assia (* 1991), marokkanische Fußballtorhüterin
- Zouhar, Gustav (1914–1980), deutscher Maschinenbauingenieur und Hochschullehrer
- Zouhar, Gustav (1939–2005), deutscher Ingenieur und Hochschullehrer
- Zouhir, Rida (* 2003), kanadisch-marokkanischer Fußballspieler
- Zouiten, Alaa (* 1985), marokkanischer Fusionmusiker (Oud, Komposition)
- Zoukrou, Tanguy (* 2003), französischer Fußballspieler
- Zoul, Vladimír (1914–1943), österreichischer Schneidergehilfe und Widerstandskämpfer gegen den Nationalsozialismus der tschechischsprachigen Minderheit
- Zouma, Kurt (* 1994), französischer FußballspielerKurt Zouma (* 1994)

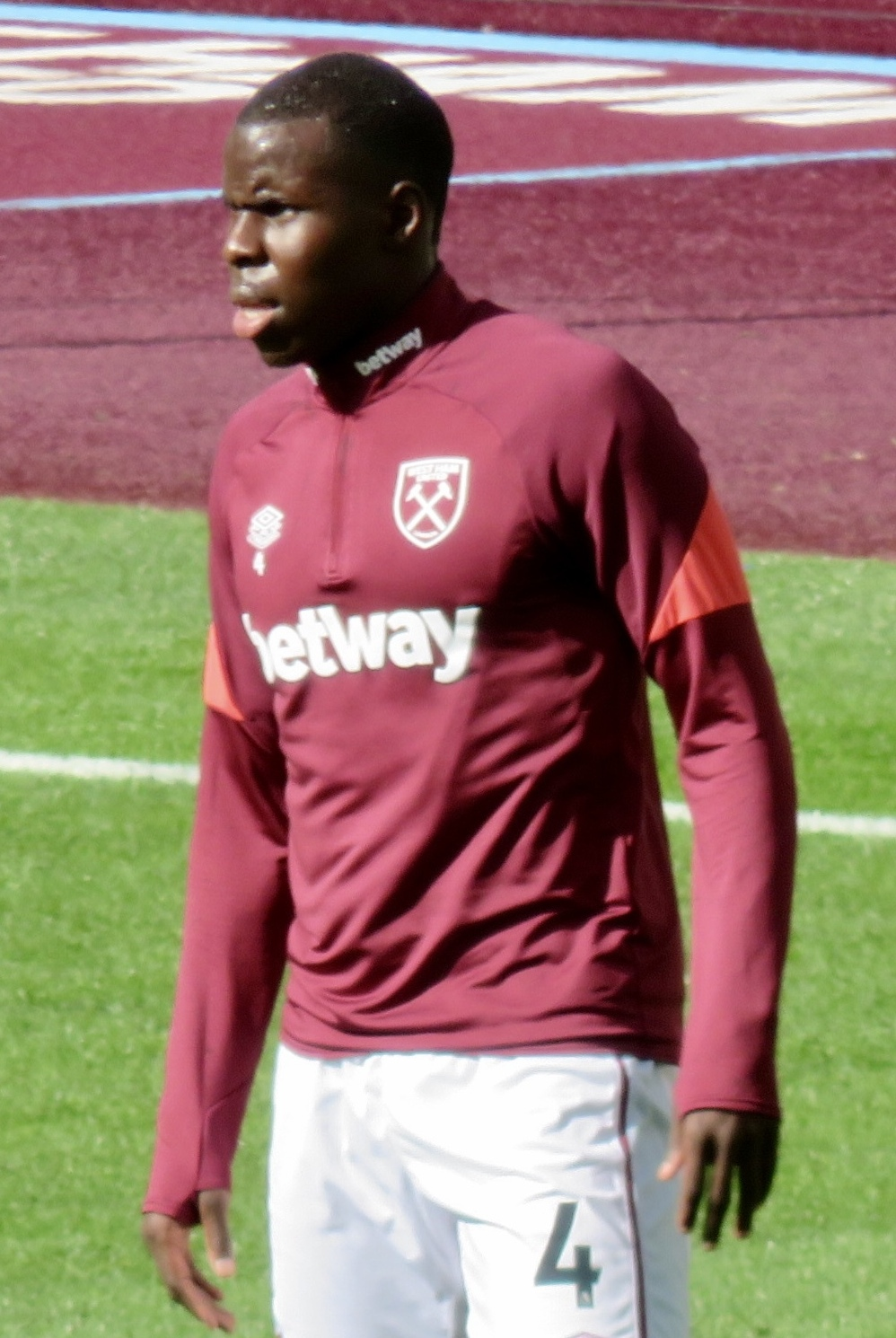
Kurt Zouma (* 1994)

- Zouma, Lionel (* 1993), französischer Fußballspieler
- Zoumara, Côme, Politiker der Zentralafrikanischen Republik und war von September 2006 bis Januar 2008 Außenminister
- Zoumé, Boubé (1951–1997), nigrischer Schriftsteller
- Zoumis, Christos (* 1875), griechischer Leichtathlet, Olympiateilnehmer
- Zoundi, Patrick (* 1982), burkinischer Fußballspieler
- Zoungrana, Paul (1917–2000), burkinischer Ordensgeistlicher, römisch-katholischer Erzbischof von Ouagadougou und Kardinal
- Zoupanis, Nikos (* 1989), griechischer Volleyball- und Beachvolleyballspieler
- Zourak, Adil (* 1978), marokkanischer Fußballschiedsrichter
- Zouras, Charalambos (1885–1972), griechischer Speerwerfer
- Zourek, Heinz (* 1950), österreichischer EU-Beamter und Generaldirektor
- Zourkane, Hocine el (* 1996), algerischer Mittel- und Langstreckenläufer
- Zouroudi, Anne (* 1959), englische Schriftstellerin
- Zoutman, Johan (1724–1793), niederländischer Vizeadmiral
- Žouželka, Adam (* 2001), tschechischer American-Football-Spieler

### Zov
- Zova, Katrina (* 1988), US-amerikanische Pornodarstellerin
- Zovatto, Daniel (* 1991), costa-ricanischer Filmschauspieler
- Zovetti, Ugo (1879–1974), italienischer Stoffdesigner und Buchgestalter
- Žovincová, Vendula (* 1997), tschechische Tennisspielerin
- Zovko, Denis (* 1975), kroatischer Fußballspieler
- Zovko, Ilija (1941–2009), jugoslawischer und kroatischer Theater-, Fernseh- und Filmschauspieler und Dramatiker
- Zovko, Ivan (* 1988), kroatischer Tennisspieler
- Zovko, Josip (1970–2019), kroatischer Theater-, Fernseh- und Filmschauspieler
- Zovko, Lovro (* 1981), kroatischer Tennisspieler
- Zovko, Marijana (* 1972), deutsch-kroatische christliche Sängerin
- Zovko, Zdravko (* 1955), jugoslawisch-kroatischer Handballspieler und -trainer
- Zovko, Željana (* 1970), kroatische Politikerin sowie ehemalige Botschafterin Bosniens und Herzegowinas
- Zovko, Željko (* 1953), kroatischer Handballspieler und -trainer

### Zow
- Zowie, David (* 1981), britischer DJ und Musikproduzent
- Zowislo-Grünewald, Natascha (* 1974), deutsche Kommunikationswissenschaftlerin
- Zownir, Miron (* 1953), deutscher Fotograf, Filmemacher und Krimi-Autor

### Zoy
- Zoyt (* 1957), deutsch-kanadischer Bildhauer

### Zoz
- Zoz, Edmund (1653–1706), Zisterzienser Abt
- Zoz, Henning (1964–2024), deutscher Unternehmer und Lokalpolitiker
- Zozaya, Alberto (1908–1981), argentinischer Fußballspieler
- Zozaya, María de, baskisches Opfer der Hexenverfolgung
- Zózimo (1932–1977), brasilianischer FußballspielerZózimo (1932–1977)

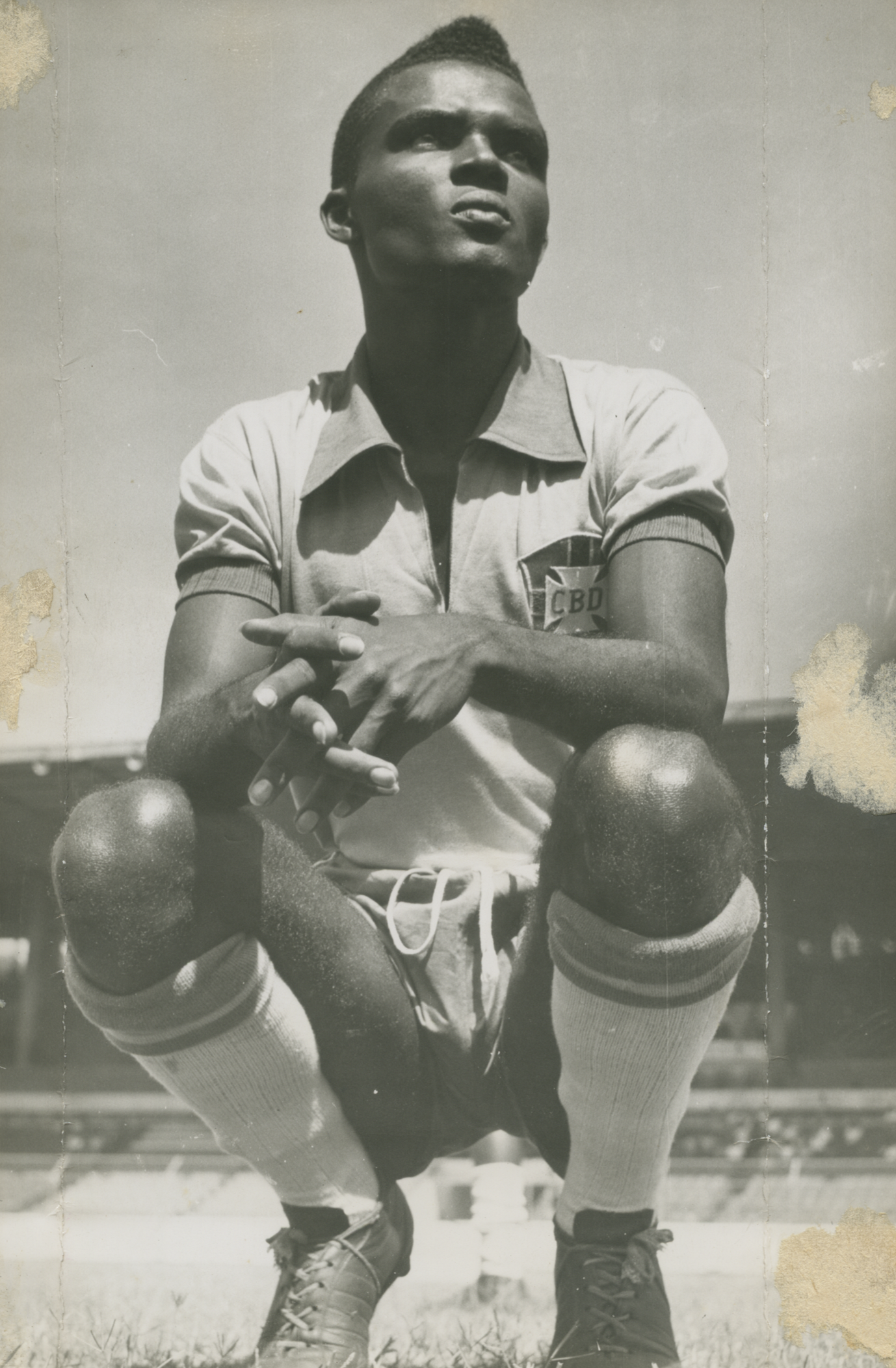
Zózimo (1932–1977)

- Zozoria, Nona (* 1973), georgische Juristin, Richterin am Europäischen Gerichtshof für Menschenrechte
- Zozuļa, Vera (* 1956), sowjetisch-lettische Rennrodlerin
- Zozulia, Anna (* 1980), ukrainisch-belgische Schachspielerin
- Zozzoli, Johann Baptist († 1886), österreichischer Politiker, Bürgermeister von Villach